# Lista dos vencedores do Estandarte de Ouro
A Lista dos vencedores do Estandarte de Ouro reúne os profissionais, as personalidades e as escolas de samba vencedoras em cada edição do Prêmio Estandarte de Ouro.
O Estandarte de Ouro é o mais antigo e importante prêmio extraoficial do carnaval do Rio de Janeiro, sendo conhecido como "Óscar do samba" ou "Óscar do carnaval", numa referência ao Prêmio Óscar. Foi criado em janeiro de 1972, numa conversa de bar entre funcionários do Jornal O Globo, dentre eles, os jornalistas Heitor Quartin, Henrique Caban, Roberto Paulino, e o gerente de promoções Péricles de Barros. O prêmio é organizado e oferecido pelo Jornal O Globo à personalidades e segmentos que se destacaram nos desfiles das escolas de samba do Rio de Janeiro.
A primeira edição ocorreu no carnaval de 1972, sendo entregues prêmios em dez categorias. Ao longo dos anos, novas categorias foram criadas, enquanto outras foram extintas. Desde 2020 são entregues dezesseis prêmios ao Grupo Especial (a primeira divisão do carnaval carioca) e dois prêmios à Série Ouro (a segunda divisão). A premiação é dividida em categorias individuais (como melhor mestre-sala, melhor porta-bandeira, entre outras) e categorias coletivas (melhor samba-enredo, melhor bateria, entre outras). O Estandarte de melhor escola é considerado o prêmio principal.
Um júri formado por jornalistas e artistas ligados à música e às artes assiste aos desfiles no Sambódromo da Marquês de Sapucaí, e, após a última apresentação, se reúnem, em um debate, para eleger os premiados em cada categoria. A escolha dos premiados se dá através de um consenso entre os jurados a premiação. O resultado é divulgado ao final da reunião, na terça-feira de carnaval, pouco depois do último desfile. Cerca de uma semana após o desfile das campeãs, é organizada uma festa para a entrega dos troféus aos vencedores. A Mangueira é a maior vencedora da categoria principal, de melhor escola, com nove Estandartes, seguida pelo Salgueiro, que tem oito. No ranking geral, somando todas as categorias, a Mangueira também é a maior vencedora da premiação, seguida pelo Salgueiro.

## 1972

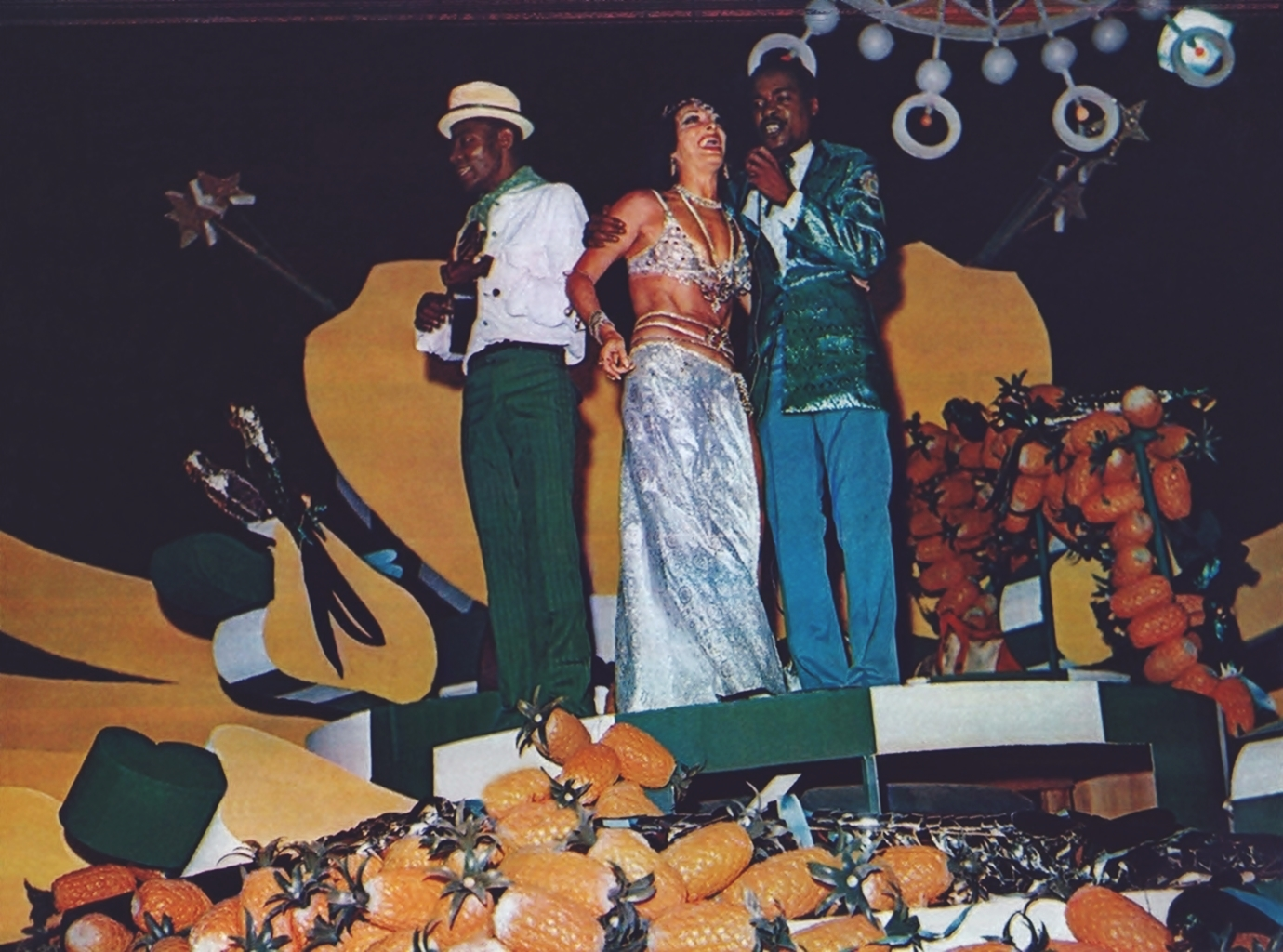
Desfile do Império no carnaval de 1972.

A primeira edição do Estandarte de Ouro foi realizada no carnaval do ano de 1972. O Grupo 1 do carnaval carioca foi contemplado em dez categorias. O Império Serrano foi o maior vencedor da edição, recebendo quatro prêmios. A escola foi a campeã do carnaval carioca de 1972 com um desfile em homenagem a cantora Carmen Miranda. Os prêmios foram entregues no dia 16 de fevereiro de 1972, ao vivo, no programa de televisão Discoteca do Chacrinha, da Rede Globo. O júri que elegeu os vencedores foi formado por Félix de Athayde, Heitor Quartin, João Saldanha, Roberto Paulino, Valcir Araújo, Amauri Monteiro e Adelzon Alves.
Estatística:
- Império Serrano - 4 prêmios
- Mangueira - 3 prêmios
- Imperatriz, Portela e Unidos de São Carlos (Estácio) - 1 prêmio

| Categorias                | Escolas              | Vencedores                                                                   |
| ------------------------- | -------------------- | ---------------------------------------------------------------------------- |
| Comunicação com o público | Império Serrano      | Império Serrano                                                              |
| Samba-enredo              | São Carlos (Estácio) | "Rio Grande do Sul, na Festa do Preto Forro" de Nilo Mandes e Dario Marciano |
| Enredo                    | Império Serrano      | "Alô, Alô, Taí Carmen Miranda" de Fernando Pinto                             |
| Bateria                   | Portela              | Mestre Cinco                                                                 |
| Porta-bandeira            | Mangueira            | Neide da Mangueira                                                           |
| Mestre-sala               | Mangueira            | Zequinha                                                                     |
| Destaque Feminino         | Império Serrano      | Maria Conceição                                                              |
| Destaque Masculino        | Mangueira            | Carlinhos do Pandeiro                                                        |
| Ala                       | Imperatriz           | Ala de Baianas                                                               |
| Fantasias                 | Império Serrano      | Fernando Pinto                                                               |

## 1973

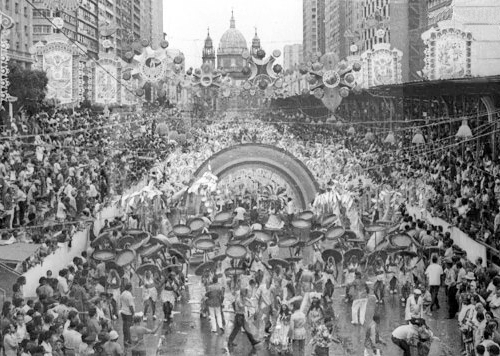
Desfile do Império no carnaval de 1973.

A segunda edição do Estandarte de Ouro foi realizada em 1973. Foram mantidas as dez categorias da edição anterior. Duas novas categorias foram criadas, uma para eleger a melhor escola do Grupo 1 e outra para premiar o melhor samba-enredo do Grupo 2 (a segunda divisão do carnaval carioca). Também foi entregue um prêmio póstumo especial ao compositor Silas de Oliveira, morto no ano anterior. O Império Serrano venceu a edição, recebendo o prêmio de melhor escola. A agremiação foi a vice-campeã do Grupo 1 no carnaval de 1973. Os prêmios foram entregues no dia 7 de março de 1973, no Teatro Fênix, durante a gravação do programa Globo de Ouro, da Rede Globo. O júri da edição foi formado por Milton Temer, Roberto Paulino, Félix de Athayde, Heitor Quartin, João Saldanha, Mário Luís, Adelzon Alves, Haroldo Costa e Amauri Monteiro.
Estatística:
- Salgueiro, Mangueira e Império Serrano - 3 prêmios
- Em Cima da Hora, Portela e São Carlos (Estácio) - 1 prêmio

| Categorias                    | Escolas                                                          | Vencedores                                                                                           |
| ----------------------------- | ---------------------------------------------------------------- | --- |
| Melhor Escola                 | Império Serrano                                                  | Império Serrano                                                                                      |
| Comunicação com o público     | Império Serrano                                                  | Império Serrano                                                                                      |
| Samba-enredo                  | Em Cima da Hora                                                  | "O Saber Poético da Literatura de Cordel" de Baianinho                                               |
| Enredo                        | Salgueiro                                                        | "Eneida, Amor e Fantasia" de Joãosinho Trinta, Maria Augusta e Teresa Aragão                         |
| Bateria                       | Salgueiro                                                        | Mestre Louro                                                                                         |
| Porta-bandeira                | Mangueira                                                        | Neide da Mangueira                                                                                   |
| Mestre-sala                   | Mangueira                                                        | Élcio PV                                                                                             |
| Destaque Feminino             | Portela                                                          | Tia Vicentinha                                                                                       |
| Destaque Masculino            | Salgueiro                                                        | Laíla                                                                                                |
| Ala                           | Mangueira                                                        | Ala de Baianas                                                                                       |
| Fantasias                     | Império Serrano                                                  | Fernando Pinto                                                                                       |
| Samba-enredo do Grupo 2       | São Carlos (Estácio)                                             | "Trá, La, La, La, Um Hino ao Carnaval Brasileiro de Lamartine Babo" de Darcy do Nascimento e Oliviel |
| Prêmio Especial (in memoriam) | Silas de Oliveira (Compositor do Império Serrano, morto em 1972) | Silas de Oliveira (Compositor do Império Serrano, morto em 1972)                                     |

## 1974
A terceira edição do Estandarte de Ouro foi realizada em 1974. Foram mantidas as doze categorias da edição anterior, onze destinadas ao Grupo 1 e uma destinada a premiar o melhor samba-enredo do Grupo 2. Pela primeira vez em sua história, o Salgueiro recebeu o prêmio de melhor escola. A agremiação foi a campeã do Grupo 1 do carnaval de 1974. Salgueiro e Mocidade foram as escolas mais premiadas. Os prêmios foram entregues no dia 27 de fevereiro de 1974, no Teatro Fênix, numa festa transmitida pela Rede Globo. O júri da edição foi formado por Adelzon Alves, Alberto Coelho de Sousa, Amauri Monteiro, Fernando Mariano, Haroldo Costa, Heitor Quartin, João Saldanha, Mário Franqueira e Sebastião Marinho.
Estatística:
- Salgueiro e Mocidade - 3 prêmios
- Mangueira e Portela - 2 prêmios
- Império Serrano e Tupy de Brás de Pina - 1 prêmio

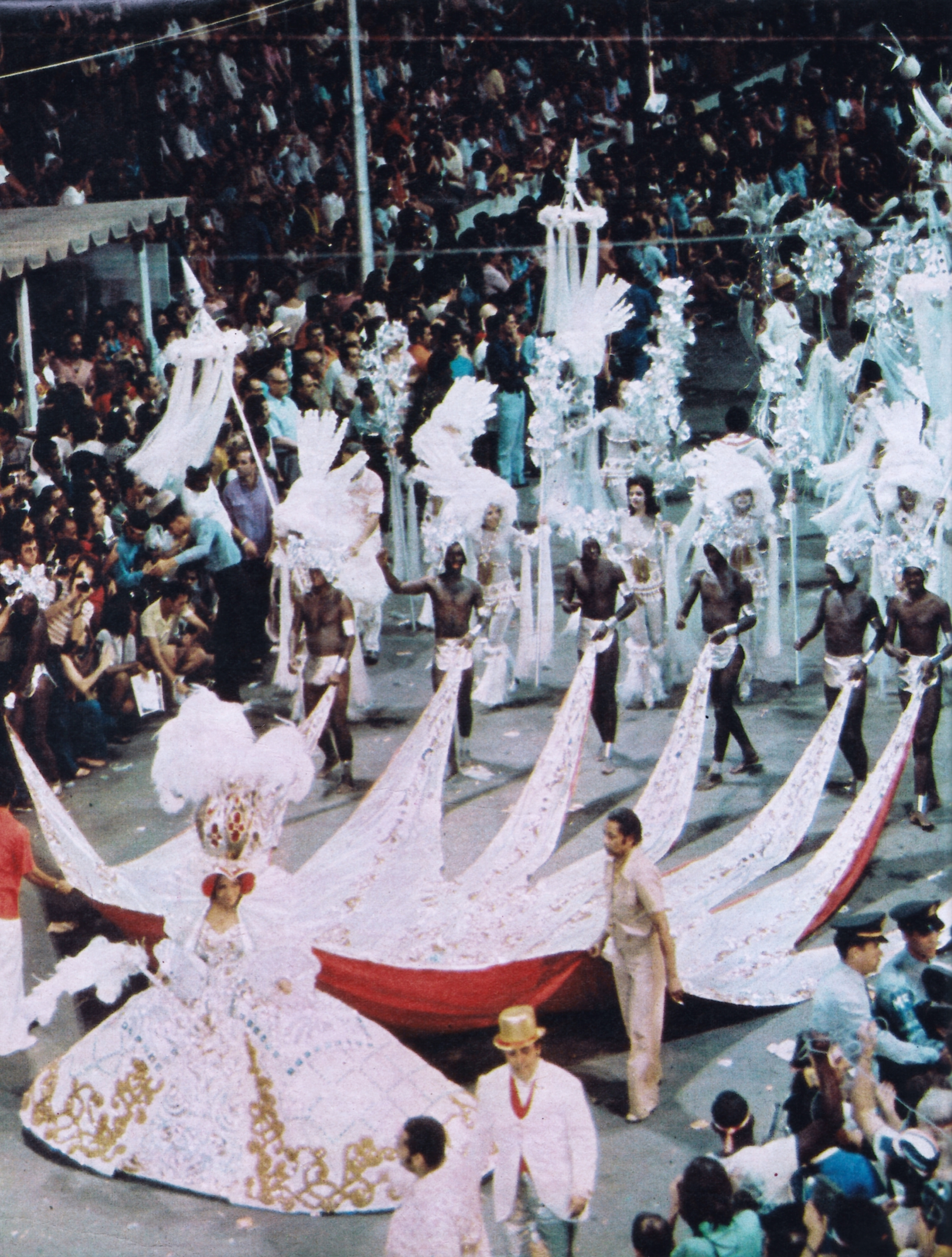
Desfile do Salgueiro no carnaval de 1974.

| Categorias                | Escolas              | Vencedores                                                   |
| ------------------------- | -------------------- | ------------------------------------------------------------ |
| Melhor Escola             | Salgueiro            | Salgueiro                                                    |
| Comunicação com o público | Mocidade             | Mocidade                                                     |
| Samba-enredo              | Mocidade             | "A Festa do Divino" de Campo Grande, Nezinho e Tatu          |
| Enredo                    | Salgueiro            | "O Rei da França na Ilha da Assombração" de Joãosinho Trinta |
| Bateria                   | Mocidade             | Mestre André                                                 |
| Porta-bandeira            | Mangueira            | Neide da Mangueira                                           |
| Mestre-sala               | Portela              | Bagdá                                                        |
| Destaque Feminino         | Império Serrano      | Olegária                                                     |
| Destaque Masculino        | Mangueira            | Jamelão                                                      |
| Ala                       | Portela              | Ala de Baianas                                               |
| Fantasias                 | Salgueiro            | Joãosinho Trinta                                             |
| Samba do Grupo 2          | Tupy de Brás de Pina | "Essa Nega Fulô" de Ariel Matias e Pedro Paulo               |

## 1975
A quarta edição do Estandarte de Ouro foi realizada em 1975. Foram mantidas as onze categorias destinadas ao Grupo 1 e uma categoria destinada a premiar o melhor samba-enredo do Grupo 2. Pela primeira vez em sua história, a Mangueira recebeu o prêmio de melhor escola. A agremiação foi a vice-campeã do Grupo 1 no carnaval de 1975 com um desfile em homenagem ao escritor Jorge de Lima. Mangueira e Mocidade foram as escolas mais premiadas. A porta-bandeira Neide da Mangueira recebeu o seu quarto Estandarte de Ouro consecutivo. Os prêmios foram entregues no dia 11 de fevereiro de 1975, durante a gravação do programa Globo de Ouro, da Rede Globo. O júri da edição foi formado por Haroldo Costa, Adelzon Alves, Heitor Quartin, Sérgio Cabral e Ana Letícia.
Estatística:
- Mangueira e Mocidade - 3 prêmios
- Império Serrano - 2 prêmios
- Salgueiro, Portela, Unidos da Tijuca e Unidos de São Carlos (Estácio) - 1 prêmio

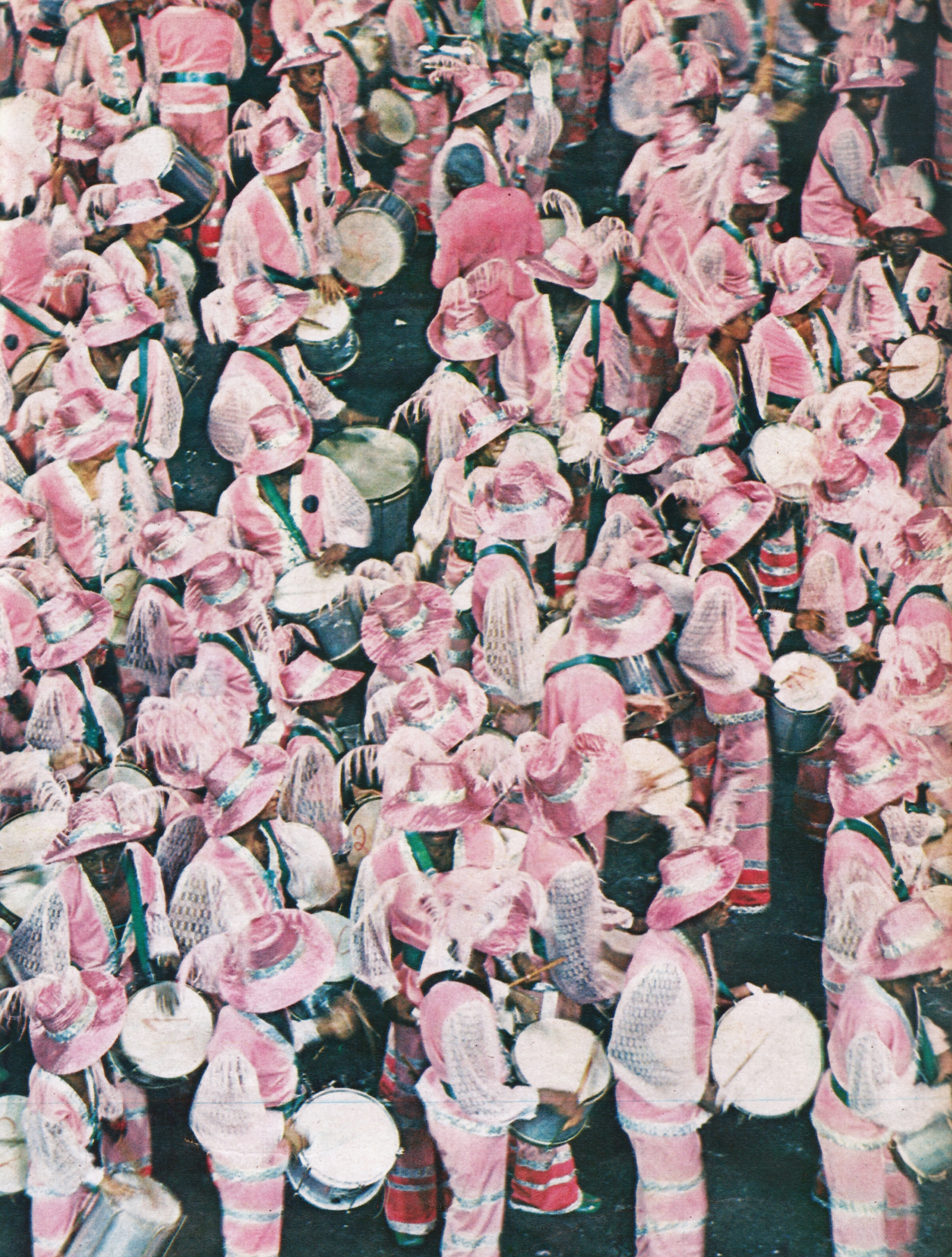
Desfile da Mangueira no carnaval de 1975.

| Categorias                | Escolas              | Vencedores                                                       |
| ------------------------- | -------------------- | ---------------------------------------------------------------- |
| Melhor Escola             | Mangueira            | Mangueira                                                        |
| Comunicação com o público | Império Serrano      | Império Serrano                                                  |
| Samba-enredo              | Portela              | "Macunaíma, Herói de Nossa Gente" de David Corrêa e Norival Reis |
| Enredo                    | Mocidade             | "O Mundo Fantástico do Uirapurú" de Arlindo Rodrigues            |
| Bateria                   | Salgueiro            | Mestre Louro                                                     |
| Porta-bandeira            | Mangueira            | Neide da Mangueira                                               |
| Mestre-sala               | Império Serrano      | Sérgio Jamelão                                                   |
| Destaque Feminino         | Mangueira            | Dona Neuma                                                       |
| Destaque Masculino        | Mocidade             | Mestre André                                                     |
| Ala                       | São Carlos (Estácio) | Ala de Baianas                                                   |
| Fantasias                 | Mocidade             | Arlindo Rodrigues                                                |
| Samba do Grupo 2          | Unidos da Tijuca     | "Magia Africana no Brasil e Seus Mistérios" de Jorge Machado     |

## 1976
A quinta edição do Estandarte de Ouro foi realizada em 1976. A categoria "Fantasias" foi extinta. As outras dez categorias destinadas ao Grupo 1 foram mantidas, além da categoria destinada a premiar o melhor samba-enredo do Grupo 2. Pela primeira vez em sua história, a Portela recebeu o prêmio de melhor escola. A agremiação foi a quarta colocada do Grupo 1 no carnaval de 1976 com um desfile sobre a Ilha de Marajó. A porta-bandeira Neide da Mangueira recebeu o seu quinto Estandarte de Ouro consecutivo. O júri da edição foi formado por Haroldo Costa, Heitor Quartin, Jorge Coutinho, José Carlos Rêgo, José de la Peña, Macedo Miranda Filho e Sérgio Cabral.
Estatística:
- Mangueira, Mocidade e União da Ilha - 2 prêmios
- Salgueiro, Beija-Flor, Em Cima da Hora, Portela e União de Jacarepaguá - 1 prêmio

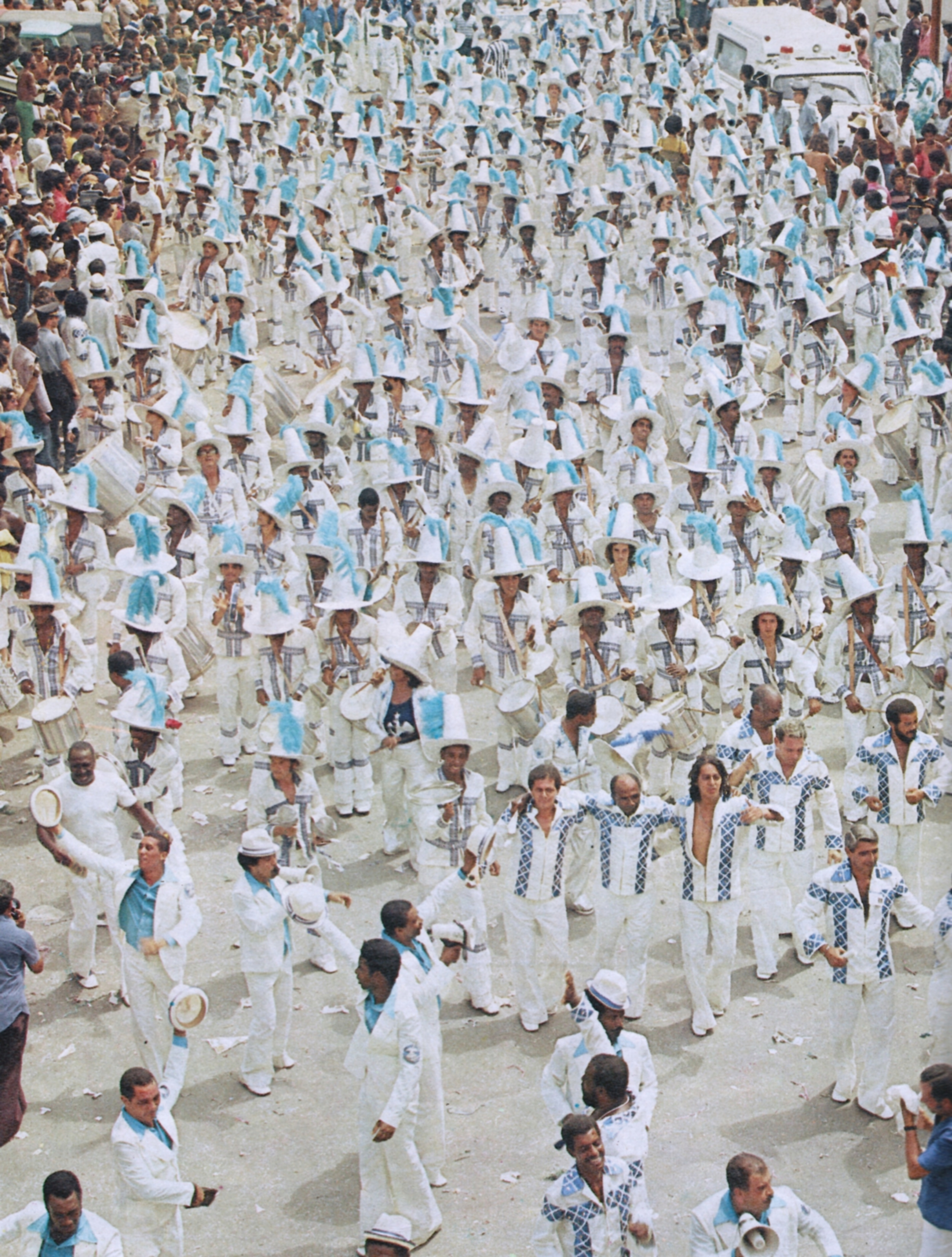
Desfile da Portela no carnaval de 1976.

| Categorias                | Escolas              | Vencedores                                                           |
| ------------------------- | -------------------- | -------------------------------------------------------------------- |
| Melhor Escola             | Portela              | Portela                                                              |
| Comunicação com o público | Mocidade             | Mocidade                                                             |
| Samba-enredo              | Em Cima da Hora      | "Os Sertões" de Edeor de Paula                                       |
| Enredo                    | Beija-Flor           | "Sonhar com Rei Dá Leão" de Joãosinho Trinta                         |
| Bateria                   | Mocidade             | Mestre André                                                         |
| Porta-bandeira            | Mangueira            | Neide da Mangueira                                                   |
| Mestre-sala               | União da Ilha        | Robertinho                                                           |
| Destaque Feminino         | Salgueiro            | Paula do Salgueiro                                                   |
| Destaque Masculino        | Mangueira            | Waldomiro                                                            |
| Ala                       | União da Ilha        | Ala dos Universitários                                               |
| Samba do Grupo 2          | União de Jacarepaguá | "Acalanto para Uiara" de Norival Reis, Vicente Mattos e Joel Menezes |

## 1977

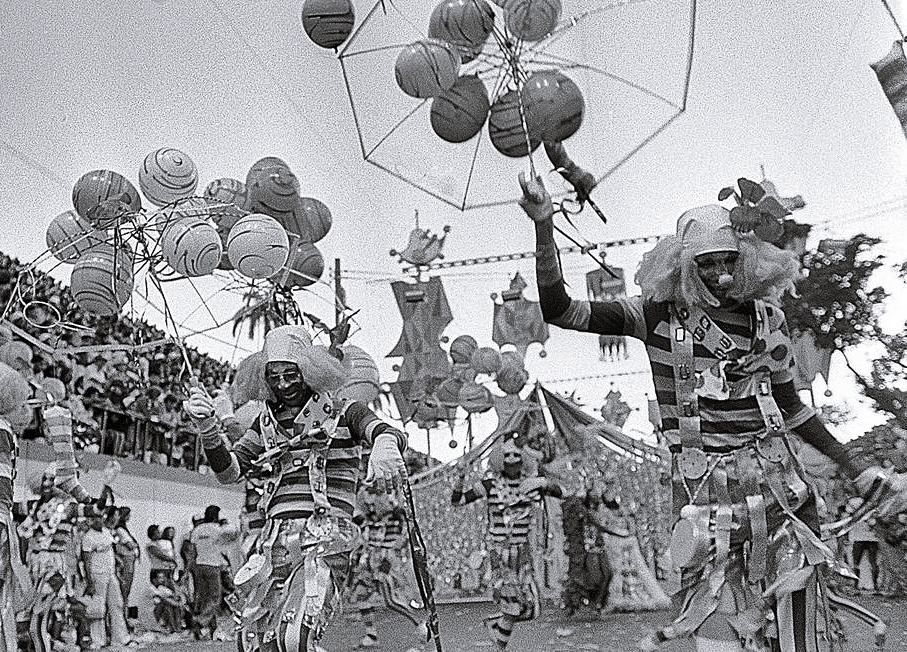
Desfile da União da Ilha no carnaval de 1977.

A sexta edição do Estandarte de Ouro foi realizada em 1977. A quantidade de categorias aumentou de onze para dezesseis. Foram mantidas as onze categorias da edição anterior e criadas novas cinco categorias destinadas ao Grupo 1 (Passista Feminino e Masculino, Personalidade Masculina e Feminina e Revelação). Pela primeira vez em sua história, a União da Ilha do Governador recebeu o prêmio de melhor escola. A agremiação foi a terceira colocada do Grupo 1 no carnaval de 1977. Vilma Nascimento, da Portela, recebeu seu primeiro Estandarte de Ouro de melhor porta-bandeira, quebrando a sequência de cinco vitórias consecutivas de Neide da Mangueira. Os prêmios foram entregues no dia 22 de fevereiro de 1977, no Teatro Fênix, numa festa transmitida pela Rede Globo. O júri da edição foi formado por Adelzon Alves, Ana Letícia, Haroldo Costa, Heitor Quartin, José Carlos Rêgo, Lygia Santos, Macedo Miranda Filho, Ricardo Cravo Albin e Sérgio Cabral.
Estatística:
- União da Ilha - 3 prêmios
- Beija-Flor, Império Serrano, Portela e Vila Isabel - 2 prêmios
- Salgueiro, Arranco, Mangueira, Império da Tijuca e Cabuçu - 1 prêmio

| Categorias                | Escolas           | Vencedores                                                                               |
| ------------------------- | ----------------- | ---------------------------------------------------------------------------------------- |
| Melhor Escola             | União da Ilha     | União da Ilha                                                                            |
| Comunicação com o público | Beija-Flor        | Beija-Flor                                                                               |
| Samba-enredo              | União da Ilha     | "Domingo" de Waldyr da Vala, Aurinho da Ilha, Ione do Nascimento e Adhemar de A. Vinhaes |
| Enredo                    | Império da Tijuca | "O Mundo de Barro de Mestre Vitalino" de Geraldo Cavalcante                              |
| Bateria                   | Vila Isabel       | Mestre Ernesto                                                                           |
| Porta-bandeira            | Portela           | Vilma Nascimento                                                                         |
| Mestre-sala               | Unidos do Cabuçu  | Cidinho                                                                                  |
| Ala                       | Beija-Flor        | Ala de Baianas                                                                           |
| Passista Feminino         | Portela           | Nega Pelé                                                                                |
| Passista Masculino        | Império Serrano   | Careca                                                                                   |
| Destaque Feminino         | Salgueiro         | Isabel Valença                                                                           |
| Destaque Masculino        | Mangueira         | Comissão de Frente                                                                       |
| Personalidade Feminina    | União da Ilha     | Maria Augusta (Carnavalesca)                                                             |
| Personalidade Masculina   | Império Serrano   | Mestre Fuleiro (Diretor de Bateria)                                                      |
| Revelação                 | Vila Isabel       | Isaura de Assis (Primeira Porta-bandeira)                                                |
| Samba-enredo do Grupo 2   | Arranco           | "Logun, Príncipe do Efan" de Dimas Cordeiro, Capelo e Pipico                             |

## 1978

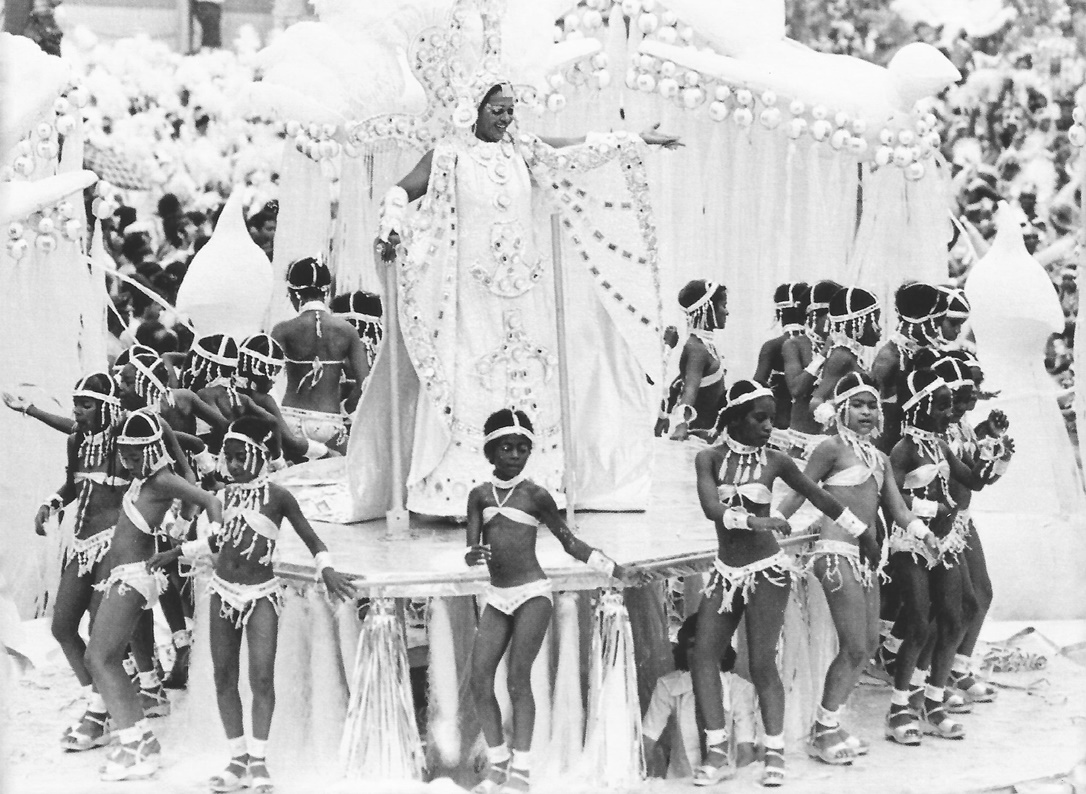
Desfile da Beija-Flor no carnaval de 1978.

A sétima edição do Estandarte de Ouro foi realizada em 1978. Foram mantidas as quinze categorias destinadas ao Grupo 1 e a categoria destinada a premiar o melhor samba-enredo do Grupo 2. Pela primeira vez em sua história, a Beija-Flor recebeu o prêmio de melhor escola. A agremiação de Nilópolis foi a campeã do carnaval de 1978 com um desfile sobre a formação do universo segundo a cultura iorubá. Vice-campeã do carnaval, a Mangueira foi a escola mais premiada. Os prêmios foram entregues no dia 18 de fevereiro de 1978, em frente ao edifício-sede d'O Globo, na Rua Irineu Marinho, onde foi realizado um desfile com os premiados. O júri da edição foi formado por Adelzon Alves, Albino Pinheiro, Haroldo Costa, Heitor Quartin, José Carlos Rêgo, Lygia Santos, Roberto Moura e Sérgio Cabral.
Estatística:
- Mangueira - 4 prêmios
- Beija-Flor - 3 prêmios
- Salgueiro e Portela - 2 prêmios
- Arranco, Caprichosos de Pilares, Mocidade, União da Ilha e Vila Isabel - 1 prêmio

| Categorias                | Escolas                | Vencedores                                                               |
| ------------------------- | ---------------------- | ------------------------------------------------------------------------ |
| Melhor Escola             | Beija-Flor             | Beija-Flor                                                               |
| Comunicação com o público | Mangueira              | Mangueira                                                                |
| Samba-enredo              | Salgueiro              | "Do Yorubá à Luz, a Aurora dos Deuses" de Renato de Verdade              |
| Enredo                    | Mocidade               | "Brasiliana" de Arlindo Rodrigues                                        |
| Bateria                   | União da Ilha          | Direção de Mestre João Sérgio                                            |
| Porta-bandeira            | Portela                | Vilma Nascimento                                                         |
| Mestre-sala               | Mangueira              | Delegado                                                                 |
| Ala                       | Beija-Flor             | "Desvio - Camaleão Dorado"                                               |
| Passista Feminino         | Salgueiro              | Roxinha                                                                  |
| Passista Masculino        | Portela                | Jerônimo                                                                 |
| Destaque Feminino         | Mangueira              | Nininha Chochoba                                                         |
| Destaque Masculino        | Beija-Flor             | Viriato Ferreira                                                         |
| Personalidade Feminina    | Mangueira              | Dona Zica                                                                |
| Personalidade Masculina   | Vila Isabel            | Martinho da Vila                                                         |
| Revelação                 | Arranco                | Jorge Picapau (Jovem ritmista)                                           |
| Samba-enredo do Grupo 2   | Caprichosos de Pilares | "Festa da Uva no Rio Grande do Sul" de Alcino Correa "Ratinho" e Valadão |

## 1979

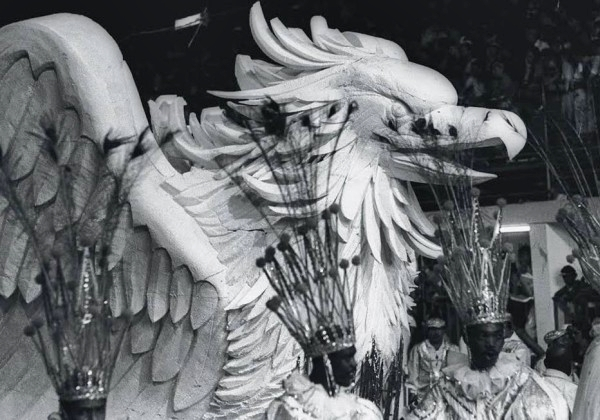
Desfile da Portela no carnaval de 1979.

A oitava edição do Estandarte de Ouro foi realizada em 1979. Foram mantidas as quinze categorias destinadas ao Grupo 1A e a categoria destinada a premiar o melhor samba-enredo do Grupo 1B. A Portela venceu a edição, recebendo o prêmio de melhor escola pela segunda vez em sua história. A agremiação foi a terceira colocada do Grupo 1A no carnaval de 1979 com um desfile sobre o carnaval. A escola obteve o recorde de prêmios recebidos numa mesma edição do Estandarte (seis ao total). A porta-bandeira Vilma Nascimento, da Portela, recebeu seu terceiro Estandarte consecutivo. Os prêmios foram entregues no dia 10 de março de 1979, em frente ao edifício-sede d'O Globo, na Rua Irineu Marinho, onde foi realizado um desfile com os premiados. O júri da edição foi formado por Adelzon Alves, Albino Pinheiro, Ana Letícia, Haroldo Costa, José Carlos Rêgo, Lygia Santos, Macedo Miranda Filho, Ricardo Cravo Albin, Roberto Moura e Sérgio Cabral.
Estatística:
- Portela - 6 prêmios
- Mangueira - 2 prêmios
- Unidos de São Carlos (Estácio) - 3 prêmios
- Salgueiro, Beija-Flor, Mocidade, União da Ilha e Cabuçu - 1 prêmio

| Categorias                | Escolas              | Vencedores                                                                             |
| ------------------------- | -------------------- | -------------------------------------------------------------------------------------- |
| Melhor Escola             | Portela              | Portela                                                                                |
| Comunicação com o público | União da Ilha        | União da Ilha                                                                          |
| Samba-enredo              | Portela              | "Incrível, Fantástico, Extraordinário" de David Corrêa, J. Rodrigues e Tião Nascimento |
| Enredo                    | Mocidade             | "O Descobrimento do Brasil" de Arlindo Rodrigues                                       |
| Bateria                   | São Carlos (Estácio) | Nelson Bragança, o "Maestro Galo"                                                      |
| Porta-bandeira            | Portela              | Vilma Nascimento                                                                       |
| Mestre-sala               | Beija-Flor           | Élcio PV                                                                               |
| Ala                       | Portela              | Velha Guarda da Portela                                                                |
| Passista Feminino         | Portela              | Denise                                                                                 |
| Passista Masculino        | Portela              | Marcelo                                                                                |
| Destaque Feminino         | Mangueira            | Zinha                                                                                  |
| Destaque Masculino        | São Carlos (Estácio) | Bicho Novo                                                                             |
| Personalidade Feminina    | Salgueiro            | Dona Maria Romana                                                                      |
| Personalidade Masculina   | Mangueira            | Pelado da Mangueira (Compositor)                                                       |
| Revelação                 | São Carlos (Estácio) | Rosângela Monteiro de Souza (Passista de 16 anos que desfilou como Rainha da Bateria)  |
| Samba-enredo do Grupo 2   | Unidos do Cabuçu     | "O Gigante Negro da Abolição à República" de Ilzamar, Marlon, Valmir e Amauri          |

## 1980

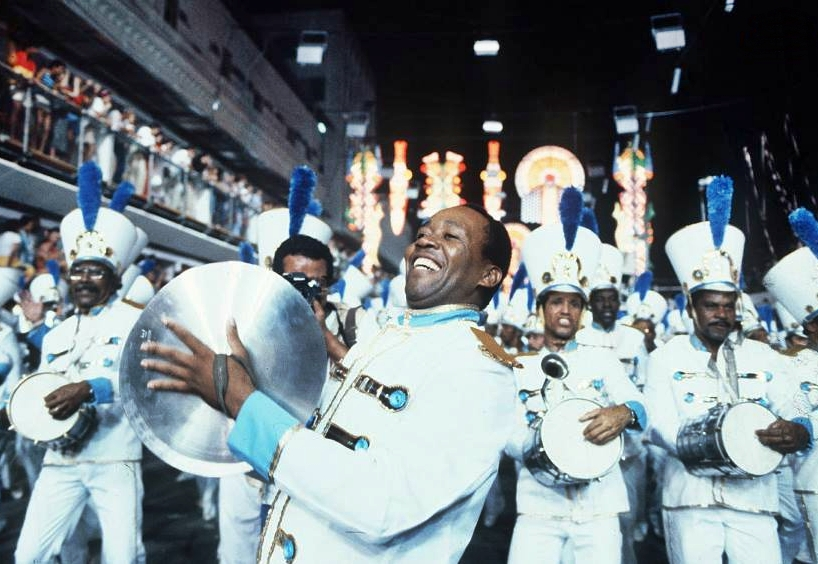
Desfile da Portela no carnaval de 1980.

A nona edição do Estandarte de Ouro foi realizada em 1980. Dezesseis categorias foram destinadas ao Grupo 1A e uma categoria foi destinada a premiar o melhor samba-enredo do Grupo 1B. Uma nova categoria foi criada, destinada a premiar a melhor comissão de frente do Grupo 1A. A Portela venceu a edição, recebendo o prêmio de melhor escola pela terceira vez em sua história. A escola foi campeã do carnaval de 1980, ao lado de Beija-Flor e Imperatriz, com um desfile sobre o circo. Os prêmios foram entregues no dia 1 de março de 1980, em frente ao edifício-sede d'O Globo, na Rua Irineu Marinho, onde foi realizado um desfile com os premiados. O júri da edição foi formado por Adelzon Alves, Albino Pinheiro, Ana Letícia, Haroldo Costa, José Carlos Rêgo, Lygia Santos, Macedo Miranda Filho, Ricardo Cravo Albin, Roberto Moura e Sérgio Cabral.
Estatística:
- Portela, Império Serrano e Vila Isabel - 3 prêmios
- Mangueira e Imperatriz - 2 prêmios
- Salgueiro, Beija-Flor, Lins Imperial e Unidos de São Carlos (Estácio de Sá) - 1 prêmio

| Categorias                | Escolas                    | Vencedores                                                          |
| ------------------------- | -------------------------- | ------------------------------------------------------------------- |
| Melhor Escola             | Portela                    | Portela                                                             |
| Comunicação com o público | Portela                    | Portela                                                             |
| Samba-enredo              | Vila Isabel                | "Sonho de Um Sonho" de Martinho da Vila, Rodolpho de Souza e Graúna |
| Enredo                    | Imperatriz                 | "O Quê Que a Bahia Tem?" de Arlindo Rodrigues                       |
| Bateria                   | Vila Isabel                | Mestre Mug                                                          |
| Porta-bandeira            | Mangueira                  | Mocinha                                                             |
| Mestre-sala               | Império Serrano            | Sérgio Jamelão                                                      |
| Comissão de Frente        | Beija-Flor                 | Beija-Flor                                                          |
| Ala                       | Império Serrano            | "Sente o Drama"                                                     |
| Passista Feminino         | Portela                    | Nívea                                                               |
| Passista Masculino        | Imperatriz                 | Vitamina                                                            |
| Destaque Feminino         | Salgueiro                  | Maria Romana                                                        |
| Destaque Masculino        | Mangueira                  | Laerte                                                              |
| Personalidade Feminina    | Império Serrano            | Vovó Maria Joana (Uma das fundadoras da escola)                     |
| Personalidade Masculina   | Vila Isabel                | Mestre Trambique (Diretor de bateria da escola)                     |
| Revelação                 | São Carlos (Estácio de Sá) | Julinho (Segundo mestre-sala da escola)                             |
| Samba-enredo do Grupo 1B  | Lins Imperial              | "Guarda Velha, Velha Guarda" de Valdir Sargento e Guiné             |

## 1981

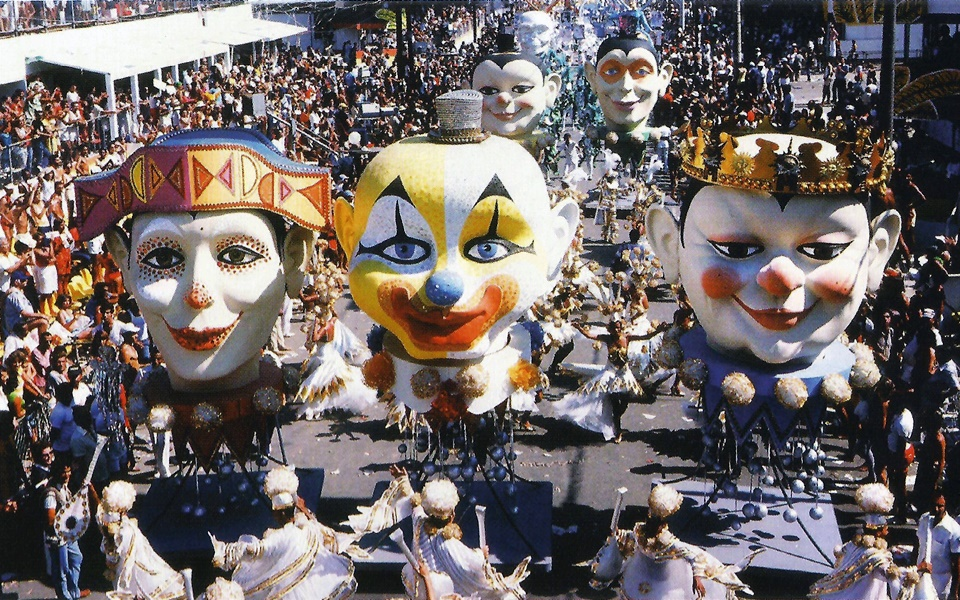
Desfile da Imperatriz no carnaval de 1981.

A décima edição do Estandarte de Ouro foi realizada em 1981. O prêmio de melhor escola não foi entregue, totalizando quinze categorias destinadas ao Grupo 1A e uma categoria destinada ao Grupo 1B. Imperatriz Leopoldinense recebeu o prêmio de melhor comunicação com o público. A escola foi a campeã do carnaval de 1981 com um desfile em homenagem ao compositor Lamartine Babo. Os prêmios foram entregues no dia 14 de março de 1981, em frente ao edifício-sede d'O Globo, na Rua Irineu Marinho, onde foi realizado um desfile com os premiados. O júri da edição foi formado por Adelzon Alves, Albino Pinheiro, Haroldo Costa, Heitor Quartin, José Carlos Rêgo, Lygia Santos, Macedo Miranda Filho, Maria Augusta, Sérgio Cabral e Vicente de Pércia.
Estatística:
- Unidos da Tijuca - 3 prêmios
- Mangueira, Império Serrano, Mocidade e Portela - 2 prêmios
- Salgueiro, Beija-Flor, Imperatriz, União da Ilha e União de Jacarepaguá - 1 prêmio

| Categorias                | Escolas              | Vencedores                                                                              |
| ------------------------- | -------------------- | --------------------------------------------------------------------------------------- |
| Comunicação com o público | Imperatriz           | Imperatriz                                                                              |
| Samba-enredo              | Portela              | "Das Maravilhas do Mar, Fez-se o Esplendor de Uma Noite" de David Corrêa e Jorge Macedo |
| Enredo                    | Unidos da Tijuca     | "Macobeba - O Que Dá pra Rir, Dá pra Chorar" de Renato Lage                             |
| Bateria                   | União da Ilha        | Mestre Bira                                                                             |
| Porta-bandeira            | Mangueira            | Mocinha                                                                                 |
| Mestre-sala               | Beija-Flor           | Élcio PV                                                                                |
| Comissão de Frente        | Portela              | Portela                                                                                 |
| Ala                       | Mocidade             | Ala de Baianas                                                                          |
| Passista Feminino         | Mangueira            | Pururuca                                                                                |
| Passista Masculino        | Salgueiro            | Damásio                                                                                 |
| Destaque Feminino         | Império Serrano      | Dona Ivone Lara                                                                         |
| Destaque Masculino        | Império Serrano      | Calixto                                                                                 |
| Personalidade Feminina    | Unidos da Tijuca     | Dona Regina (Uma das fundadora da escola)                                               |
| Personalidade Masculina   | Unidos da Tijuca     | Laíla (Diretor de carnaval e de harmonia)                                               |
| Revelação                 | Mocidade             | Alexandre                                                                               |
| Samba-enredo do Grupo 1B  | União de Jacarepaguá | "Mauricéia em Noite de Festa" de Djandir, Catoni e Dantas                               |

## 1982

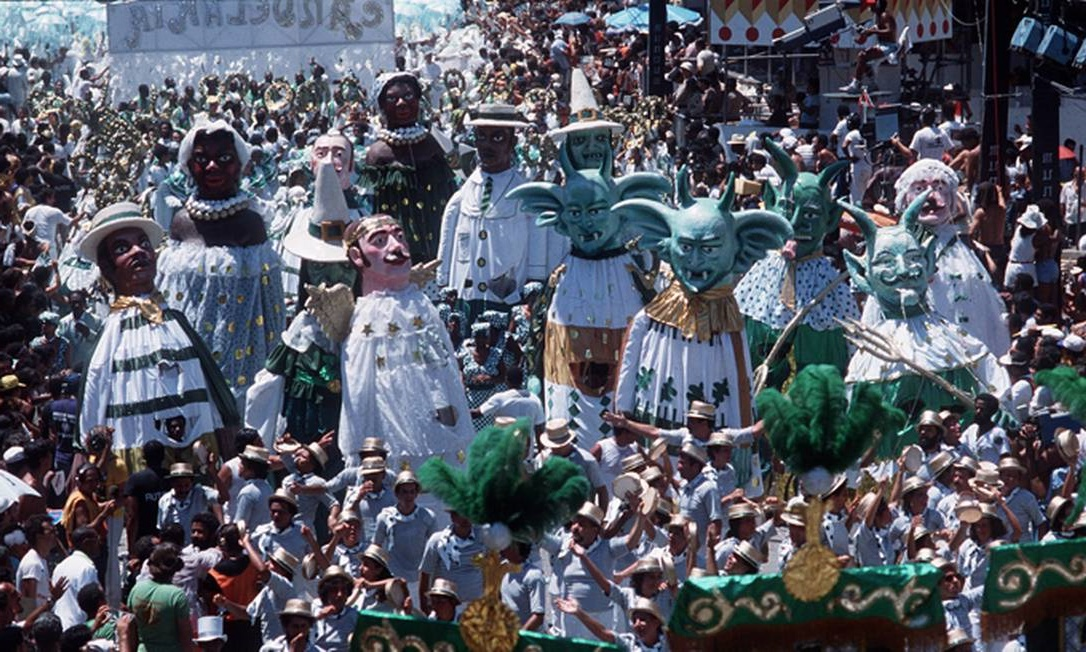
Desfile do Império Serrano no carnaval de 1982.

A 11.ª edição do Estandarte de Ouro foi realizada em 1982. Assim como no ano anterior, o prêmio de melhor escola não foi entregue. Uma nova categoria foi criada para premiar o melhor intérprete do Grupo 1A, totalizando dezesseis categorias destinadas ao Grupo 1A e uma categoria destinada ao Grupo 1B. Império Serrano foi a escola mais premiada da edição, recebendo seis prêmios, igualando o recorde da Portela, em 1979, de mais prêmios recebidos numa mesma edição. O Império venceu o carnaval de 1982 com um desfile desenvolvido pelas carnavalescas Rosa Magalhães e Lícia Lacerda em cima de um enredo do carnavalesco Fernando Pamplona sobre o carnaval carioca. Os prêmios foram entregues no dia 6 de março de 1982, em frente ao edifício-sede d'O Globo, na Rua Irineu Marinho, onde foi realizado um desfile com os premiados. O júri da edição foi formado por Adelzon Alves, Albino Pinheiro, Ana Letícia, Haroldo Costa, Heitor Quartin, José Carlos Rêgo, Lygia Santos, Maria Augusta, Maria Júlia Goldwasser e Sérgio Cabral.
Estatística:
- Império Serrano - 6 prêmios
- Salgueiro, Mangueira e União da Ilha - 2 prêmios
- Império da Tijuca, Mocidade, Portela, Unidos de Lucas e Unidos de São Carlos (Estácio de Sá) - 1 prêmio

| Categorias                | Escolas                    | Vencedores                                                                           |
| ------------------------- | -------------------------- | ------------------------------------------------------------------------------------ |
| Comunicação com o público | Império Serrano            | Império Serrano                                                                      |
| Samba-enredo              | Império Serrano            | "Bumbum Paticumbum Prugurundum" de Aluízio Machado e Beto Sem Braço                  |
| Enredo                    | Império Serrano            | "Bumbum Paticumbum Prugurundum" de Fernando Pamplona, Rosa Magalhães e Lícia Lacerda |
| Bateria                   | Império Serrano            | Mestre Natalino                                                                      |
| Intérprete                | Mangueira                  | Jamelão                                                                              |
| Porta-bandeira            | Salgueiro                  | Adriane Nunes                                                                        |
| Mestre-sala               | Mangueira                  | Delegado                                                                             |
| Comissão de Frente        | Portela                    | Portela                                                                              |
| Ala                       | União da Ilha              | "Continuo Querendo"                                                                  |
| Passista Feminino         | Mocidade                   | Lúcia                                                                                |
| Passista Masculino        | Império da Tijuca          | Ricardo                                                                              |
| Destaque Feminino         | União da Ilha              | Vilma Nascimento                                                                     |
| Destaque Masculino        | São Carlos (Estácio de Sá) | Zeca da Cuíca                                                                        |
| Personalidade Feminina    | Salgueiro                  | Dona Neném do Bozunga                                                                |
| Personalidade Masculina   | Império Serrano            | Jamil Cheiroso (Presidente da escola)                                                |
| Revelação                 | Império Serrano            | Andreia Machado (Segunda porta-bandeira da escola)                                   |
| Samba-enredo do Grupo 1B  | Unidos de Lucas            | "Lua Viajante" de Dagoberto de Lucas, Zeca Melodia e Dona Gertrudes                  |

## 1983

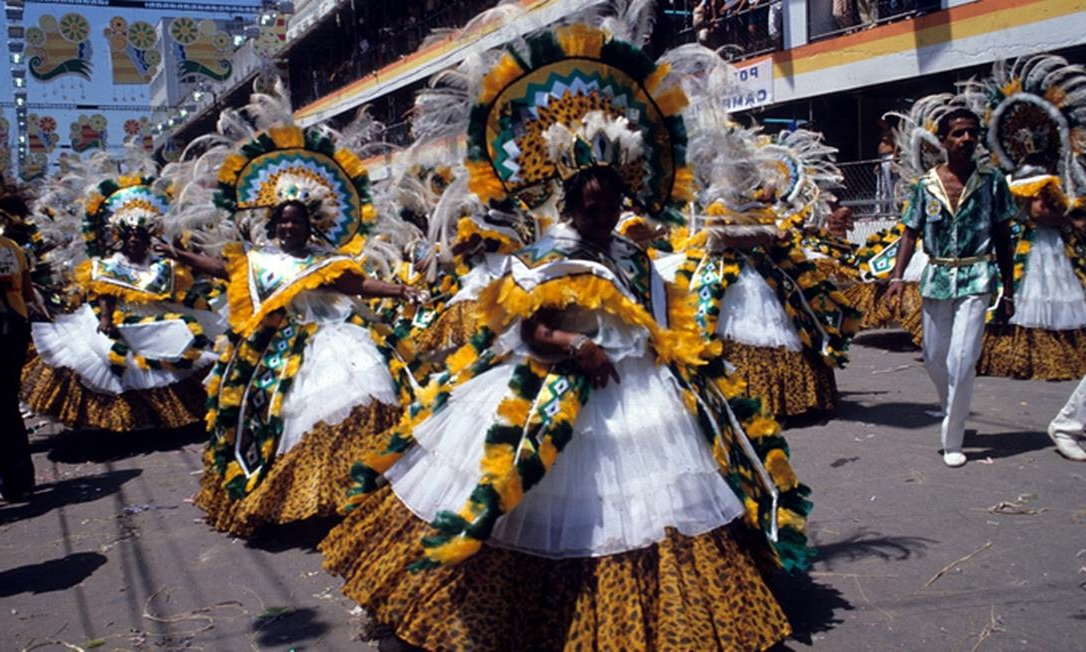
Desfile da Mocidade no carnaval de 1983.

A 12.ª edição do Estandarte de Ouro foi realizada em 1983. Assim como nos dois anos anteriores, o prêmio de melhor escola não foi entregue. As demais categorias foram mantidas, totalizando dezesseis prêmios destinados ao Grupo 1A e um prêmio destinado ao Grupo 1B. A Mocidade recebeu o prêmio de melhor comunicação com o público. Beija-Flor e Império Serrano foram as escolas mais premiadas da edição. A Beija-Flor foi a campeã do carnaval de 1983. Os prêmios foram entregues no dia 26 de fevereiro de 1983, em frente ao edifício-sede d'O Globo, na Rua Irineu Marinho, onde foi realizado um desfile com os premiados. O júri da edição foi formado por Adelzon Alves, Albino Pinheiro, Bernardo Goldwasser, Fernando Pamplona, Haroldo Costa, Heitor Quartin, José Carlos Rêgo, Lygia Santos, Maria Augusta e Sérgio Cabral.
Estatística:
- Beija-Flor e Império Serrano - 3 prêmios
- Salgueiro, Mocidade e Vila Isabel - 2 prêmios
- Caprichosos de Pilares, Mangueira, Imperatriz, Portela e Unidos de Lucas - 1 prêmio

| Categorias                | Escolas                | Vencedores                                           |
| ------------------------- | ---------------------- | ---------------------------------------------------- |
| Comunicação com o público | Mocidade               | Mocidade                                             |
| Samba-enredo              | Império Serrano        | "Mãe Baiana Mãe" de Aluízio Machado e Beto Sem Braço |
| Enredo                    | Mocidade               | "Como Era Verde Meu Xingu" de Fernando Pinto         |
| Bateria                   | Império Serrano        | Mestre Natalino                                      |
| Intérprete                | Portela                | Silvinho                                             |
| Porta-bandeira            | Beija-Flor             | Juju Maravilha                                       |
| Mestre-sala               | Beija-Flor             | Élcio PV                                             |
| Comissão de Frente        | Imperatriz             | Imperatriz                                           |
| Ala                       | Mangueira              | Ala dos Duques                                       |
| Passista Feminino         | Salgueiro              | Elza Cobrinha                                        |
| Passista Masculino        | Vila Isabel            | Chocolate                                            |
| Destaque Feminino         | Beija-Flor             | Clementina de Jesus                                  |
| Destaque Masculino        | Vila Isabel            | Paulo Brazão                                         |
| Personalidade Feminina    | Salgueiro              | Marlizão                                             |
| Personalidade Masculina   | Império Serrano        | Aniceto do Império (Um dos fundadores da escola)     |
| Revelação                 | Caprichosos de Pilares | Caprichosos de Pilares                               |
| Samba-enredo do Grupo 1B  | Unidos de Lucas        | "Senta que o Leão É Manso" de Luís de Lima           |

## 1984

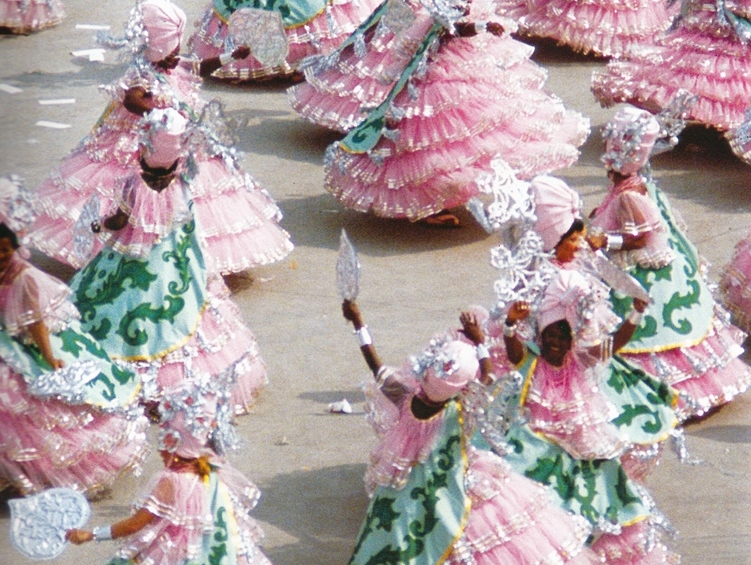
Baianas da Mangueira no carnaval de 1984.

A 13.ª edição do Estandarte de Ouro foi realizada em 1984. O prêmio de melhor escola voltou a ser entregue. O prêmio de melhor comunicação com o público foi extinto. As demais categorias foram mantidas, totalizando dezesseis categorias destinadas ao Grupo 1A e uma categoria destinada ao Grupo 1B. A Mangueira venceu a edição, recebendo o prêmio de melhor escola pela segunda vez em sua história. A agremiação conquistou os títulos de campeã e de supercampeã do carnaval de 1984 com um desfile em homenagem ao cantor Braguinha. Os prêmios foram entregues no dia 17 de março de 1984, em frente ao edifício-sede d'O Globo, na Rua Irineu Marinho, onde foi realizado um desfile com os premiados. O júri da edição foi formado por Adelzon Alves, Albino Pinheiro, Bernardo Goldwasser, Carlos Lemos, Fernando Pamplona, Haroldo Costa, Heitor Quartin, Helena Theodoro, José Carlos Rêgo, Lygia Santos, Maria Augusta e Sérgio Cabral.
Estatística:
- Mangueira - 4 prêmios
- Salgueiro, Caprichosos de Pilares e Estácio de Sá - 2 prêmios
- Beija-Flor, Em Cima da Hora, Imperatriz, Império Serrano, Mocidade e Vila Isabel - 1 prêmio

| Categorias               | Escolas                | Vencedores                                                                                      |
| ------------------------ | ---------------------- | ----------------------------------------------------------------------------------------------- |
| Melhor Escola            | Mangueira              | Mangueira                                                                                       |
| Samba-enredo             | Vila Isabel            | "Para Tudo Se Acabar na Quarta-feira" de Martinho da Vila                                       |
| Enredo                   | Caprichosos de Pilares | "A Visita da Nobreza do Riso a Chico Rei, num Palco nem Sempre Iluminado" de Luiz Fernando Reis |
| Bateria                  | Salgueiro              | Mestre Wilson                                                                                   |
| Intérprete               | Estácio de Sá          | Dominguinhos do Estácio                                                                         |
| Porta-bandeira           | Mangueira              | Mocinha                                                                                         |
| Mestre-sala              | Beija-Flor             | Élcio PV                                                                                        |
| Comissão de Frente       | Caprichosos de Pilares | Caprichosos de Pilares                                                                          |
| Ala                      | Império Serrano        | Ala de Baianas                                                                                  |
| Passista Feminino        | Mocidade               | Careca                                                                                          |
| Passista Masculino       | Mangueira              | Índio                                                                                           |
| Destaque Feminino        | Mangueira              | Maria Helena                                                                                    |
| Destaque Masculino       | Salgueiro              | Mestre Louro                                                                                    |
| Personalidade Feminina   | Imperatriz             | Rosa Magalhães e Lícia Lacerda (Carnavalescas da escola)                                        |
| Personalidade Masculina  | Riotur                 | Tijolo                                                                                          |
| Revelação                | Estácio de Sá          | Cristiane (Porta-bandeira)                                                                      |
| Samba-enredo do Grupo 1B | Em Cima da Hora        | "33 – Destino D. Pedro II" de Guará e Jorginho das Rosas                                        |

## 1985

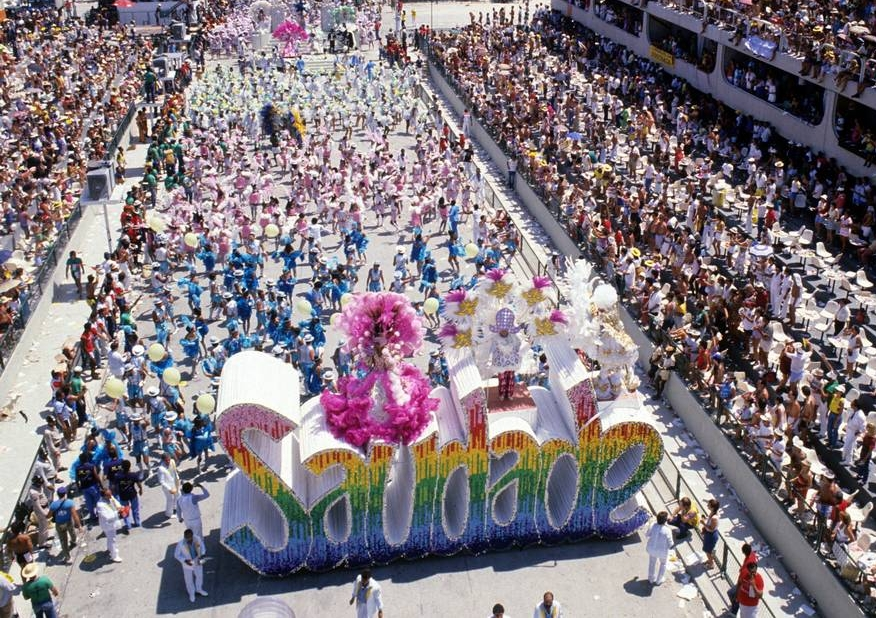
Desfile da Caprichosos de Pilares no carnaval carioca de 1985.

A 14.ª edição do Estandarte de Ouro foi realizada em 1985. Foram criadas duas novas categorias para premiar a melhor ala de baianas e a melhor ala de crianças do Grupo 1A. As demais categorias foram mantidas, totalizando dezoito prêmios entregues ao Grupo 1A e um prêmio ao Grupo 1B. A Caprichosos de Pilares venceu a edição, recebendo o prêmio de melhor escola. A agremiação foi a quinta colocada do Grupo 1A no carnaval de 1985. Os prêmios foram entregues no dia 3 de março de 1985, em frente ao edifício-sede d'O Globo, na Rua Irineu Marinho, onde foi realizado um desfile com os premiados. O júri da edição foi formado por Adelzon Alves, Albino Pinheiro, Bernardo Goldwasser, Carlos Lemos, Fernando Pamplona, Haroldo Costa, Heitor Quartin, Helena Theodoro, José Carlos Rêgo, Lygia Santos, Maria Augusta e Sérgio Cabral. Fernando Pinto recebeu seu quinto Estandarte de Ouro, igualando o recorde pessoal de Neide da Mangueira, também ganhadora de cinco prêmios.
Estatística:
- Beija-Flor - 3 prêmios
- Salgueiro, Caprichosos de Pilares, Em Cima da Hora e São Clemente - 2 prêmios
- Acadêmicos do Engenho da Rainha, Mangueira, Estácio de Sá, Imperatriz, Império Serrano, Mocidade, União da Ilha e Vila Isabel - 1 prêmio

| Categorias               | Escolas                       | Vencedores                                                                         |
| ------------------------ | ----------------------------- | ---------------------------------------------------------------------------------- |
| Melhor Escola            | Caprichosos de Pilares        | Caprichosos de Pilares                                                             |
| Samba-enredo             | Estácio de Sá                 | "Chora, Chorões" de Djalma Branco, Djalma dos Mercês, Caruso e Jangada             |
| Enredo                   | São Clemente                  | "Quem Casa Quer Casa" de Carlinhos Andrade e Roberto Costa                         |
| Bateria                  | União da Ilha                 | Mestre Paulão                                                                      |
| Intérprete               | Beija-Flor                    | Neguinho da Beija-Flor                                                             |
| Porta-bandeira           | Salgueiro                     | Rita Freitas                                                                       |
| Mestre-sala              | Imperatriz                    | Chiquinho                                                                          |
| Ala                      | Beija-Flor                    | "Tenentes do Diabo"                                                                |
| Ala de Baianas           | Vila Isabel                   | Vila Isabel                                                                        |
| Ala de Crianças          | Em Cima da Hora               | Em Cima da Hora                                                                    |
| Comissão de Frente       | São Clemente                  | São Clemente                                                                       |
| Passista Feminino        | Salgueiro                     | Narcisa Macedo                                                                     |
| Passista Masculino       | Em Cima da Hora               | Carlinhos de Jesus                                                                 |
| Destaque Feminino        | Beija-Flor                    | Piná                                                                               |
| Destaque Masculino       | Império Serrano               | Edgard Canela Fina                                                                 |
| Personalidade Feminina   | Mangueira                     | Tia Alice                                                                          |
| Personalidade Masculina  | Mocidade                      | Jorge Francisco "Chiquinho Pastel" (Diretor de carnaval)                           |
| Revelação                | Caprichosos de Pilares        | Patrícia (Primeira porta-bandeira)                                                 |
| Samba-enredo do Grupo 1B | Acad. do Engenho da Rainha    | "Não Existe Pecado do Lado de Baixo do Equador" de Guará, De Minas e Marco de Lima |
| Prêmio Especial          | Fernando Pinto (Carnavalesco) | Fernando Pinto (Carnavalesco)                                                      |

## 1986

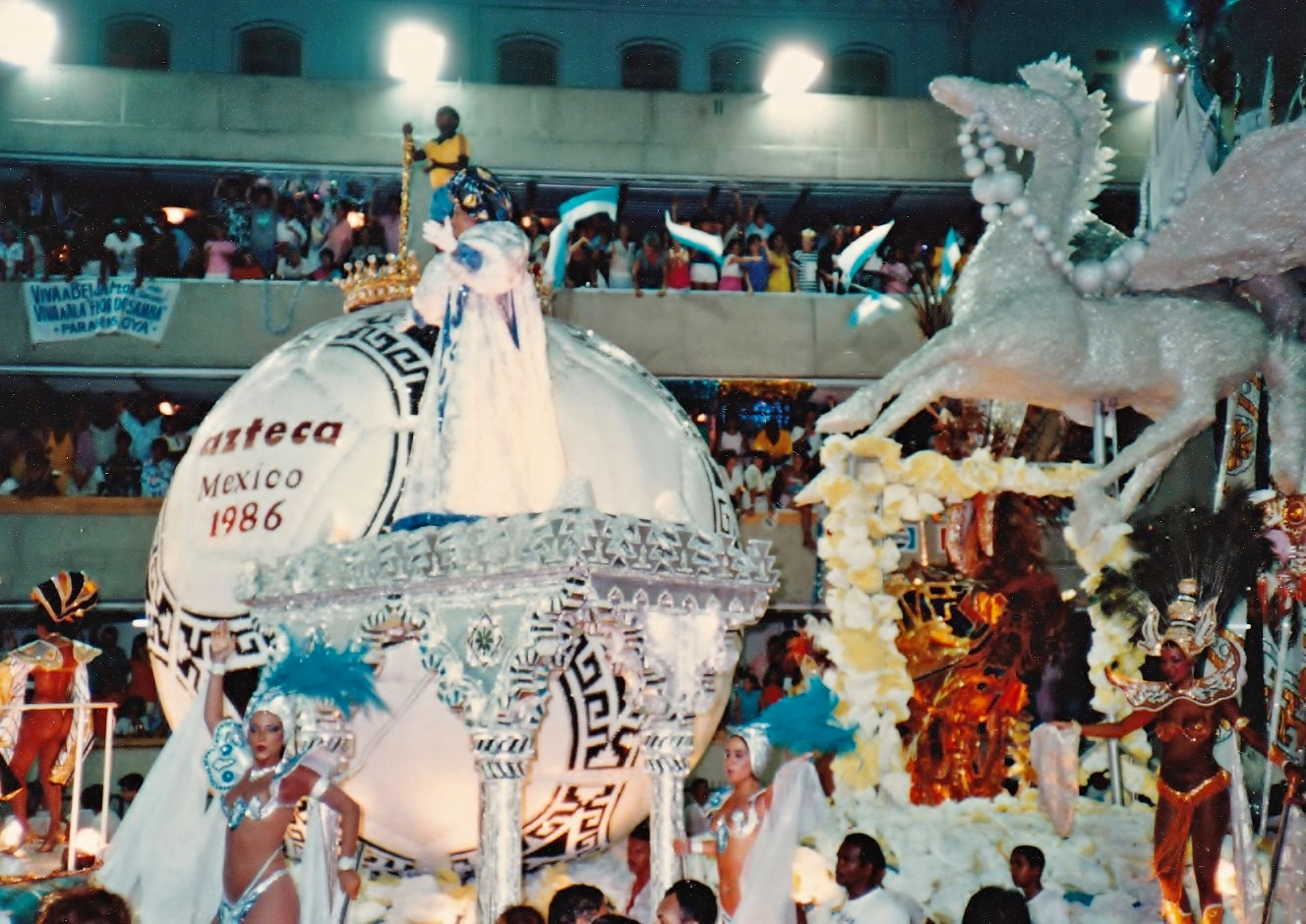
Desfile da Beija-Flor no carnaval de 1986.

A 15.ª edição do Estandarte de Ouro foi realizada em 1986. Foram mantidas as dezoito categorias destinadas ao Grupo 1A. Foi criada uma nova categoria para eleger a melhor escola do Grupo 1B, totalizando duas categorias destinadas ao grupo. A Beija-Flor venceu a edição, recebendo o prêmio de melhor escola pela segunda vez em sua história. A agremiação foi vice-campeã do Grupo 1A no carnaval de 1986 com um desfile sobre a história do futebol. Os prêmios foram entregues no dia 23 de fevereiro de 1986, em frente ao edifício-sede d'O Globo, na Rua Irineu Marinho, onde foi realizado um desfile com os premiados. O júri da edição foi formado por Adelzon Alves, Albino Pinheiro, Bernardo Goldwasser, Carlos Lemos (coordenador do júri), Fernando Pamplona, Haroldo Costa, Heitor Quartin, Helena Theodoro, José Carlos Rêgo, Lygia Santos, Maria Augusta e Sérgio Cabral. Joãosinho Trinta recebeu seu quinto Estandarte de Ouro, igualando o recorde pessoal de Neide da Mangueira e Fernando Pinto, ambos ganhadores de cinco prêmios.
Estatística:
- Salgueiro - 4 prêmios
- Beija-Flor e Portela - 3 prêmios
- Caprichosos de Pilares, Imperatriz e Império Serrano - 2 prêmios
- Acadêmicos do Engenho da Rainha, Mangueira, São Clemente e União da Ilha - 1 prêmio

| Categorias                | Escolas                         | Vencedores                                                                    |
| ------------------------- | ------------------------------- | ----------------------------------------------------------------------------- |
| Melhor Escola             | Beija-Flor                      | Beija-Flor                                                                    |
| Samba-enredo              | Império Serrano                 | "Eu Quero" de Aluízio Machado, Jorge Nóbrega e Luiz Carlos do Cavaco          |
| Enredo                    | Caprichosos de Pilares          | "Brazil, não Seremos Jamais, ou Seremos?" de Luiz Fernando Reis               |
| Bateria                   | Portela                         | Mestre Marçal                                                                 |
| Intérprete                | União da Ilha                   | Aroldo Melodia                                                                |
| Porta-bandeira            | Salgueiro                       | Rita Freitas                                                                  |
| Mestre-sala               | Salgueiro                       | Amauri                                                                        |
| Ala                       | Portela                         | "Luxo do Lixo"                                                                |
| Ala de Baianas            | Salgueiro                       | Salgueiro                                                                     |
| Ala de Crianças           | Mangueira                       | Mangueira                                                                     |
| Comissão de Frente        | Imperatriz                      | Imperatriz                                                                    |
| Passista Feminino         | Imperatriz                      | Naide Sueli                                                                   |
| Passista Masculino        | Beija-Flor                      | Moisés                                                                        |
| Destaque Feminino         | Portela                         | Dodô da Portela                                                               |
| Destaque Masculino        | Beija-Flor                      | Jesus Henrique                                                                |
| Personalidade Feminina    | Salgueiro                       | Elizabeth Nunes (Presidente da escola)                                        |
| Personalidade Masculina   | Caprichosos de Pilares          | Luiz Fernando Reis (Carnavalesco da escola)                                   |
| Revelação                 | Império Serrano                 | Mestre Faísca (Diretor de bateria)                                            |
| Melhor Escola do Grupo 1B | São Clemente                    | São Clemente                                                                  |
| Samba-enredo do Grupo 1B  | Acad. do Engenho da Rainha      | "Ganga-Zumba - Raiz de Liberdade" de Guará, De Minas, Bizil e Jacy Inspiração |
| Prêmio Especial           | Joãosinho Trinta (Carnavalesco) | Joãosinho Trinta (Carnavalesco)                                               |

## 1987

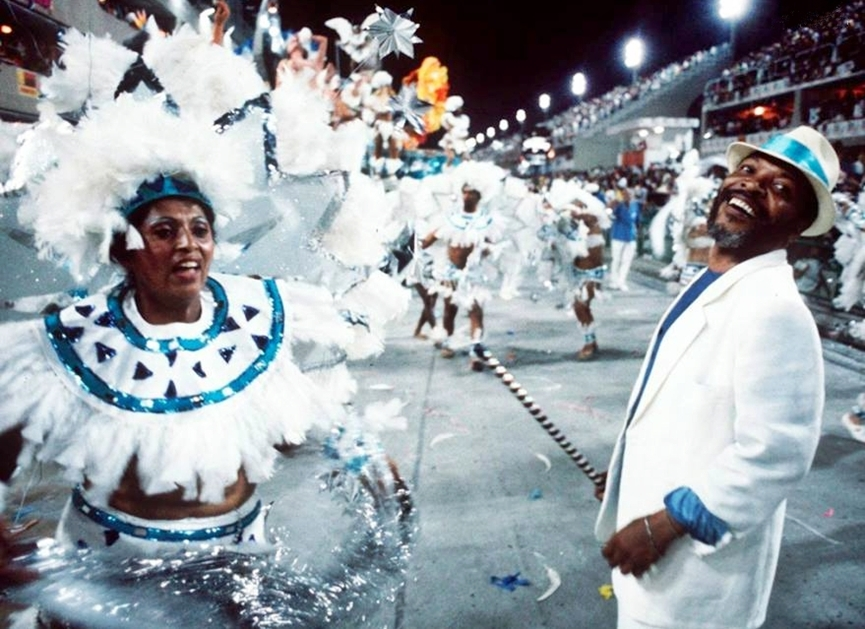
Martinho da Vila no desfile da Vila Isabel no carnaval carioca de 1987.

A 16.ª edição do Estandarte de Ouro foi realizada em 1987. As categorias "Destaque Feminino" e "Destaque Masculino" foram extintas. Foram entregues dezesseis prêmios ao Grupo 1 e dois prêmios ao Grupo 2. Pela primeira vez em sua história, a Vila Isabel recebeu o prêmio de melhor escola. A agremiação foi a quinta colocada do Grupo 1 no carnaval de 1987 com um desfile sobre a lenda indígena do surgimento das estações do ano. Os prêmios foram entregues no dia 15 de março de 1987, em frente ao edifício-sede d'O Globo, na Rua Irineu Marinho, onde foi realizado um desfile com os premiados. O júri da edição foi formado por Adelzon Alves, Albino Pinheiro, Bernardo Goldwasser, Carlos Lemos, Haroldo Costa, Heitor Quartin (coordenador do júri), Helena Theodoro, José Carlos Rêgo, Lygia Santos, Maria Augusta e Roberto Moura.
Estatística:
- Império Serrano - 3 prêmios
- Mocidade - 2 prêmios
- Salgueiro, Beija-Flor, Mangueira, Estácio de Sá, Imperatriz, Império da Tijuca, Portela, São Clemente, Tradição, Unidos da Tijuca, Vila Isabel, Jacarezinho e Cabuçu - 1 prêmio

| Categorias               | Escolas           | Vencedores                                                                            |
| ------------------------ | ----------------- | ------------------------------------------------------------------------------------- |
| Melhor Escola            | Vila Isabel       | Vila Isabel                                                                           |
| Samba-enredo             | Portela           | "Adelaide, a Pomba da Paz" de Arizão, Carlinhos Madureira, Isaac, Mauro Silva e Neném |
| Enredo                   | Mocidade          | "Tupinicópolis" de Fernando Pinto                                                     |
| Bateria                  | Império Serrano   | Mestres Alcides Gregório, Faísca, Toninho e Macarrão                                  |
| Intérprete               | Mocidade          | Ney Vianna                                                                            |
| Porta-bandeira           | Império Serrano   | Irene Silva                                                                           |
| Mestre-sala              | Imperatriz        | Chiquinho                                                                             |
| Ala                      | Beija-Flor        | "Flor do Samba"                                                                       |
| Ala de Baianas           | Império Serrano   | Império Serrano                                                                       |
| Ala de Crianças          | Império da Tijuca | Império da Tijuca                                                                     |
| Comissão de Frente       | São Clemente      | São Clemente                                                                          |
| Passista Feminino        | Salgueiro         | Regina                                                                                |
| Passista Masculino       | Mangueira         | Ademir Gargalhada                                                                     |
| Personalidade Feminina   | Cabuçu            | Vilma dos Santos                                                                      |
| Personalidade Masculina  | Estácio de Sá     | Xangô do Estácio                                                                      |
| Revelação                | Jacarezinho       | Alex (Primeiro mestre-sala)                                                           |
| Melhor Escola do Grupo 2 | Unidos da Tijuca  | Unidos da Tijuca                                                                      |
| Samba-enredo do Grupo 2  | Tradição          | "Sonhos de Natal" de João Nogueira e Paulo César Pinheiro                             |

## 1988

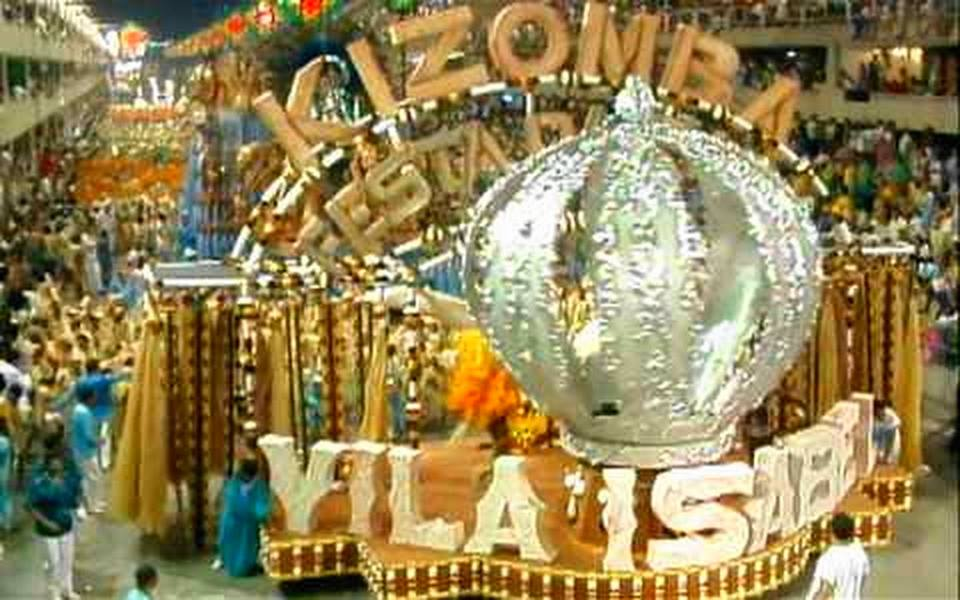
Desfile da Vila Isabel no carnaval de 1988.

A 17.ª edição do Estandarte de Ouro foi realizada em 1988. As categorias "Personalidade Feminina" e "Personalidade Masculina" foram unificadas para "Personalidade". A categoria destinada a premiar a melhor escola do Grupo 2 foi extinta. Com isso, foram entregues quinze prêmios ao Grupo 1 e um prêmio ao Grupo 2. A Vila Isabel venceu a edição, recebendo o prêmio de melhor escola pela segunda vez em sua história. A agremiação foi a campeã do Grupo 1 no carnaval de 1988 com um desfile sobre a cultura negra e o centenário da Abolição da Escravatura no Brasil. Devido às chuvas que deixaram o Rio de Janeiro em estado de calamidade pública, não houve a tradicional festa de entrega dos prêmios em frente ao prédio d'O Globo. Os prêmios foram entregues no dia 5 de março de 1988, numa cerimônia fechada para convidados no Museu do Carnaval, localizado no Sambódromo da Marquês de Sapucaí. O júri da edição foi formado por Adelzon Alves, Albino Pinheiro, Argeu Affonso (coordenador do júri), Bernardo Goldwasser, Carlos Lemos, Haroldo Costa, Helena Theodoro, José Carlos Rêgo, Lygia Santos, Ricardo Moraes e Roberto Moura.
Estatística:
- Vila Isabel - 5 prêmios
- Salgueiro e Estácio de Sá - 2 prêmios
- Beija-Flor, Caprichosos de Pilares, Imperatriz, Império Serrano, Lins Imperial, Portela e Tradição - 1 prêmio

| Categorias              | Escolas                | Vencedores                                                                                           |
| ----------------------- | ---------------------- | --- |
| Melhor Escola           | Vila Isabel            | Vila Isabel                                                                                          |
| Samba-enredo            | Vila Isabel            | "Kizomba, a Festa da Raça" de Rodolpho de Souza, Jonas Rodrigues e Luiz Carlos da Vila               |
| Enredo                  | Vila Isabel            | "Kizomba, a Festa da Raça" de Milton Siqueira                                                        |
| Bateria                 | Vila Isabel            | Mestre Mug                                                                                           |
| Intérprete              | Caprichosos de Pilares | Carlinhos de Pilares                                                                                 |
| Porta-bandeira          | Imperatriz             | Maria Helena                                                                                         |
| Mestre-sala             | Salgueiro              | Ronaldinho                                                                                           |
| Ala                     | Estácio de Sá          | "Vem Que Tem"                                                                                        |
| Ala de Baianas          | Salgueiro              | Salgueiro                                                                                            |
| Ala de Crianças         | Vila Isabel            | Vila Isabel                                                                                          |
| Comissão de Frente      | Tradição               | Tradição                                                                                             |
| Passista Feminino       | Estácio de Sá          | Edna                                                                                                 |
| Passista Masculino      | Portela                | Gilson                                                                                               |
| Revelação               | Império Serrano        | Claudinho (Segundo mestre-sala)                                                                      |
| Personalidade           | Beija-Flor             | Jerônimo                                                                                             |
| Samba-enredo do Grupo 2 | Lins Imperial          | "Primavera, É Tempo de Saudade, Tributo a Zinco e Caxambu" de Celso, Lima, Pezão, Ernandes e Marinho |

## 1989

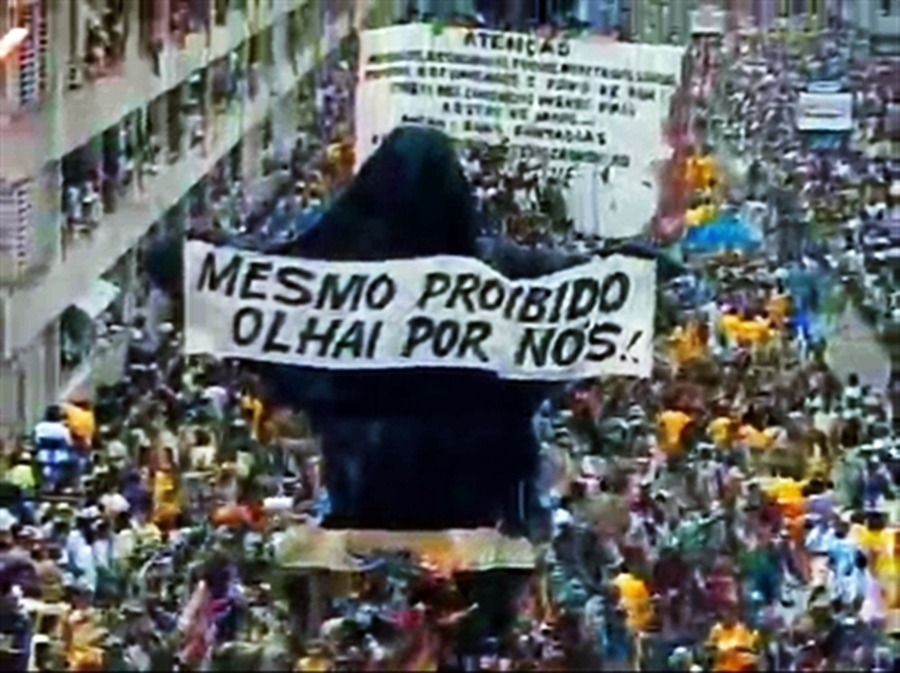
Desfile da Beija-Flor no carnaval de 1989.

A 18.ª edição do Estandarte de Ouro foi realizada em 1989. Foram entregues quinze prêmios ao Grupo 1 e um prêmio ao Grupo 2. A Beija-Flor venceu a edição, recebendo o prêmio de melhor escola pela terceira vez em sua história. A agremiação foi a vice-campeã do Grupo 1 no carnaval de 1989. A cerimônia de premiação foi realizada no dia 19 de fevereiro de 1989, no Circo Voador. O júri da edição foi formado por Adelzon Alves, Albino Pinheiro, Argeu Affonso (coordenador do júri), Bernardo Goldwasser, Carlos Lemos, Haroldo Costa, Helena Theodoro, José Carlos Rêgo, Lygia Santos, Ricardo Moraes e Roberto Moura. Com os dois prêmios recebidos na edição (enredo e personalidade), Joãosinho Trinta se tornou a pessoa com mais Estandartes ganhos (sete ao total).
Estatística:
- Beija-Flor - 4 prêmios
- Salgueiro e Tradição - 2 prêmios
- Arrastão de Cascadura, Arranco, Imperatriz, Mocidade, São Clemente, União da Ilha, Unidos da Tijuca e Vila Isabel - 1 prêmio

| Categorias              | Escolas               | Vencedores                                                                                              |
| ----------------------- | --------------------- | --- |
| Melhor Escola           | Beija-Flor            | Beija-Flor                                                                                              |
| Samba-enredo            | Imperatriz            | "Liberdade, Liberdade, Abra as Asas Sobre Nós!" de Jurandir, Niltinho Tristeza, Preto Jóia e Vicentinho |
| Enredo                  | Beija-Flor            | "Ratos e Urubus, Larguem Minha Fantasia" de Joãosinho Trinta                                            |
| Bateria                 | União da Ilha         | Mestre Paulão                                                                                           |
| Intérprete              | Salgueiro             | Rixxah                                                                                                  |
| Porta-bandeira          | Tradição              | Vilma Nascimento                                                                                        |
| Mestre-sala             | Beija-Flor            | Marco Aurélio                                                                                           |
| Comissão de Frente      | Vila Isabel           | Éder Jô (Coreógrafo)                                                                                    |
| Ala                     | São Clemente          | "Antes Tarde do Que Nunca"                                                                              |
| Ala de Baianas          | Salgueiro             | Salgueiro                                                                                               |
| Ala de Crianças         | Unidos da Tijuca      | Unidos da Tijuca                                                                                        |
| Passista Feminino       | Tradição              | Garrinchinha                                                                                            |
| Passista Masculino      | Arranco               | Carlinhos Café                                                                                          |
| Revelação               | Mocidade              | Lucinha Nobre (Segunda porta-bandeira)                                                                  |
| Personalidade           | Beija-Flor            | Joãosinho Trinta (Carnavalesco)                                                                         |
| Samba-enredo do Grupo 2 | Arrastão de Cascadura | "Zezé, Um Canto de Amor e Raça" de Jacy Inspiração, Netinho, Amaury e Bebeto Arrastão                   |

## 1990

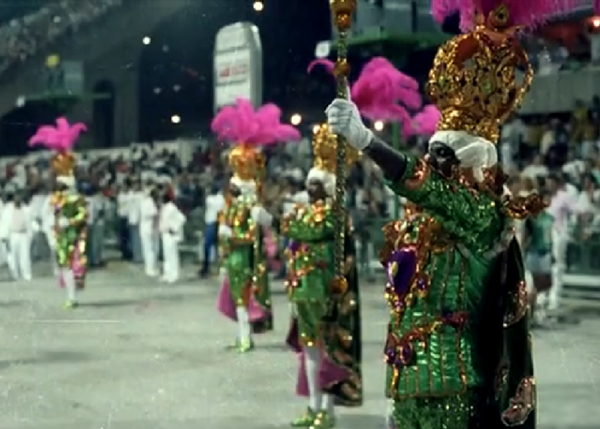
Desfile da Mangueira no carnaval de 1990.

A 19.ª edição do Estandarte de Ouro foi realizada em 1990. Foram entregues quinze prêmios ao Grupo Especial (primeira divisão) e um prêmio ao Grupo 1 (segunda divisão). A Mangueira venceu a edição, recebendo o prêmio de melhor escola pela terceira vez em sua história. A escola foi a oitava colocada no Grupo Especial do carnaval de 1990 com um desfile sobre Sinhá Olímpia. A Mangueira recebeu seis Estandartes, igualando o recorde de Portela (em 1979) e Império Serrano (em 1982) de mais prêmios recebidos numa mesma edição. A escola sofreu com a quebra de uma alegoria na metade de seu desfile, ultrapassando o tempo máximo de apresentação em quatro minutos. Apesar dos problemas, o júri do Estandarte apontou que a escola "empolgou a avenida, levando a plateia ao delírio com sua bateria". O júri da edição foi formado por Adelzon Alves, Albino Pinheiro, Argeu Affonso (coordenador do júri), Bernardo Goldwasser, Carlos Lemos, Fernando Pamplona, Haroldo Costa, Helena Theodoro, José Carlos Rêgo, Lygia Santos e Roberto Moura.
Estatística:
- Mangueira - 6 prêmios
- Salgueiro e Portela - 2 prêmios
- Santa Cruz, Engenho da Rainha, Lins Imperial, Império Serrano, São Clemente e Unidos da Tijuca - 1 prêmio

| Categorias              | Escolas                    | Vencedores |
| ----------------------- | -------------------------- | --- |
| Melhor Escola           | Mangueira                  | Mangueira |
| Samba-enredo            | Mangueira                  | "E Deu a Louca no Barroco" de Alvinho, Hélio Turco e Jurandir                                                                 |
| Enredo                  | Salgueiro                  | "Sou Amigo do Rei" de Rosa Magalhães                                                                                          |
| Bateria                 | Mangueira                  | Mestre Taranta |
| Intérprete              | Mangueira                  | Jamelão |
| Porta-bandeira          | Lins Imperial              | Regina Alves |
| Mestre-sala             | Acadêmicos de Santa Cruz   | Alex Oliveira |
| Comissão de Frente      | Salgueiro                  | Suzana Braga (Coreógrafa) |
| Ala                     | Império Serrano            | "Serrinha" |
| Ala de Baianas          | Mangueira                  | Mangueira |
| Ala de Crianças         | São Clemente               | São Clemente |
| Passista Feminino       | Portela                    | Solange Couto |
| Passista Masculino      | Mangueira                  | Serginho do Pandeiro |
| Revelação               | Unidos da Tijuca           | Flávio Miranda (Passista mirim)                                                                                               |
| Personalidade           | Portela                    | Claudio Bernardo da Costa (Um dos fundadores da Portela)                                                                      |
| Samba-enredo do Grupo 1 | Acad. do Engenho da Rainha | "Dan, a Serpente Encantada do Arco-íris" de Paulinho Poesia, Da Silva, Evaldo, Peneirinha, Marcos da Dona Geralda e Luiz Bady |

## 1991

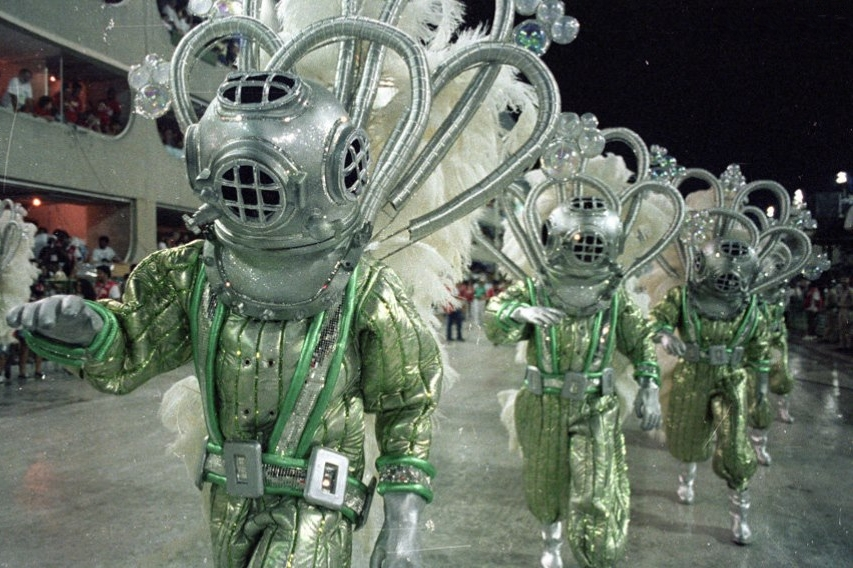
Desfile da Mocidade no carnaval de 1991.

A 20.ª edição do Estandarte de Ouro foi realizada em 1991. Foram entregues quinze prêmios ao Grupo Especial (primeira divisão) e um prêmio ao Grupo 1 (segunda divisão). Pela primeira vez em sua história, a Mocidade Independente de Padre Miguel recebeu o prêmio de melhor escola. A agremiação também foi a campeã do carnaval de 1991 com um desfile sobre a água. O júri da edição foi formado por Adelzon Alves, Albino Pinheiro, Argeu Affonso (coordenador do júri), Bernardo Goldwasser, Carlos Lemos, Haroldo Costa, Helena Theodoro, José Carlos Rêgo, Lygia Santos e Roberto Moura.                                                                                                    
Estatística:
- Portela - 4 prêmios
- Mocidade - 3 prêmios
- Salgueiro, Mangueira e Unidos da Tijuca - 2 prêmios
- Acadêmicos de Santa Cruz, Beija-Flor e Viradouro - 1 prêmio

| Categorias              | Escolas                  | Vencedores                                                                                |
| ----------------------- | ------------------------ | ----------------------------------------------------------------------------------------- |
| Melhor Escola           | Mocidade                 | Mocidade                                                                                  |
| Samba-enredo            | Portela                  | "Tributo à Vaidade" de Café da Portela, Carlinhos Madureira e Iran Silva                  |
| Enredo                  | Salgueiro                | "Me Masso se não Passo pela Rua do Ouvidor" de Rosa Magalhães                             |
| Bateria                 | Mocidade                 | Mestre Jorjão                                                                             |
| Intérprete              | Unidos da Tijuca         | Nêgo                                                                                      |
| Porta-bandeira          | Salgueiro                | Rita Freitas                                                                              |
| Mestre-sala             | Mangueira                | Robertinho                                                                                |
| Comissão de Frente      | Portela                  | Ângelo Silva Bretas (Coreógrafo)                                                          |
| Ala                     | Portela                  | Ala das Damas                                                                             |
| Ala de Baianas          | Mocidade                 | Mocidade                                                                                  |
| Ala de Crianças         | Viradouro                | Viradouro                                                                                 |
| Passista Feminino       | Mangueira                | Janaína de Souza Parente                                                                  |
| Passista Masculino      | Beija-Flor               | Cássio Dias                                                                               |
| Revelação               | Portela                  | Patrícia Costa (Passista)                                                                 |
| Personalidade           | Unidos da Tijuca         | Waldir 59 (Diretor de Harmonia da escola)                                                 |
| Samba-enredo do Grupo 1 | Acadêmicos de Santa Cruz | "O Boca do Inferno", de Tião da Roça, Doda, Luiz Sérgio, Mocinho, Giovanni e Carlos Henry |

## 1992

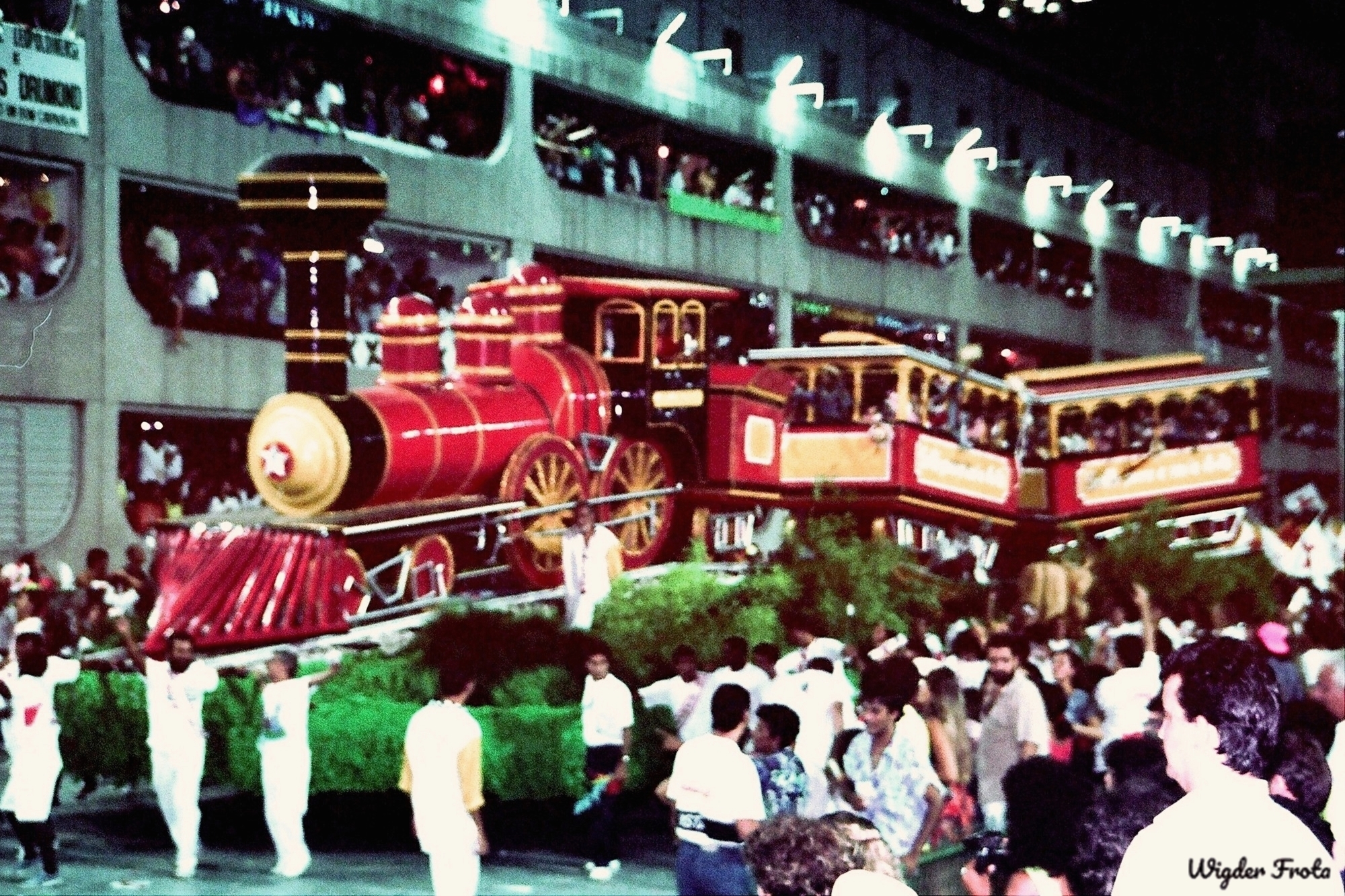
Desfile da Estácio no carnaval de 1992.

A 21.ª edição do Estandarte de Ouro foi realizada em 1992. Foram entregues quinze prêmios ao Grupo Especial (primeira divisão) e um prêmio ao Grupo 1 (segunda divisão). Pela primeira vez em sua história, a Estácio de Sá recebeu o prêmio de melhor escola. A agremiação também foi a campeã do carnaval de 1992 com um desfile sobre o movimento de modernismo no Brasil e os setenta anos da Semana de Arte Moderna de 1922. O júri da edição foi formado por Adelzon Alves, Argeu Affonso (coordenador do júri), Bernardo Goldwasser, Carlos Lemos, Fernando Pamplona, Haroldo Costa, Helena Theodoro, José Carlos Rêgo e Roberto Moura.                                                                                                                                                                                                         
Estatística:
- Estácio de Sá - 5 prêmios
- Viradouro - 3 prêmios
- Salgueiro e Mangueira - 2 prêmios
- Imperatriz, Império Serrano, Mocidade e Vila Isabel - 1 prêmio

| Categorias              | Escolas         | Vencedores                                                                                     |
| ----------------------- | --------------- | ---------------------------------------------------------------------------------------------- |
| Melhor Escola           | Estácio de Sá   | Estácio de Sá                                                                                  |
| Samba-enredo            | Viradouro       | "E a Magia da Sorte Chegou" de Heraldo Faria, Flavinho Machado, Gelson e Rubinho               |
| Enredo                  | Estácio de Sá   | "Paulicéia Desvairada - 70 Anos de Modernismo no Brasil" de Mário Monteiro e Chico Spinoza     |
| Bateria                 | Mocidade        | Mestre Jorjão                                                                                  |
| Intérprete              | Mangueira       | Jamelão                                                                                        |
| Porta-bandeira          | Estácio de Sá   | Selminha Sorriso                                                                               |
| Mestre-sala             | Vila Isabel     | Carlinhos Brilhante                                                                            |
| Comissão de Frente      | Estácio de Sá   | Geraldo Pedrosa de Miranda (Coreógrafo)                                                        |
| Ala                     | Imperatriz      | Ala do Barracão                                                                                |
| Ala de Baianas          | Viradouro       | Viradouro                                                                                      |
| Ala de Crianças         | Estácio de Sá   | Estácio de Sá                                                                                  |
| Passista Feminino       | Viradouro       | Patrícia Costa                                                                                 |
| Passista Masculino      | Mangueira       | Celsinho Monteiro                                                                              |
| Revelação               | Salgueiro       | Aline Caetano (Passista mirim)                                                                 |
| Personalidade           | Salgueiro       | Mestre Louro (Diretor de bateria)                                                              |
| Samba-enredo do Grupo 1 | Império Serrano | "Fala Serrinha - A Voz do Samba Sou Eu Mesmo Sim Senhor" de Beto Sem Braço, Jangada e Maurição |

## 1993

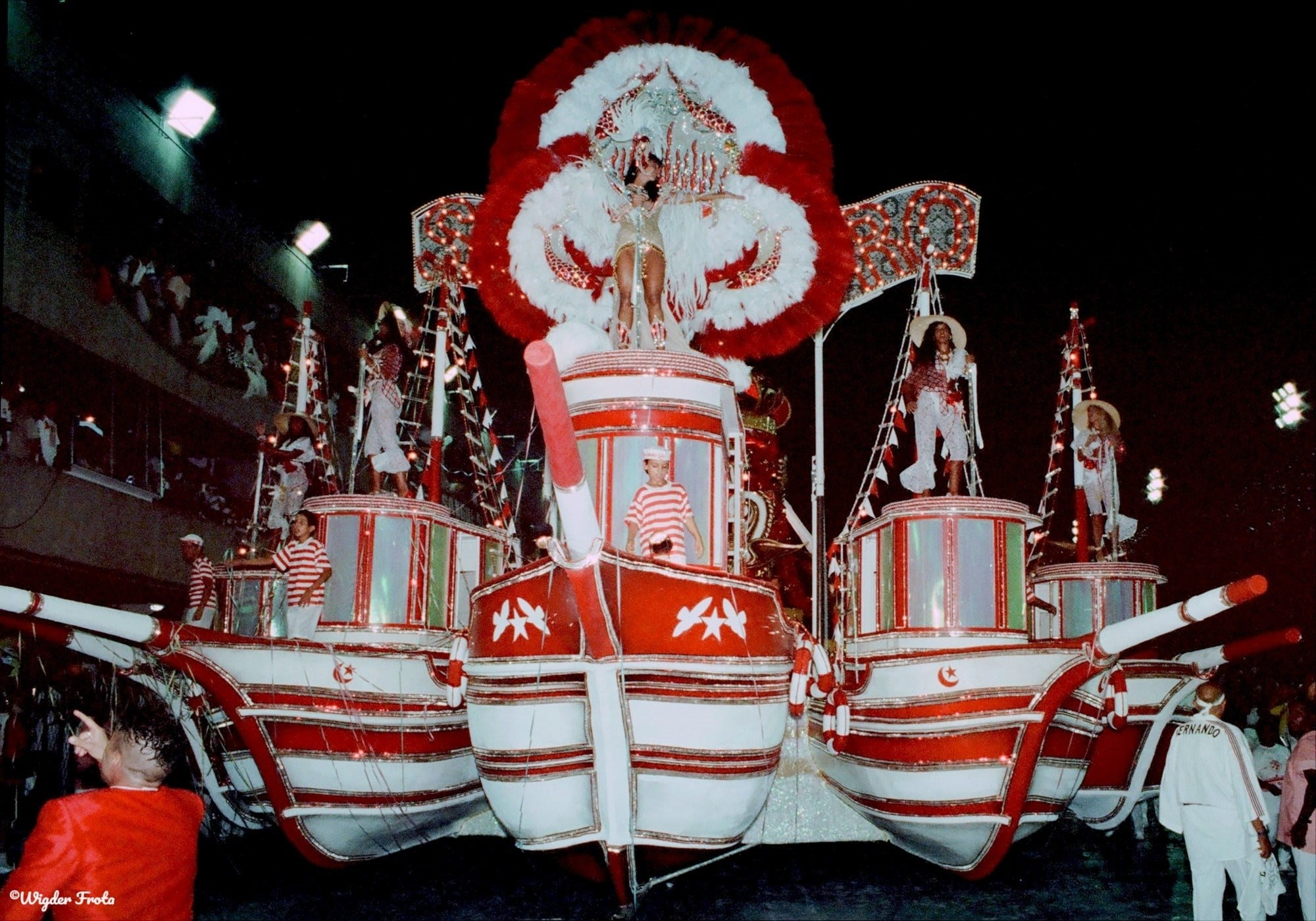
Desfile do Salgueiro no carnaval de 1993.

A 22.ª edição do Estandarte de Ouro foi realizada em 1993. Foram entregues quinze prêmios ao Grupo Especial (primeira divisão) e um prêmio ao Grupo 1 (segunda divisão). O Salgueiro venceu a edição, recebendo o prêmio de melhor escola pela segunda vez em sua história. A agremiação também foi a campeã do carnaval de 1993 desfilando com um enredo baseado na canção "Peguei Um Ita no Norte", de 1945, do cantor e compositor baiano Dorival Caymmi. O júri da edição foi formado por Adelzon Alves, Argeu Affonso (coordenador do júri), Bernardo Goldwasser, Carlos Lemos, Fernando Pamplona, Haroldo Costa, Helena Theodoro, José Carlos Rêgo, Lygia Santos, Marcelo de Mello e Roberto Moura.
Estatística:
- Imperatriz - 5 prêmios
- Salgueiro - 4 prêmios
- Mocidade - 3 prêmios
- Beija-Flor, Caprichosos de Pilares, Império Serrano e Vila Isabel - 1 prêmio

| Categorias              | Escolas                | Vencedores                                                                                 |
| ----------------------- | ---------------------- | ------------------------------------------------------------------------------------------ |
| Melhor Escola           | Salgueiro              | Salgueiro                                                                                  |
| Samba-enredo            | Vila Isabel            | "Gbala - Viagem ao Templo da Criação" de Martinho da Vila                                  |
| Enredo                  | Salgueiro              | "Peguei Um Ita no Norte" de Mário Borriello                                                |
| Bateria                 | Salgueiro              | Mestre Louro                                                                               |
| Intérprete              | Imperatriz             | Preto Jóia                                                                                 |
| Porta-bandeira          | Mocidade               | Lucinha Nobre                                                                              |
| Mestre-sala             | Imperatriz             | Jerônimo Patrocínio                                                                        |
| Comissão de Frente      | Imperatriz             | Fábio de Mello (Coreógrafo)                                                                |
| Ala                     | Mocidade               | "Alegria do Galo"                                                                          |
| Ala de Baianas          | Imperatriz             | Imperatriz                                                                                 |
| Ala de Crianças         | Salgueiro              | Salgueiro                                                                                  |
| Passista Feminino       | Beija-Flor             | Neide Tamborim                                                                             |
| Passista Masculino      | Caprichosos de Pilares | Jorge Magno Bento                                                                          |
| Revelação               | Mocidade               | Rogerinho Dornelles (Segundo mestre-sala)                                                  |
| Personalidade           | Imperatriz             | Rosa Magalhães (Carnavalesca)                                                              |
| Samba-enredo do Grupo 1 | Império Serrano        | "Império Serrano, Um Ato de Amor" de Arlindo Cruz, Aluízio Machado, Acyr Marques e Bicalho |

## 1994

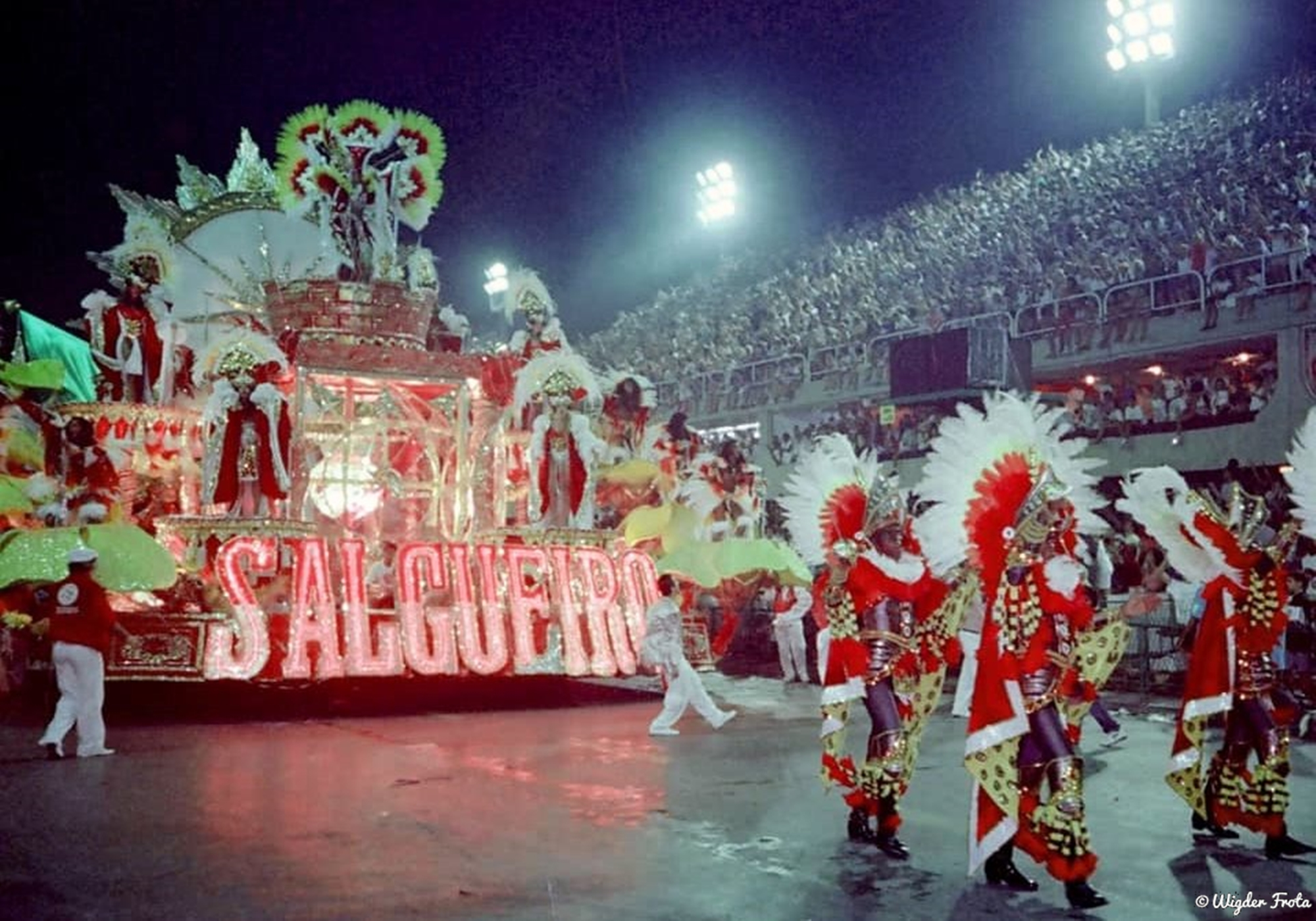
Desfile do Salgueiro no carnaval de 1994.

A 23.ª edição do Estandarte de Ouro foi realizada em 1994. Foram entregues quinze prêmios ao Grupo Especial (primeira divisão) e um prêmio ao Grupo 1 (segunda divisão). O Salgueiro venceu a edição, recebendo o prêmio de melhor escola pela terceira vez em sua história. A agremiação foi a vice-campeã do Grupo Especial no carnaval de 1994 com um desfile sobre a cidade do Rio de Janeiro. Campeã do carnaval, a Imperatriz Leopoldinense foi a escola mais premiada. A cerimônia de premiação foi realizada no dia 26 de fevereiro de 1994, no Terreirão do Samba. O júri da edição foi formado por Adelzon Alves, Argeu Affonso (coordenador do júri), Bernardo Goldwasser, Carlos Lemos, Fernando Pamplona, Haroldo Costa, Helena Theodoro, José Carlos Rêgo, Lygia Santos, Marcelo de Mello e Roberto Moura.
Estatística:
- Imperatriz - 3 prêmios
- Grande Rio, Salgueiro, Beija-Flor, Império Serrano, Vila Isabel - 2 prêmios
- Canários das Laranjeiras, Estácio de Sá e Tradição - 1 prêmio

| Categorias              | Escolas                  | Vencedores |
| ----------------------- | ------------------------ | --- |
| Melhor Escola           | Salgueiro                | Salgueiro |
| Samba-enredo            | Vila Isabel              | "Muito Prazer! Isabel de Bragança e Drummond Rosa da Silva, mas Pode Me Chamar de Vila" de André Diniz, Evandro Bocão e Vilane Silva "Bombril" |
| Enredo                  | Grande Rio               | "Os Santos que a África não Viu" de Lucas Pinto                                                                                                |
| Bateria                 | Império Serrano          | Mestre Bira |
| Intérprete              | Grande Rio               | Nêgo |
| Porta-bandeira          | Imperatriz               | Maria Helena |
| Mestre-sala             | Estácio de Sá            | Claudinho |
| Comissão de Frente      | Império Serrano          | Carlos Alberto Machado (Coreógrafo) |
| Ala                     | Beija-Flor               | "Canoas Indígenas" |
| Ala de Baianas          | Imperatriz               | Imperatriz |
| Ala de Crianças         | Imperatriz               | Imperatriz |
| Passista Feminino       | Beija-Flor               | Soninha Capeta |
| Passista Masculino      | Vila Isabel              | Cyro do Agogô |
| Revelação               | Tradição                 | Danielle Nascimento (Primeira porta-bandeira)                                                                                                  |
| Personalidade           | Salgueiro                | Xangô do Salgueiro (Destaque de luxo) |
| Samba-enredo do Grupo 1 | Canários das Laranjeiras | "Quem É Bom Já Nasce Feito" de Elcy, Dirceu, Charles e Fernando Lima                                                                           |

## 1995

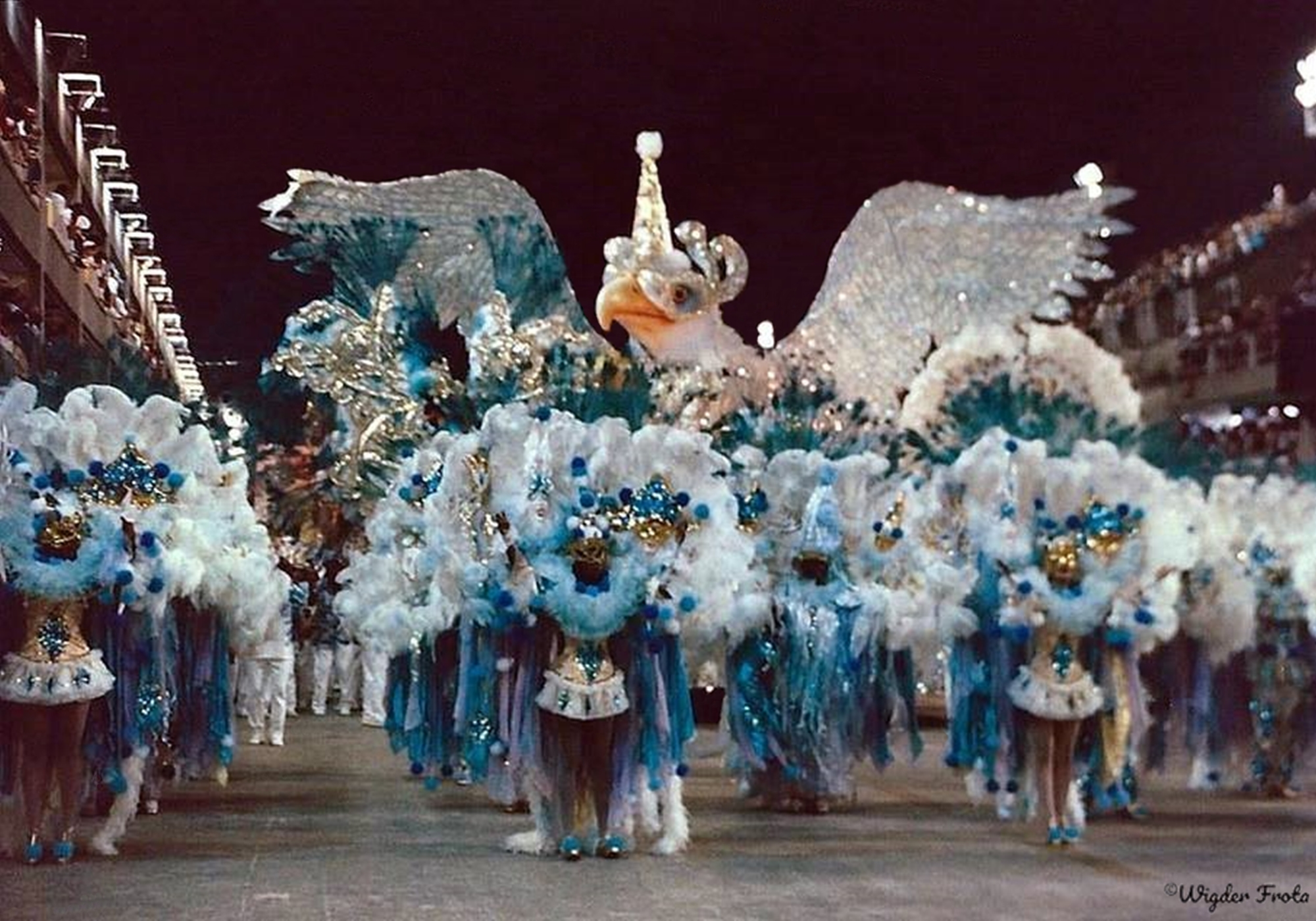
Desfile da Portela no carnaval de 1995.

A 24.ª edição do Estandarte de Ouro foi realizada em 1995. A categoria "Ala de Crianças" foi extinta. Foram entregues quatorze prêmios ao Grupo Especial (primeira divisão) e um prêmio ao Grupo A (segunda divisão). A Portela venceu a edição, recebendo o prêmio de melhor escola pela quarta vez em sua história. Segundo o júri do Estandarte, "a Portela não apenas se manteve fiel ao verdadeiro samba, resistindo bravamente contra a sua 'marchização', como desfilou na avenida o que o carnaval tem de melhor: um excelente samba-enredo, um grande puxador, e, principalmente, alma" e ainda "a beleza dos seus carros alegóricos, o desempenho impecável da bateria, a garra dos passistas, o romantismo [...] A Portela se preocupou em abordar o enredo rico com simplicidade e se apresentou esbanjando unidade, criatividade e elegância". A agremiação foi a vice-campeã do Grupo Especial no carnaval de 1995 com um desfile sobre o carnaval. A cerimônia de premiação foi realizada no dia 18 de março de 1995, em frente ao Museu do Carnaval, na Praça da Apoteose. O júri da edição foi formado por Adelzon Alves, Argeu Affonso (coordenador do júri), Bernardo Goldwasser, Carlos Lemos, Fernando Pamplona, Haroldo Costa, Helena Theodoro, José Carlos Rêgo, Lygia Santos, Marcelo de Mello e Roberto Moura.
Estatística:
- Portela e União da Ilha - 3 prêmios
- Imperatriz e Unidos da Ponte - 2 prêmios
- Grande Rio, Santa Cruz, Mocidade, São Clemente e Vila Isabel - 1 prêmio

| Categorias              | Escolas                  | Vencedores                                                            |
| ----------------------- | ------------------------ | --------------------------------------------------------------------- |
| Melhor Escola           | Portela                  | Portela                                                               |
| Samba-enredo            | Portela                  | "Gosto Que Me Enrosco" de Colombo, Gelson e Noca da Portela           |
| Enredo                  | Mocidade                 | "Padre Miguel, Olhai por Nós" de Renato Lage                          |
| Bateria                 | Unidos da Ponte          | Mestre Pelé                                                           |
| Intérprete              | Portela                  | Rixxah                                                                |
| Porta-bandeira          | União da Ilha            | Babi                                                                  |
| Mestre-sala             | São Clemente             | Ronaldinho                                                            |
| Comissão de Frente      | Imperatriz               | Fábio de Mello (Coreógrafo)                                           |
| Ala                     | Vila Isabel              | Ala da Comunidade                                                     |
| Ala de Baianas          | Imperatriz               | Imperatriz                                                            |
| Passista Feminino       | Unidos da Ponte          | Carmem Lúcia                                                          |
| Passista Masculino      | União da Ilha            | Ivan Ribeiro                                                          |
| Revelação               | Grande Rio               | Vanderson (Terceiro mestre-sala)                                      |
| Personalidade           | União da Ilha            | Mestre Manoel Dionísio                                                |
| Samba-enredo do Grupo A | Acadêmicos de Santa Cruz | "Deuses e Costumes nas Terras de Santa Cruz" de Agostinho e Hugo Reis |

## 1996

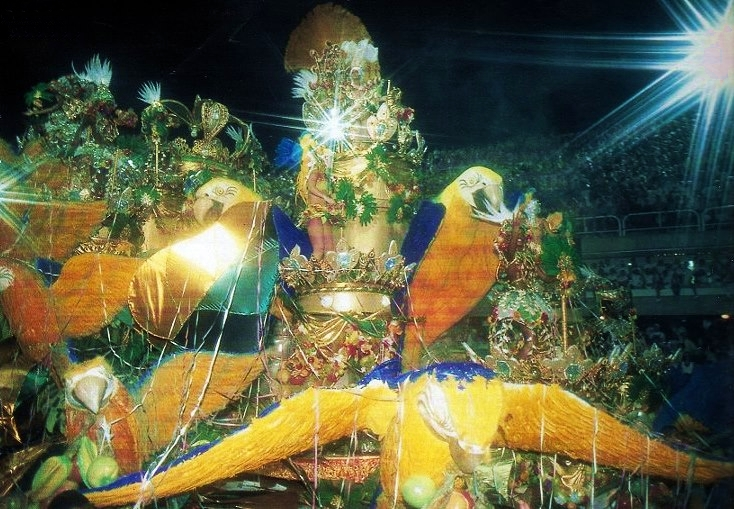
Desfile da Imperatriz no carnaval de 1996.

A 25.ª edição do Estandarte de Ouro foi realizada em 1996. Pela primeira vez em sua história, a Imperatriz Leopoldinense recebeu o prêmio de melhor escola. Segundo o júri do Estandarte, a escola apresentou "um desfile de garra e empolgação que conquistou o público e rechaçou de vez a velha ideia de que a escola desfila pelo resultado". A agremiação foi a vice-campeã do Grupo Especial no carnaval de 1996 com um desfile sobre a Imperatriz Maria Leopoldina de Áustria. O intérprete Jamelão recebeu seu quinto Estandarte de Ouro, igualando o recorde pessoal de Neide da Mangueira e Mestre Louro, ambos ganhadores de cinco prêmios. O júri da edição foi formado por Adelzon Alves, Argeu Affonso (coordenador do júri), Bernardo Goldwasser, Carlos Lemos, Fernando Pamplona, Haroldo Costa, Helena Theodoro, José Carlos Rêgo, Lygia Santos, Marcelo de Mello e Roberto Moura.
Estatística:
- Mangueira, Imperatriz e Porto da Pedra - 2 prêmios
- Grande Rio, Salgueiro, Beija-Flor, Estácio de Sá, Império Serrano, Mocidade, União da Ilha, Unidos da Tijuca e Cabuçu - 1 prêmio

| Categorias              | Escolas          | Vencedores |
| ----------------------- | ---------------- | --- |
| Melhor Escola           | Imperatriz       | Imperatriz |
| Samba-enredo            | Imperatriz       | "Imperatriz Leopoldinense Honrosamente Apresenta Leopoldina, a Imperatriz do Brasil" de Carlinhos China, Demarco, Dominguinhos do Estácio e Jurandir          |
| Enredo                  | Mocidade         | "Criador e Criatura" de Renato Lage |
| Bateria                 | Grande Rio       | Mestres Jorjão e Serrote |
| Intérprete              | Mangueira        | Jamelão |
| Porta-bandeira          | Império Serrano  | Rita Freitas |
| Mestre-sala             | Beija-Flor       | Claudinho |
| Comissão de Frente      | Salgueiro        | Regina Miranda (Coreógrafa) |
| Ala                     | União da Ilha    | Ala das Crianças |
| Ala de Baianas          | Porto da Pedra   | Porto da Pedra |
| Passista Feminino       | Unidos da Tijuca | Claudia Tereza |
| Passista Masculino      | Estácio de Sá    | Luciano Lacraia |
| Revelação               | Porto da Pedra   | Porto da Pedra |
| Personalidade           | Mangueira        | Leci Brandão |
| Samba-enredo do Grupo A | Unidos do Cabuçu | "Do Reclame ao Merchandising, a História da Propaganda no Brasil" de Carlos Werneck, Karlinhos Madureira, Sérgio Magnata, Beto Pernada, Ney do Cabuçu e Jadir |

## 1997

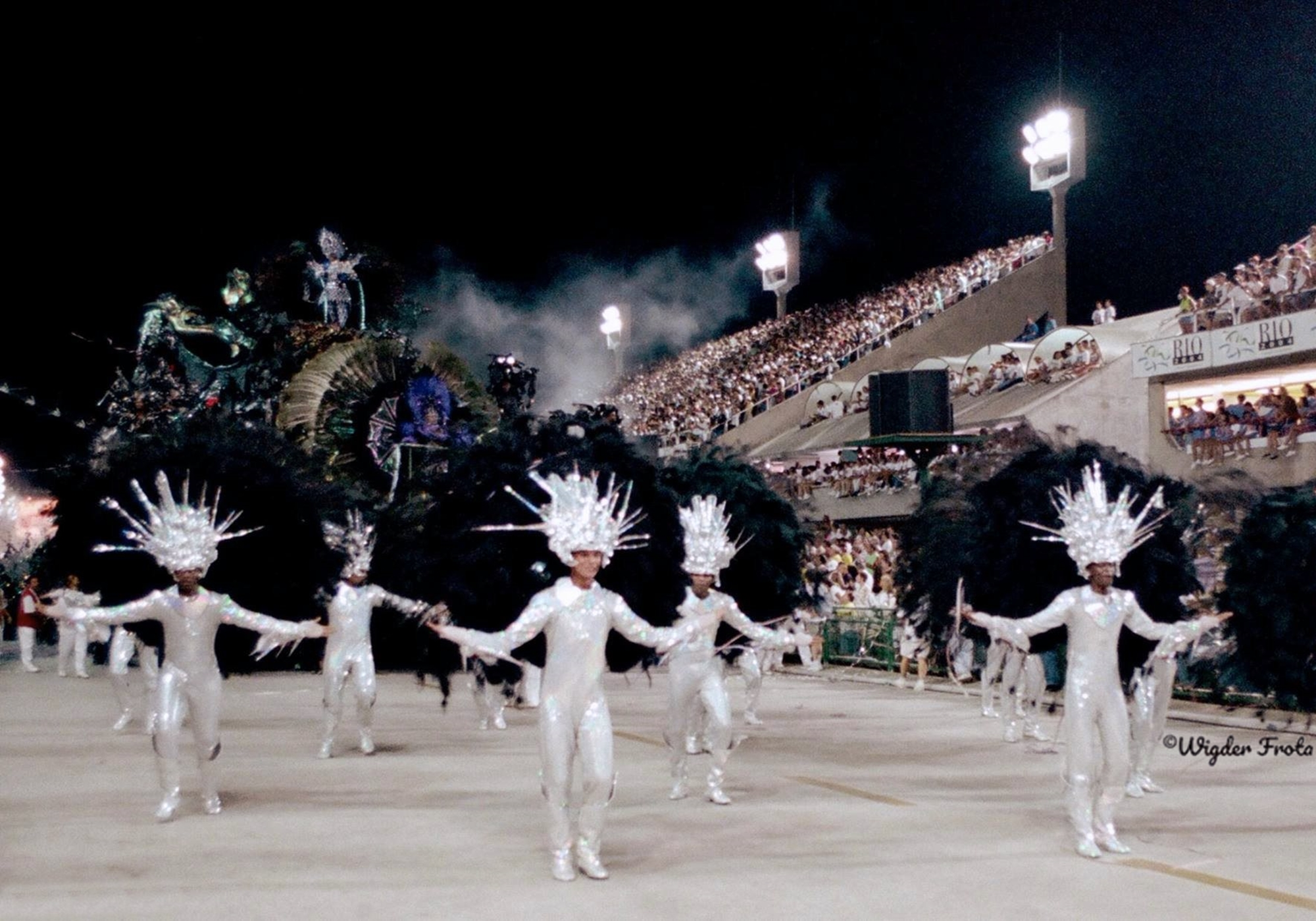
Desfile da Viradouro no carnaval de 1997.

A 26.ª edição do Estandarte de Ouro foi realizada em 1997. Pela primeira vez em sua história, a Viradouro recebeu o prêmio de melhor escola. Segundo o júri do Estandarte, "Joãosinho Trinta conquistou o prêmio para a Viradouro ao conseguir transformar um enredo abstrato em concreto, num desfile inusitado e emocionante, que empolgou os componentes e o público do início ao fim. A bateria perfeita também contribuiu para a brilhante atuação da escola". A agremiação também foi a campeã do Grupo Especial no carnaval de 1997, com um desfile sobre o surgimento do universo. A cerimônia de premiação foi realizada no dia 23 de fevereiro de 1997, no Ballroom. O júri da edição foi formado por Adelzon Alves, Argeu Affonso (coordenador do júri), Bernardo Goldwasser, Carlos Lemos, Fernando Pamplona, Haroldo Costa, Helena Theodoro, José Carlos Rêgo, Lygia Santos, Marcelo de Mello e Roberto Moura.
Estatística:
- Beija-Flor, Mangueira, Imperatriz, Mocidade e Vila Isabel - 2 prêmios
- Rocinha, Império Serrano, Porto da Pedra, Cabuçu e Viradouro - 1 prêmio

| Categorias              | Escolas          | Vencedores |
| ----------------------- | ---------------- | --- |
| Melhor Escola           | Viradouro        | Viradouro |
| Samba-enredo            | Mocidade         | "De Corpo e Alma na Avenida" de Chico Cabeleira, J. Brito, Joãozinho e Muca                                        |
| Enredo                  | Porto da Pedra   | "No Reino da Folia, Cada Louco com Sua Mania" de Mauro Quintaes                                                    |
| Bateria                 | Império Serrano  | Mestre Wanderley da Serrinha                                                                                       |
| Intérprete              | Mocidade         | Wander Pires |
| Porta-bandeira          | Vila Isabel      | Tuca |
| Mestre-sala             | Vila Isabel      | Bira |
| Comissão de Frente      | Imperatriz       | Fábio de Mello (Coreógrafo)                                                                                        |
| Ala                     | Beija-Flor       | Ala das Baianinhas                                                                                                 |
| Ala de Baianas          | Imperatriz       | Imperatriz |
| Passista Feminino       | Mangueira        | Ana Paula Pereira                                                                                                  |
| Passista Masculino      | Rocinha          | Zé Luís da Silva                                                                                                   |
| Revelação               | Beija-Flor       | Daniele (Passista mirim)                                                                                           |
| Personalidade           | Mangueira        | Xangô da Mangueira (Diretor de harmonia)                                                                           |
| Samba-enredo do Grupo A | Unidos do Cabuçu | "Todas as Marias de Nossa Terra" de Ney do Cabuçu, Carlos Werneck, Jadir, Sérgio Magnata, Beto Pernada e Di Miguel |

## 1998

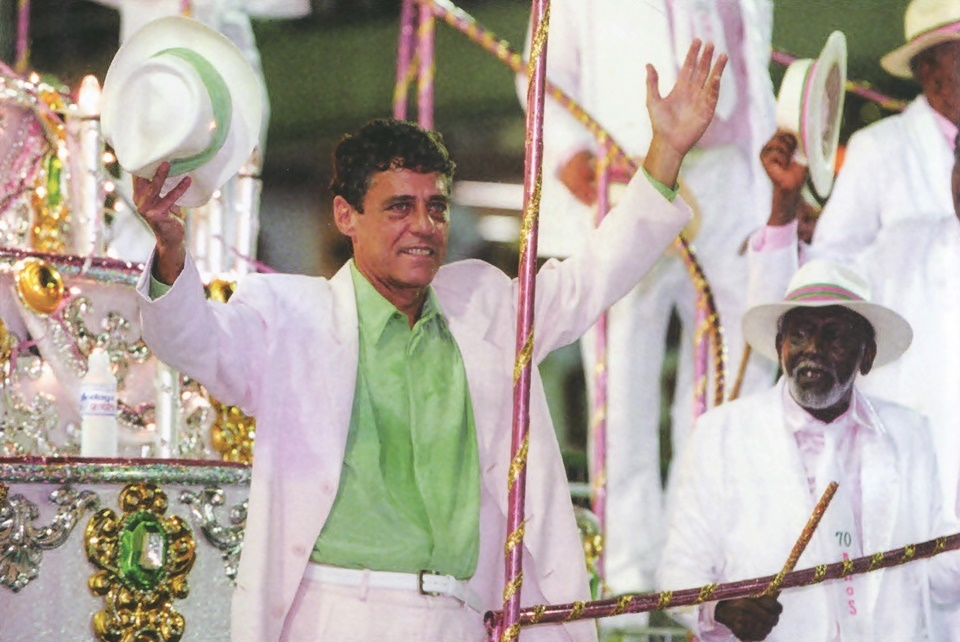
Desfile da Mangueira no carnaval de 1998.

A 27.ª edição do Estandarte de Ouro foi realizada em 1998. A Mangueira venceu a edição, recebendo o prêmio de melhor escola pela quarta vez em sua história. A agremiação foi a campeã do Grupo Especial no carnaval de 1998, com um desfile em homenagem ao cantor e compositor Chico Buarque. Segundo o júri do Estandarte, "a escola contagiou seus seis mil componentes, conquistou a avenida e emocionou o público com o enredo 'Chico Buarque de Mangueira', uma bateria excelente, e uma extraordinária animação, que há muito tempo não se via na escola". A cerimônia de premiação foi realizada no dia 8 de março de 1998, no Teatro Carlos Gomes. O júri da edição foi formado por Adelzon Alves, Aloy Jupiara, Argeu Affonso (coordenador do júri), Bernardo Goldwasser, Carlos Lemos (presidente do júri), Haroldo Costa, Helena Theodoro, José Carlos Rêgo, Lygia Santos, Marcelo de Mello e Roberto Moura.
Estatística:
- Mangueira - 3 prêmios
- Salgueiro, Imperatriz, Portela, União da Ilha e Vila Isabel - 2 prêmios
- Beija-Flor e Unidos da Ponte - 1 prêmio

| Categorias              | Escolas         | Vencedores                                                                                    |
| ----------------------- | --------------- | --------------------------------------------------------------------------------------------- |
| Melhor Escola           | Mangueira       | Mangueira                                                                                     |
| Samba-enredo            | Portela         | "Os Olhos da Noite" de Celino Dias, Colombo, Darcy Maravilha, J. Rocha e Noca da Portela      |
| Enredo                  | União da Ilha   | "Fatumbi - A Ilha de Todos os Santos" de Milton Cunha                                         |
| Bateria                 | Salgueiro       | Mestre Louro                                                                                  |
| Intérprete              | Mangueira       | Jamelão                                                                                       |
| Porta-bandeira          | Beija-Flor      | Selminha Sorriso                                                                              |
| Mestre-sala             | Salgueiro       | Sidclei Santos                                                                                |
| Comissão de Frente      | Mangueira       | Carlinhos de Jesus (Coreógrafo)                                                               |
| Ala                     | Imperatriz      | Bateria                                                                                       |
| Ala de Baianas          | Imperatriz      | Imperatriz                                                                                    |
| Passista Feminino       | Vila Isabel     | Aldione Conceição Sena                                                                        |
| Passista Masculino      | Portela         | Cláudio Lima                                                                                  |
| Revelação               | União da Ilha   | William Pedro (Representou Exu na Comissão de Frente)                                         |
| Personalidade           | Vila Isabel     | Dinorah                                                                                       |
| Samba-enredo do Grupo A | Unidos da Ponte | "Quem Pode, Pode, no Pagode Se Sacode" de Eduardo do Villar, Eliseu da Matriz, Barriga e Dodô |

## 1999

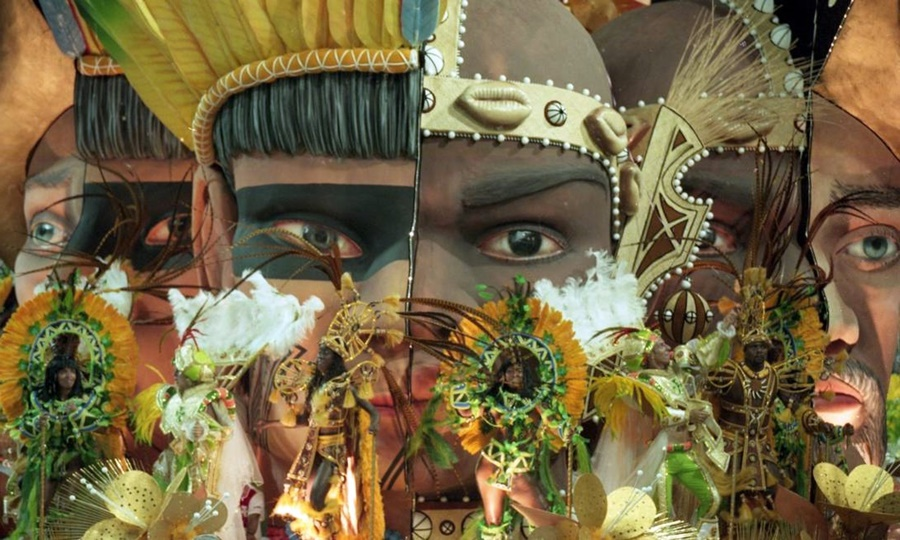
Desfile da Mocidade no carnaval de 1999.

A 28.ª edição do Estandarte de Ouro foi realizada em 1999. A Mocidade Independente de Padre Miguel venceu a edição, recebendo o prêmio de melhor escola pela segunda vez em sua história. Segundo o júri do Estandarte, "o carnavalesco Renato Lage surpreendeu ao abrir mão de seu habitual show tecnológico para apresentar um desfile simples, quase clássico, e perfeito. O trabalho do carnavalesco mostrou em alegorias e fantasias o Brasil pela ótica de Villa-Lobos, misturando - como fez o compositor - o popular e o clássico [...] A escola se superou diante de um samba que não estava à altura do desfile, motivada pela excelente bateria de Mestre Jorjão". A Mocidade foi a quarta colocada do Grupo Especial no carnaval de 1999 com um desfile em homenagem ao maestro e compositor brasileiro Heitor Villa-Lobos. A cerimônia de premiação foi realizada no dia 27 de fevereiro de 1999, no Morro da Urca. O júri da edição foi formado por Adelzon Alves, Aloy Jupiara, Argeu Affonso (coordenador do júri), Bernardo Goldwasser, Carlos Lemos (presidente do júri), Fernando Pamplona, Haroldo Costa, Helena Theodoro, José Carlos Rêgo, Lygia Santos, Marcelo de Mello e Roberto Moura.
Estatística:
- Mocidade - 4 prêmios
- Mangueira - 3 prêmios
- Grande Rio e Beija-Flor - 2 prêmios
- Império Serrano, Unidos da Tijuca, Vila Isabel e Viradouro - 1 prêmio

| Categorias              | Escolas          | Vencedores                                                                                                |
| ----------------------- | ---------------- | --- |
| Melhor Escola           | Mocidade         | Mocidade                                                                                                  |
| Samba-enredo            | Beija-Flor       | "Araxá, Lugar Alto Onde Primeiro Se Avista o Sol" de Wilsinho Paz, Noel Costa e Serginho do Porto         |
| Enredo                  | Mocidade         | "Villa Lobos e a Apoteose Brasileira" de Renato Lage                                                      |
| Bateria                 | Grande Rio       | Mestre Odilon Costa                                                                                       |
| Intérprete              | Grande Rio       | Nêgo |
| Porta-bandeira          | Império Serrano  | Rita Freitas                                                                                              |
| Mestre-sala             | Mocidade         | Rogerinho Dornelles                                                                                       |
| Comissão de Frente      | Mangueira        | Carlinhos de Jesus (Coreógrafo)                                                                           |
| Ala                     | Beija-Flor       | "Refúgio da Corte"                                                                                        |
| Ala de Baianas          | Viradouro        | Viradouro                                                                                                 |
| Passista Feminino       | Mangueira        | Tânia Bisteka                                                                                             |
| Passista Masculino      | Vila Isabel      | Walcyr |
| Revelação               | Mocidade         | Nira (Primeira porta-bandeira)                                                                            |
| Personalidade           | Mangueira        | Elmo José dos Santos (Presidente da escola)                                                               |
| Samba-enredo do Grupo A | Unidos da Tijuca | "O Dono da Terra" de Vicente das Neves, Carlinhos Melodia, Haroldo Pereira, Rono Maia e Alexandre Alegria |

## 2000

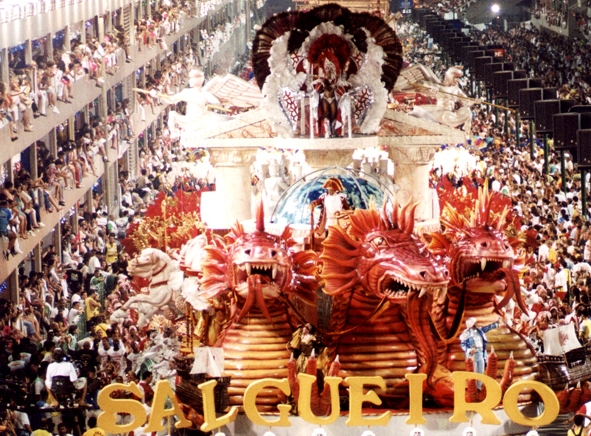
Desfile do Salgueiro no carnaval de 2000.

A 29.ª edição do Estandarte de Ouro foi realizada em 2000. O Salgueiro venceu a edição, recebendo o prêmio de melhor escola pela quarta vez em sua história. A agremiação foi a sexta colocada do Grupo Especial no carnaval de 2000 com um desfile sobre a chegada da Família Real Portuguesa ao Brasil e a transição do Brasil de Colônia para Reino, no começo do século XIX. Segundo o júri do Estandarte, o Salgueiro "passou pela Sapucaí com harmonia e evolução perfeitas. Um desfile considerado o melhor da escola nos últimos anos, tecnicamente irretocável e marcado pelo entusiasmo dos componentes. A campeã do carnaval de 2000, Imperatriz Leopoldinense, foi a escola mais premiada da edição. Mestre Louro recebeu seu sétimo Estandarte de Ouro, igualando o recorde pessoal de Joãosinho Trinta, também ganhador de sete Estandartes. A cerimônia de premiação foi realizada no dia 19 de março de 2000, na casa de shows Olimpo. O júri da edição foi formado por Adelzon Alves, Aloy Jupiara, Argeu Affonso (coordenador do júri), Bernardo Goldwasser, Carlos Lemos (presidente do júri), Fernando Pamplona, Haroldo Costa, Helena Theodoro, José Carlos Rêgo, Lygia Santos, Marcelo de Mello e Roberto Moura.
Estatística:
- Imperatriz - 3 prêmios
- Salgueiro, Beija-Flor e Vila Isabel - 2 prêmios
- Caprichosos de Pilares, Mangueira, Império Serrano, Mocidade, Unidos da Tijuca e Viradouro - 1 prêmio

| Categorias              | Escolas                | Vencedores |
| ----------------------- | ---------------------- | --- |
| Melhor Escola           | Salgueiro              | Salgueiro |
| Samba-enredo            | Mangueira              | "Dom Obá II - Rei dos Esfarrapados, Príncipe do Povo" de Bizuca, Gilson Bernini, Marcelo D'Aguiã e Valter Venenoso |
| Enredo                  | Caprichosos de Pilares | "Brasil, Teu Espírito É Santo" de Etevaldo Brandão                                                                 |
| Bateria                 | Salgueiro              | Mestre Louro |
| Intérprete              | Viradouro              | Dominguinhos do Estácio                                                                                            |
| Porta-bandeira          | Beija-Flor             | Selminha Sorriso                                                                                                   |
| Mestre-sala             | Unidos da Tijuca       | Paulo Roberto |
| Comissão de Frente      | Imperatriz             | Fábio de Mello (Coreógrafo)                                                                                        |
| Ala                     | Imperatriz             | Ala das Baianinhas                                                                                                 |
| Ala de Baianas          | Imperatriz             | Imperatriz |
| Passista Feminino       | Vila Isabel            | Aldione Conceição Sena                                                                                             |
| Passista Masculino      | Beija-Flor             | Édson Teodoro "Edinho"                                                                                             |
| Revelação               | Mocidade               | Paulo Henrique (Intérprete)                                                                                        |
| Personalidade           | Vila Isabel            | Oswaldo Jardim (Carnavalesco)                                                                                      |
| Samba-enredo do Grupo A | Império Serrano        | "Os Canhões de Guararapes" de Marco Cabeça Branca, Paulinho Manahu e Zé Ferreira                                   |

## 2001

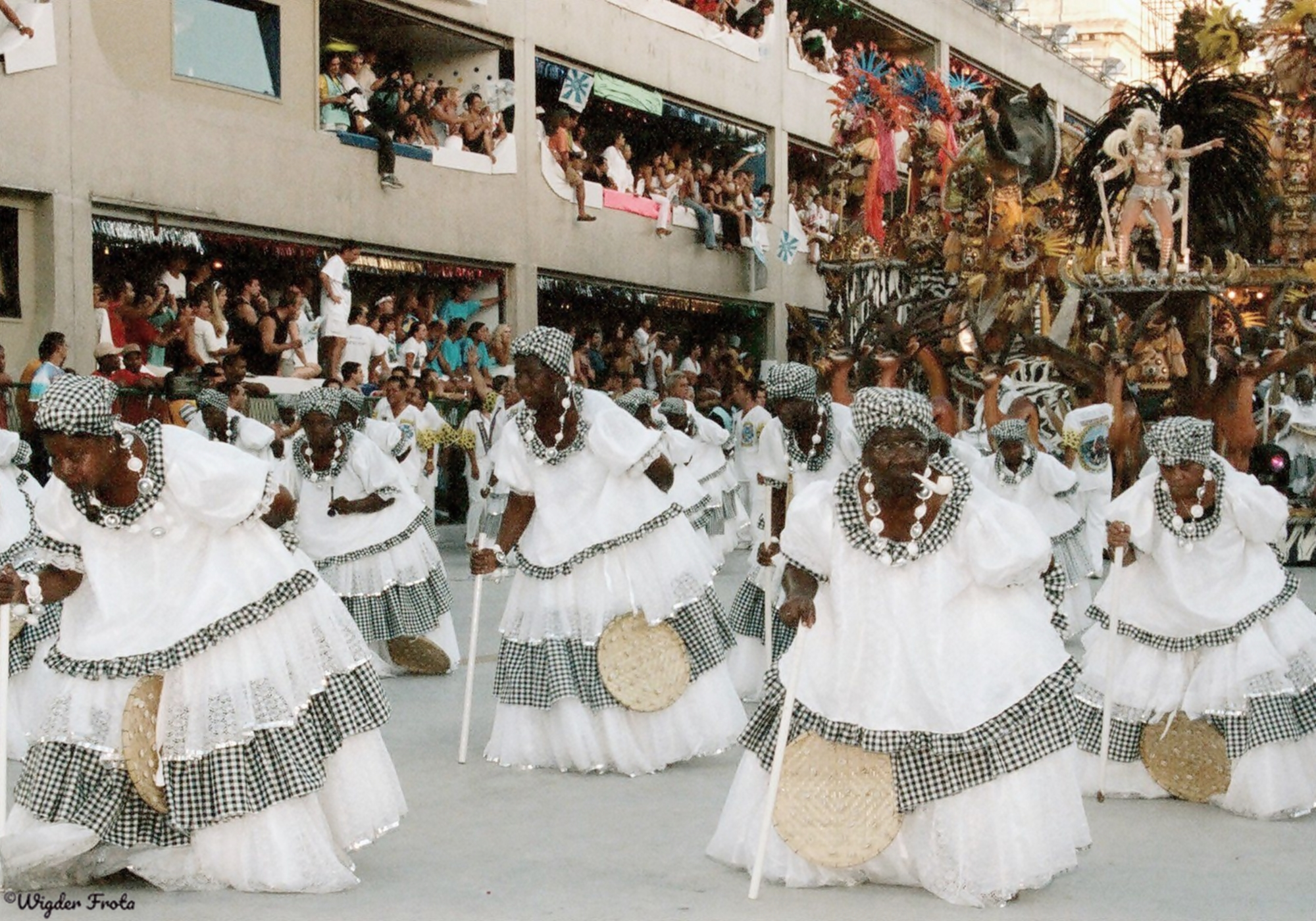
Desfile da Beija-Flor no carnaval de 2001.

A 30.ª edição do Estandarte de Ouro foi realizada em 2001. A Beija-Flor venceu a edição, recebendo o prêmio de melhor escola pela quarta vez em sua história. A agremiação foi a vice-campeã do Grupo Especial no carnaval de 2001 com um desfile sobre Nã Agotimé, uma rainha africana traída pelo próprio filho e vendida como escrava para o Brasil. Segundo o júri do Estandarte, a Beija-Flor recebeu o prêmio principal "não só pelo belíssimo desfile que encantou a passarela, mas por ter levado para a Sapucaí a cultura da nação africana Jeje, que se instalou no Maranhão, mas que é pouco conhecida no Brasil". O júri da edição foi formado por Adelzon Alves, Aloy Jupiara, Argeu Affonso (presidente do júri), Bernardo Goldwasser, Fernando Pamplona, Haroldo Costa, Helena Theodoro, José Carlos Rêgo, Lygia Santos, Marcelo de Mello e Roberto Moura.
Estatística:
- Império Serrano - 3 prêmios
- Salgueiro, Beija-Flor e Mangueira - 2 prêmios
- Grande Rio, Boi da Ilha, Imperatriz, Mocidade, Paraíso do Tuiuti e Portela - 1 prêmio

| Categorias              | Escolas           | Vencedores |
| ----------------------- | ----------------- | --- |
| Melhor Escola           | Beija-Flor        | Beija-Flor |
| Samba-enredo            | Império Serrano   | "O Rio Corre pro Mar" de Arlindo Cruz, Carlos Senna, Elmo Caetano e Maurição                                  |
| Enredo                  | Beija-Flor        | "A Saga de Agotime, Maria Mineira Naê" de Cid Carvalho, Fran Sérgio, Nelson Ricardo, Shangai e Ubiratan Silva |
| Bateria                 | Mocidade          | Mestre Coé |
| Intérprete              | Imperatriz        | Paulinho Mocidade                                                                                             |
| Porta-bandeira          | Salgueiro         | Marcella Alves                                                                                                |
| Mestre-sala             | Salgueiro         | Ronaldinho |
| Comissão de Frente      | Portela           | Gabriel Cortes (Coreógrafo)                                                                                   |
| Ala                     | Império Serrano   | "Barroco" |
| Ala de Baianas          | Mangueira         | Mangueira |
| Passista Feminino       | Mangueira         | Fabiana Oliveira                                                                                              |
| Passista Masculino      | Grande Rio        | Avelino Ribeiro                                                                                               |
| Revelação               | Paraíso do Tuiuti | Cristiane Caldas (Primeira porta-bandeira)                                                                    |
| Personalidade           | Império Serrano   | Neide Coimbra (Presidente da escola)                                                                          |
| Samba-enredo do Grupo A | Boi da Ilha       | "Orun-Ayê" de Aloísio Villar, Paulo Travassos, Clodoaldo Silva e Silvana da Ilha                              |

## 2002

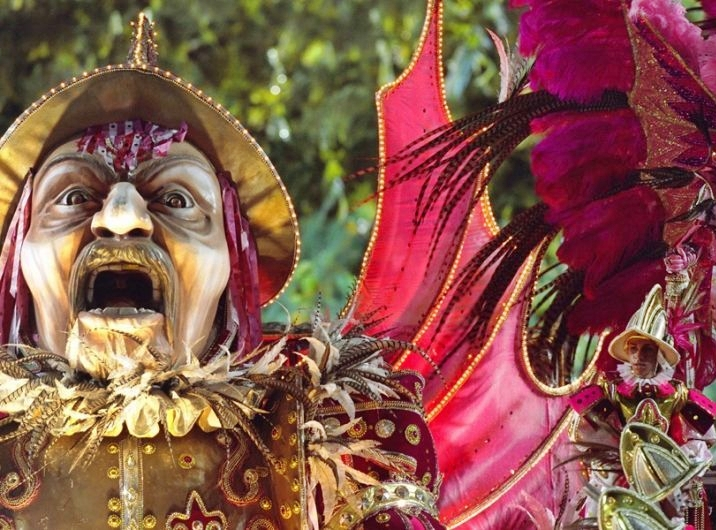
Desfile da Mangueira no carnaval de 2002.

A 31.ª edição do Estandarte de Ouro foi realizada em 2002. A Mangueira venceu a edição, recebendo o prêmio de melhor escola pela quinta vez em sua história. A agremiação foi a campeã do Grupo Especial no carnaval de 2002 com um desfile sobre a região Nordeste do Brasil. Segundo o júri do Estandarte, "várias nuances com as cores básicas da escola tornaram o desfile leve, quase flutuante. O excelente samba que a voz de Jamelão encarregou de transformar em sucesso, sustentado pela bateria de Mestre Russo, proporcionou um desfile animado e coeso". A cerimônia de premiação foi realizada no dia 23 de fevereiro de 2002, na casa de shows Olimpo. O júri da edição foi formado por Adelzon Alves, Aloy Jupiara, Argeu Affonso (presidente do júri), Bernardo Goldwasser, Fernando Pamplona, Haroldo Costa, Helena Theodoro, José Carlos Rêgo, Lygia Santos, Marcelo de Mello e Roberto Moura.
Estatística:
- Beija-Flor - 4 prêmios
- Mangueira e Unidos da Tijuca - 3 prêmios
- Mocidade - 2 prêmios
- Grande Rio, Império Serrano e Unidos da Ponte - 1 prêmio

| Categorias              | Escolas          | Vencedores                                                                                           |
| ----------------------- | ---------------- | --- |
| Melhor Escola           | Mangueira        | Mangueira                                                                                            |
| Samba-enredo            | Mangueira        | "Brazil com 'Z' É pra Cabra da Peste, Brasil com 'S' É Nação do Nordeste" de Amendoim e Lequinho     |
| Enredo                  | Unidos da Tijuca | "O Sol Brilha Eternamente Sobre o Mundo de Língua Portuguesa" de Milton Cunha                        |
| Bateria                 | Império Serrano  | Mestre Macarrão                                                                                      |
| Intérprete              | Beija-Flor       | Neguinho da Beija-Flor                                                                               |
| Porta-bandeira          | Beija-Flor       | Selminha Sorriso                                                                                     |
| Mestre-sala             | Beija-Flor       | Claudinho                                                                                            |
| Comissão de Frente      | Unidos da Tijuca | Marcelo Misailidis (Coreógrafo)                                                                      |
| Ala                     | Beija-Flor       | "Rei do Maracatu do Nordeste"                                                                        |
| Ala de Baianas          | Unidos da Tijuca | Unidos da Tijuca                                                                                     |
| Passista Feminino       | Mocidade         | Marilene                                                                                             |
| Passista Masculino      | Grande Rio       | Ligeirinho                                                                                           |
| Revelação               | Mangueira        | Reinaldo (Passista)                                                                                  |
| Personalidade           | Mocidade         | Renato Lage (Carnavalesco)                                                                           |
| Samba-enredo do Grupo A | Unidos da Ponte  | "De Minas para o Brasil - Tancredo Neves, o Mártir da Nova República" de Gugu das Candongas e Pardal |

## 2003

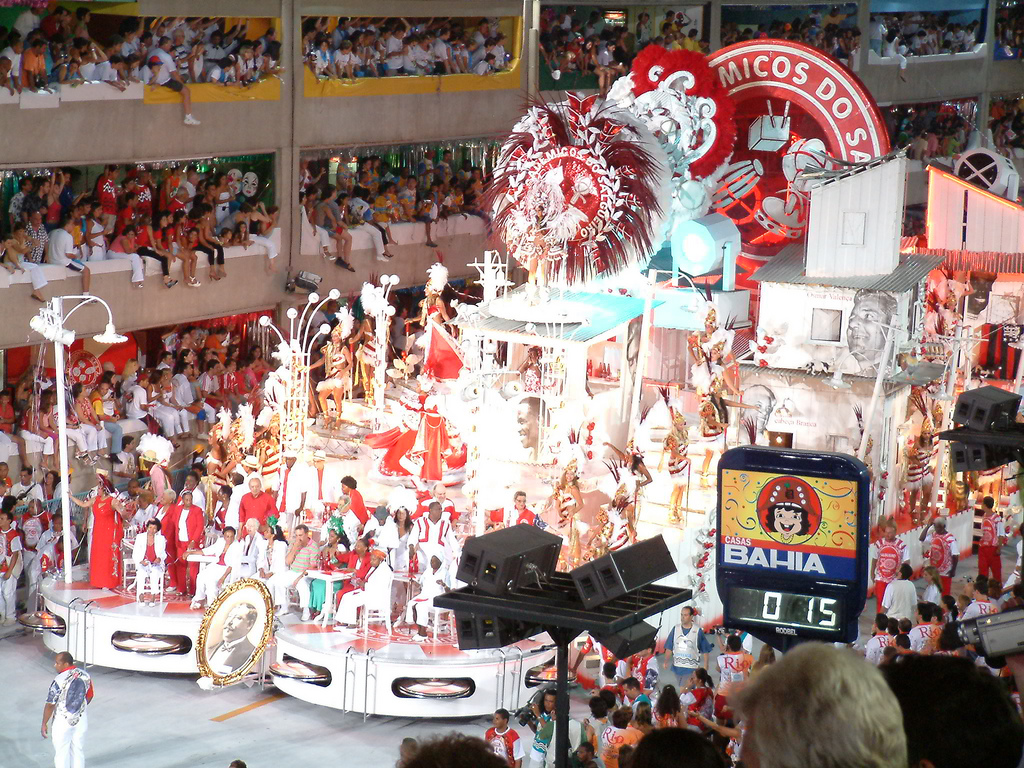
Desfile do Salgueiro no carnaval de 2003.

A 32.ª edição do Estandarte de Ouro foi realizada em 2003. O Salgueiro venceu a edição, recebendo o prêmio de melhor escola pela quinta vez em sua história. A agremiação foi a sétima colocada do Grupo Especial no carnaval de 2003 com um desfile em auto homenagem aos seus cinquenta anos. Segundo o júri do Estandarte, "a escola emocionou o público ao celebrar seus cinquenta anos de fundação, relembrando antigos carnavais, num enredo desenvolvido com muita competência e levado com empolgação pela bateria genial de Mestre Louro [...] Mesmo com um samba apenas regular, a agremiação levantou a Marquês de Sapucaí com seus ritmistas". Mestre Louro recebeu seu oitavo Estandarte de Ouro, se tornando a pessoa com mais Estandartes ganhos na história do prêmio. A cerimônia de premiação foi realizada no dia 15 de março de 2003, na casa de shows Olimpo. O júri da edição foi formado por Adelzon Alves, Aloy Jupiara, Argeu Affonso (coordenador do júri), Bernardo Goldwasser, Carlos Lemos (presidente do júri), Fernando Pamplona, Haroldo Costa, Helena Theodoro, José Carlos Rêgo, Lygia Santos, Marcelo de Mello e Roberto Moura.
Estatística:
- Salgueiro - 5 prêmios
- Beija-Flor e Unidos da Tijuca - 3 prêmios
- Mangueira, Imperatriz, Porto da Pedra e Vila Isabel - 1 prêmio

| Categorias              | Escolas          | Vencedores |
| ----------------------- | ---------------- | --- |
| Melhor Escola           | Salgueiro        | Salgueiro |
| Samba-enredo            | Unidos da Tijuca | "Agudás, os que Levaram a África no Coração, e Trouxeram para o Coração da África, o Brasil" de Rono Maia, Jorge Melodia e Alexandre Alegria |
| Enredo                  | Unidos da Tijuca | "Agudás, os que Levaram a África no Coração, e Trouxeram para o Coração da África, o Brasil" de Milton Cunha                                 |
| Bateria                 | Salgueiro        | Mestre Louro |
| Intérprete              | Beija-Flor       | Neguinho da Beija-Flor |
| Porta-bandeira          | Unidos da Tijuca | Lucinha Nobre |
| Mestre-sala             | Salgueiro        | Ronaldinho |
| Comissão de Frente      | Salgueiro        | Marcelo Misailidis (Coreógrafo) |
| Ala                     | Beija-Flor       | "Sou Nega Maluca Sim Senhor" |
| Ala de Baianas          | Imperatriz       | Imperatriz |
| Passista Feminino       | Mangueira        | Juliana Clara |
| Passista Masculino      | Porto da Pedra   | Marcelo Abreu |
| Revelação               | Beija-Flor       | Diego (Mestre-sala mirim) |
| Personalidade           | Salgueiro        | Djalma Sabiá (Fundador e compositor da escola)                                                                                               |
| Samba-enredo do Grupo A | Vila Isabel      | "Oscar Niemeyer, o Arquiteto no Recanto da Princesa" de Jorge Tropical                                                                       |

## 2004

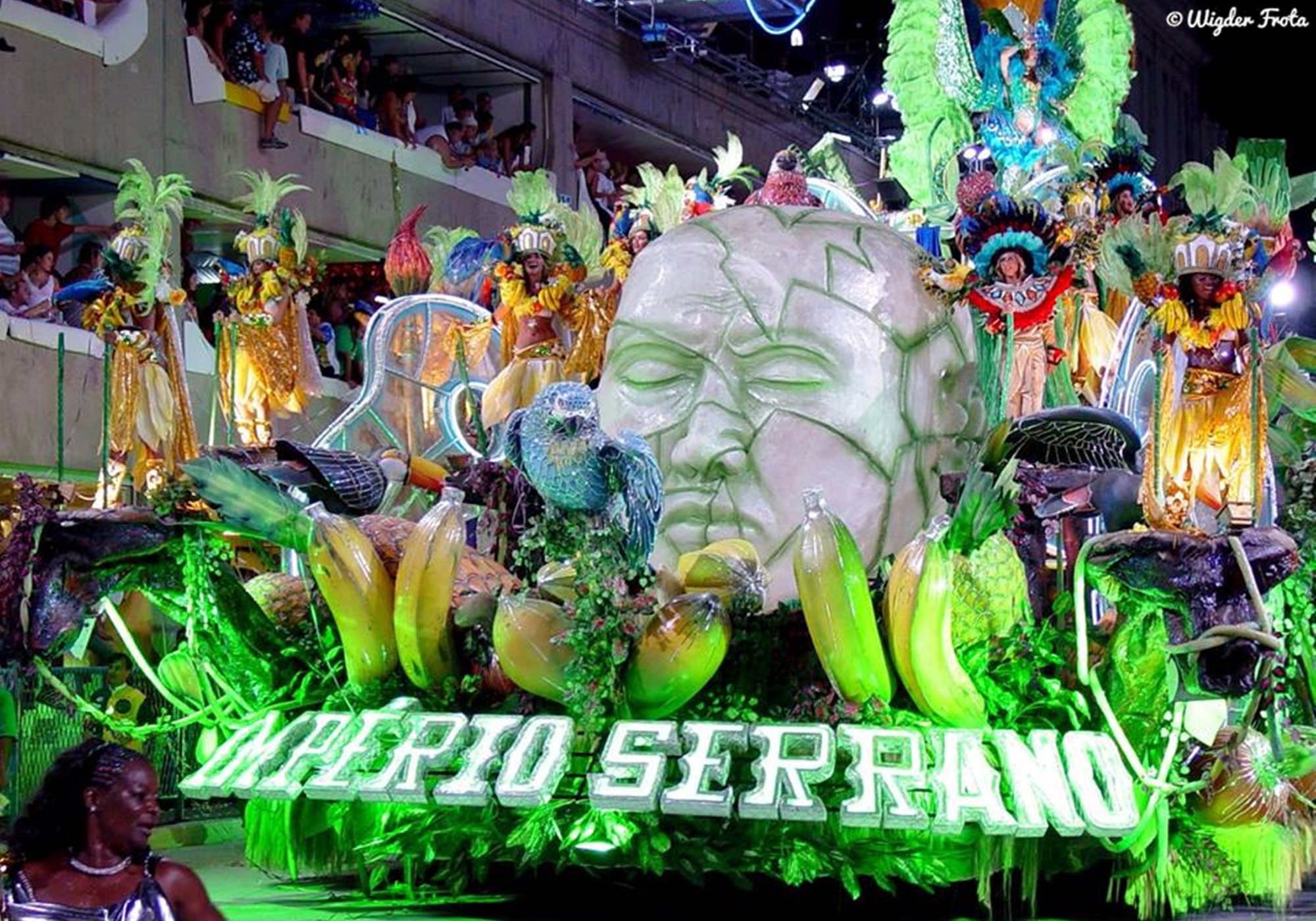
Desfile do Império no carnaval de 2004.

A 33.ª edição do Estandarte de Ouro foi realizada em 2004. O Império Serrano venceu a edição, recebendo o prêmio de melhor escola pela terceira vez em sua história. A agremiação reeditou o enredo "Aquarela Brasileira", de 1964, conquistando a nona colocação do Grupo Especial no carnaval de 2004. Pela primeira vez um samba-enredo reeditado (não inédito) recebeu o Estandarte de Ouro. "Aquarela Brasileira", composto por Silas de Oliveira para o carnaval de 1964, foi premiado. Segundo o júri do Estandarte, "o enredo foi muito bem desenvolvido a partir de um samba extraordinário, que espalhou beleza e empolgou os componentes e o público na Sapucaí [...] A bateria do Império foi a que melhor garantiu a evolução e a harmonia do canto entre todas as escolas. A escolha do samba de Silas de Oliveira teve como objetivo resgatar o papel do samba na escola, que é contar com clareza o enredo e embalar o carnaval. O prêmio de melhor intérprete ficou com Nêgo, que teve atuação considerada exemplar". A cerimônia de premiação foi realizada no dia 12 de março de 2004, na casa de shows Olimpo. O júri da edição foi formado por Abílio Fernandes, Adelzon Alves, Aloy Jupiara, Argeu Affonso (coordenador do júri), Carlos Lemos (presidente do júri), Fernando Pamplona, Haroldo Costa, Helena Theodoro, José Carlos Rêgo, Lygia Santos, Marcelo de Mello, Moacyr Luz e Roberto Moura.
Estatística:
- Império Serrano - 5 prêmios
- Mangueira - 3 prêmios
- Imperatriz e Unidos da Tijuca - 2 prêmios
- Salgueiro, Portela e União de Jacarepaguá - 1 prêmio

| Categorias              | Escolas              | Vencedores |
| ----------------------- | -------------------- | --- |
| Melhor Escola           | Império Serrano      | Império Serrano |
| Samba-enredo            | Império Serrano      | "Aquarela Brasileira" de Silas de Oliveira                                                                                                |
| Enredo                  | Unidos da Tijuca     | "O Sonho da Criação e a Criação do Sonho: A Arte da Ciência no Tempo do Impossível" de Paulo Barros                                       |
| Bateria                 | Império Serrano      | Mestre Átila Gomes |
| Intérprete              | Império Serrano      | Nêgo |
| Porta-bandeira          | Mangueira            | Giovanna Justo |
| Mestre-sala             | Salgueiro            | Ronaldinho |
| Comissão de Frente      | Mangueira            | Carlinhos de Jesus (Coreógrafo) |
| Ala                     | Imperatriz           | "Utopia" |
| Ala de Baianas          | Império Serrano      | Império Serrano |
| Passista Feminino       | Imperatriz           | Denise Nascimento |
| Passista Masculino      | Mangueira            | Matheus Olivério |
| Revelação               | Unidos da Tijuca     | Paulo Barros (Carnavalesco) |
| Personalidade           | Portela              | Dona Dodô (Ex-porta-bandeira, desfilou como madrinha de bateria da escola)                                                                |
| Samba-enredo do Grupo A | União de Jacarepaguá | "Rio de Janeiro - O Rio que o Mundo Inteiro Ama" de Luisinho Oliveira, Alexandre Valle, Serginho Mato Alto, Elio Sabino e Henrique Guerra |

## 2005

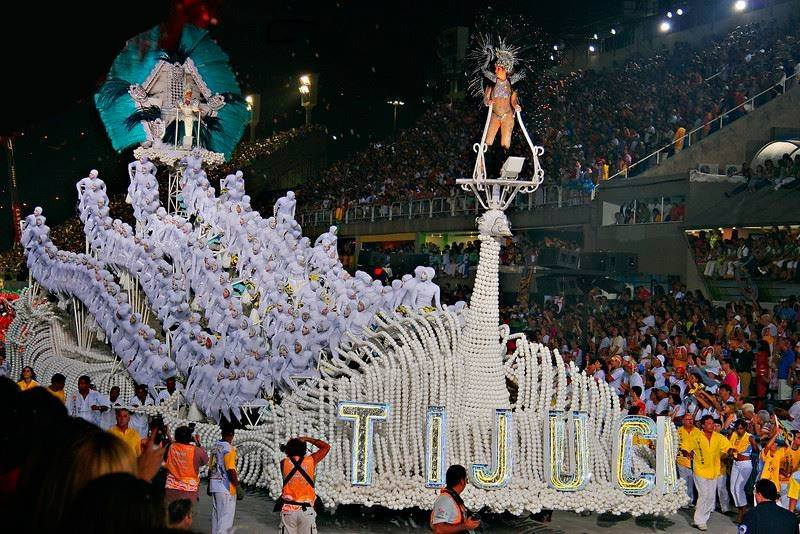
Desfile da Tijuca no carnaval de 2005.

A 34.ª edição do Estandarte de Ouro foi realizada em 2005. Pela primeira vez em sua história, a Unidos da Tijuca recebeu o prêmio de melhor escola do Grupo Especial. A agremiação foi a vice-campeã do carnaval de 2005 com um desfile sobre o imaginário humano. Segundo o júri do Estandarte, "Paulo Barros comprovou na avenida sua capacidade inventiva, fazendo um desfile compacto, embalado pela bateria animada" enquanto o intérprete Wantuir "cantou o samba de forma clara, permitindo que o público e os componentes da escola compreendessem bem o enredo". A cerimônia de premiação foi realizada no dia 18 de fevereiro de 2005, no Canecão. O júri da edição foi formado por Adelzon Alves, Aloy Jupiara, Argeu Affonso (presidente do júri), Carolina Figueira, Haroldo Costa, Helena Theodoro, Henrique Cazes, José Carlos Rêgo, Lygia Santos, Marcelo de Mello, Maria Augusta e Roberto Moura.
Estatística:
- Salgueiro, Beija-Flor e Unidos da Tijuca - 3 prêmios
- Cubango, Grande Rio, Mangueira, Portela, Porto da Pedra e Vila Isabel - 1 prêmio

| Categorias              | Escolas          | Vencedores |
| ----------------------- | ---------------- | --- |
| Melhor Escola           | Unidos da Tijuca | Unidos da Tijuca |
| Samba-enredo            | Beija-Flor       | "O Vento Corta as Terras dos Pampas. Em Nome do Pai, do Filho e do Espírito Guarani. Sete Povos na Fé e na Dor... Sete Missões de Amor" de J.C. Coelho, Ribeirinha, Adilson China, Serginho Sumaré, Domingos P.S., Sidnei de Pilares, Zequinha do Cavaco, Wanderley Novidade, Jorginho Moreira, Paulinho Rocha e Walnei Rocha |
| Enredo                  | Unidos da Tijuca | "Entrou por Um Lado, Saiu pelo Outro… E Quem Quiser que Invente Outro!" de Paulo Barros |
| Bateria                 | Grande Rio       | Mestre Odilon Costa |
| Intérprete              | Unidos da Tijuca | Wantuir |
| Porta-bandeira          | Beija-Flor       | Selminha Sorriso |
| Mestre-sala             | Beija-Flor       | Claudinho |
| Comissão de Frente      | Salgueiro        | Marcelo Misailidis (Coreógrafo) |
| Ala                     | Porto da Pedra   | "Alegria dos salões" |
| Ala de Baianas          | Salgueiro        | Salgueiro |
| Passista Feminino       | Vila Isabel      | Dandara Oliveira |
| Passista Masculino      | Salgueiro        | Carlinhos Coreógrafo |
| Revelação               | Portela          | Bruno Ribas (Intérprete) |
| Personalidade           | Mangueira        | Vó Lucíola, a moradora mais velha do Morro da Mangueira e parteira da comunidade, que saiu na comissão de frente da escola |
| Samba-enredo do Grupo A | Cubango          | "O Fruto da África de Todos os Deuses no Brasil de Fé. Candomblé" de Flavinho Machado, Rogerão, Gilberth de Castro, Rubinho e Carlinho da Penha |

## 2006

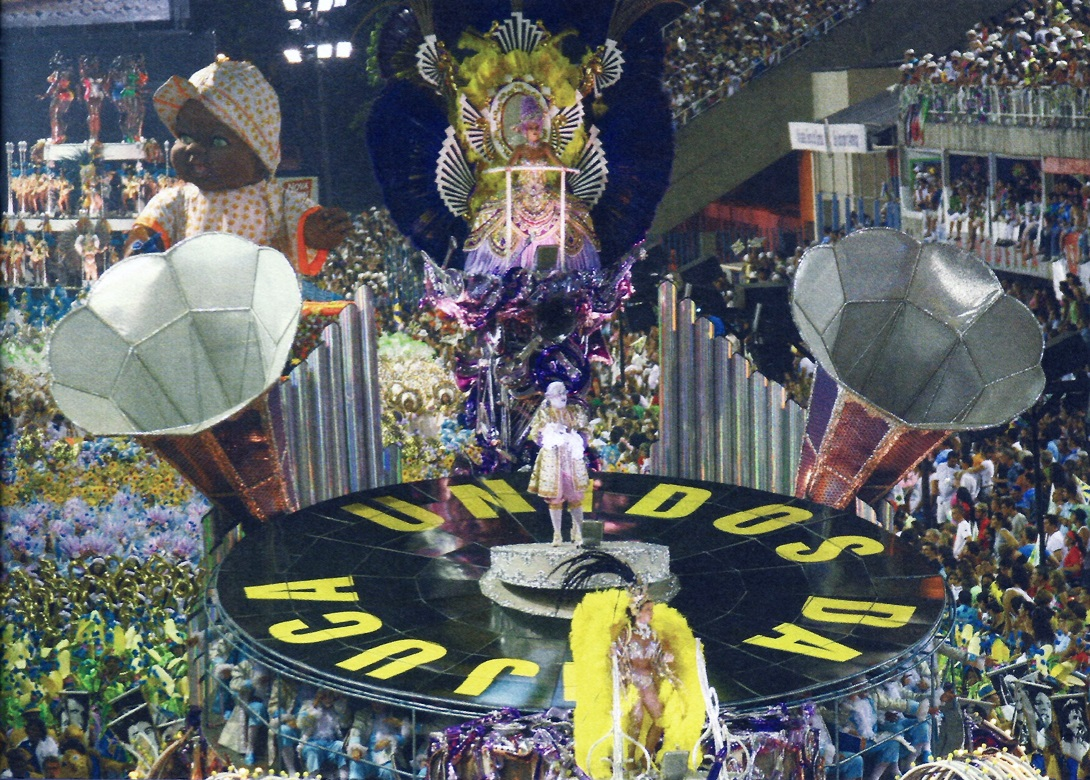
Desfile da Tijuca no carnaval de 2006.

A 35.ª edição do Estandarte de Ouro foi realizada em 2006. A partir desta edição, a premiação voltou a eleger a melhor escola da segunda divisão do carnaval. Foram entregues quatorze prêmios ao Grupo Especial (primeira divisão) e dois prêmios ao Grupo A (segunda divisão). A Unidos da Tijuca venceu a edição, recebendo o prêmio de melhor escola pela segunda vez em sua história. A agremiação foi a sexta colocada do Grupo Especial no carnaval de 2006 com um desfile sobre o som. Segundo o júri do Estandarte, "a originalidade, criatividade e alegria pontuaram a escolha da Unidos da Tijuca como a melhor escola". A cerimônia de premiação foi realizada no dia 10 de março de 2006, no Canecão. O júri da edição foi formado por Adelzon Alves, Aloy Jupiara, Argeu Affonso (presidente do júri), Aydano André Motta, Dorina, Haroldo Costa, Helena Theodoro, Henrique Cazes, Lygia Santos, Marcelo de Mello, Marceu Vieira, Maria Augusta e Ricardo Almeida.
Estatística:
- Unidos da Tijuca - 3 prêmios
- Beija-Flor e Império Serrano - 2 prêmios
- Salgueiro, Arranco, Mangueira, Imperatriz, Mocidade, Portela, São Clemente, Porto da Pedra e Viradouro - 1 prêmio

| Categorias               | Escolas          | Vencedores                                                                                    |
| ------------------------ | ---------------- | --------------------------------------------------------------------------------------------- |
| Melhor Escola            | Unidos da Tijuca | Unidos da Tijuca                                                                              |
| Samba-enredo             | Império Serrano  | "O Império do Divino" de Aluízio Machado, Arlindo Cruz, Carlos Senna, Elmo Caetano e Maurição |
| Enredo                   | Salgueiro        | "Microcosmos: O que os Olhos não Vêem, o Coração Sente" de Renato Lage e Márcia Lage          |
| Bateria                  | Unidos da Tijuca | Mestre Celinho                                                                                |
| Intérprete               | Império Serrano  | Nêgo                                                                                          |
| Porta-bandeira           | Unidos da Tijuca | Lucinha Nobre                                                                                 |
| Mestre-sala              | Beija-Flor       | Claudinho                                                                                     |
| Comissão de Frente       | Imperatriz       | Fábio de Mello (Coreógrafo)                                                                   |
| Ala                      | Beija-Flor       | Ala das Baianinhas                                                                            |
| Ala de Baianas           | Mocidade         | Mocidade                                                                                      |
| Passista Feminino        | Porto da Pedra   | Elisângela                                                                                    |
| Passista Masculino       | Viradouro        | Marivaldo, o Baiano                                                                           |
| Revelação                | Portela          | Mestre Nilo Sérgio (Diretor de bateria)                                                       |
| Personalidade            | Mangueira        | Max Lopes (Carnavalesco)                                                                      |
| Melhor Escola do Grupo A | São Clemente     | São Clemente                                                                                  |
| Samba-enredo do Grupo A  | Arranco          | "Gueledés, o Retrato da Alma" de Sylvio Paulo, Juan Espanhol, Fernando, Bola e Bira Só Pagode |

## 2007

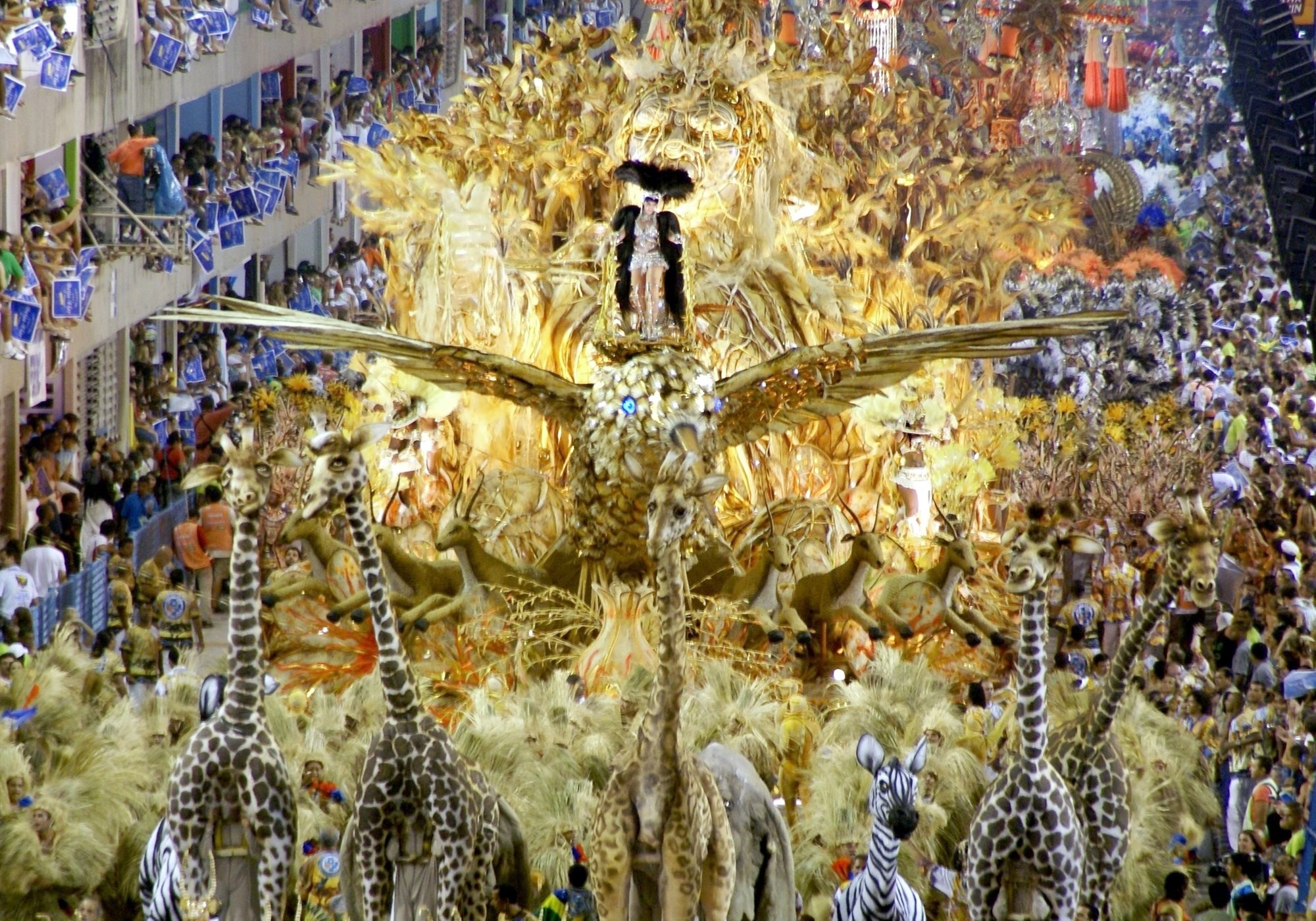
Desfile da Beija-Flor no carnaval de 2007.

A 36.ª edição do Estandarte de Ouro foi realizada em 2007. A Beija-Flor venceu a edição, recebendo o prêmio de melhor escola pela quinta vez em sua história. A agremiação foi a campeã do Grupo Especial no carnaval de 2007 com um desfile sobre o continente africano. Segundo o júri do Estandarte, a Beija-Flor "fez um desfile emocionante e, sobretudo, didático, de fácil leitura. As alas e alegorias apontavam com clareza todo o desenvolvimento do tema, num desfile competente e historicamente correto. A participação dos integrantes da escola contribuiu para o brilhantismo da apresentação. A harmonia estava impecável, bem como o equilíbrio do canto com a bateria". A cerimônia de premiação foi realizada no dia 2 de março de 2007, no Canecão. O júri da edição foi formado por Adelzon Alves, Aloy Jupiara, Argeu Affonso (presidente do júri), Cesar Tartaglia, Dorina, Felipe Ferreira, Haroldo Costa, Helena Theodoro, João Pimentel, Lygia Santos, Marcelo de Mello, Maria Augusta e Ronaldo Sanches.
Estatística:
- Unidos da Tijuca - 3 prêmios
- Salgueiro, Beija-Flor, Império da Tijuca, Império Serrano e Portela - 2 prêmios
- Mangueira, Imperatriz e Vila Isabel - 1 prêmio

| Categorias               | Escolas           | Vencedores                                                                                                 |
| ------------------------ | ----------------- | --- |
| Melhor Escola            | Beija-Flor        | Beija-Flor                                                                                                 |
| Samba-enredo             | Beija-Flor        | "Áfricas - Do Berço Real à Corte Brasiliana" de Cláudio Russo, J. Veloso, Carlinhos do Detran e Gilson Dr. |
| Enredo                   | Unidos da Tijuca  | "De Lambida em Lambida, a Tijuca Dá Um Click na Avenida" de Lane Santana e Luiz Carlos Bruno               |
| Bateria                  | Império Serrano   | Mestre Átila Gomes                                                                                         |
| Intérprete               | Unidos da Tijuca  | Wantuir |
| Porta-bandeira           | Unidos da Tijuca  | Lucinha Nobre                                                                                              |
| Mestre-sala              | Vila Isabel       | Raphael Rodrigues                                                                                          |
| Comissão de Frente       | Mangueira         | Carlinhos de Jesus (Coreógrafo)                                                                            |
| Ala                      | Imperatriz        | "Bloco do Bacalhau do Batata"                                                                              |
| Ala de Baianas           | Salgueiro         | Salgueiro                                                                                                  |
| Passista Feminino        | Salgueiro         | Danusa Regina                                                                                              |
| Passista Masculino       | Portela           | Ruanderson Santos                                                                                          |
| Revelação                | Portela           | Alessandra Bessa (Primeira porta-bandeira)                                                                 |
| Personalidade            | Império Serrano   | Sebastião Molequinho (Compositor, presidente de honra, ex-presidente e fundador da escola)                 |
| Melhor Escola do Grupo A | Império da Tijuca | Império da Tijuca                                                                                          |
| Samba-enredo do Grupo A  | Império da Tijuca | "O Intrépido Santo Guerreiro" de Bola                                                                      |

## 2008

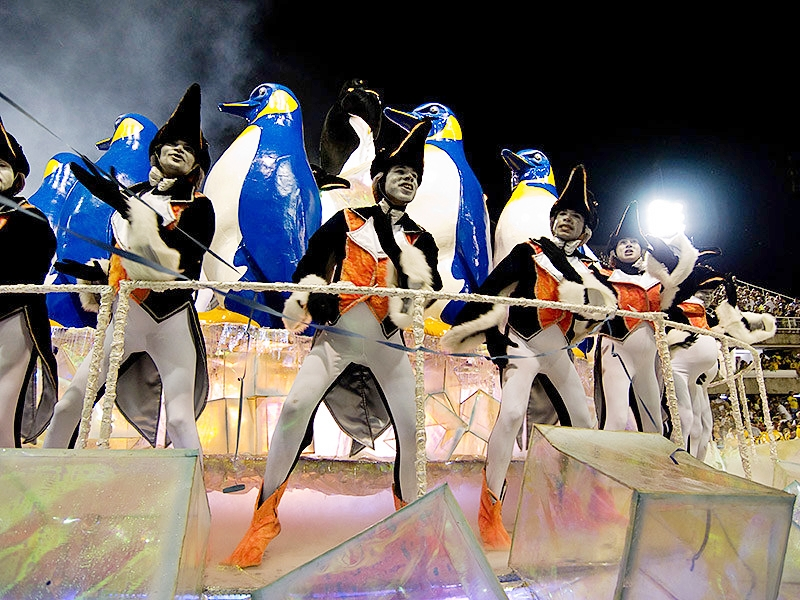
Desfile da Tijuca no carnaval de 2008.

A 37.ª edição do Estandarte de Ouro foi realizada em 2008. A Unidos da Tijuca venceu a edição, recebendo o prêmio de melhor escola pela terceira vez em sua história. A agremiação foi a quinta colocada do Grupo Especial no carnaval de 2008, com um desfile sobre coleções. Segundo o júri do Estandarte, "a beleza da Unidos da Tijuca e a empolgação dos seus integrantes levaram a escola a arrebatar o público na Sapucaí, transformando a avenida num imenso espaço cultural". Mestre Louro recebeu seu nono prêmio, se mantendo, até então, como a pessoa mais premiada pelo Estandarte de Ouro. Este viria a ser o último prêmio do diretor de bateria, que faleceu logo após o carnaval, em março de 2008. A cerimônia de premiação foi realizada no dia 15 de fevereiro de 2008, no Canecão. O júri da edição foi formado por Argeu Affonso (presidente do júri), Adelzon Alves, Aloy Jupiara, Bernardo Araújo, Dorina, Felipe Ferreira, Haroldo Costa, Helena Theodoro, Letícia Helena, Luís Filipe de Lima, Lygia Santos, Marcelo de Mello, Marcelo Guedes e Maria Augusta.
Estatística:
- Mocidade - 5 prêmios
- Imperatriz - 3 prêmios
- Salgueiro e Porto da Pedra - 2 prêmios
- Cubango, Império Serrano, Portela e Unidos da Tijuca - 1 prêmio

| Categorias               | Escolas                 | Vencedores |
| ------------------------ | ----------------------- | --- |
| Melhor Escola            | Unidos da Tijuca        | Unidos da Tijuca |
| Samba-enredo             | Imperatriz              | "João e Marias" de Carlos Kind, Di Andrade, Jorge Arthur, Josimar e Valtenci                                                 |
| Enredo                   | Imperatriz              | "João e Marias" de Rosa Magalhães                                                                                            |
| Bateria                  | Acadêmicos do Salgueiro | Mestre Marcão |
| Intérprete               | Mocidade                | Bruno Ribas |
| Porta-bandeira           | Porto da Pedra          | Ana Paula |
| Mestre-sala              | Mocidade                | Rogerinho Dornelles |
| Comissão de Frente       | Mocidade                | Fábio de Mello (Coreógrafo)                                                                                                  |
| Ala                      | Salgueiro               | "A Era do Rádio" |
| Ala de Baianas           | Mocidade                | Mocidade |
| Passista Feminino        | Portela                 | Ana Paula |
| Passista Masculino       | Mocidade                | Evandro |
| Revelação                | Imperatriz              | Mestre Marcone (Diretor de bateria)                                                                                          |
| Personalidade            | Porto da Pedra          | Mestre Louro (Diretor de bateria)                                                                                            |
| Melhor Escola do Grupo A | Império Serrano         | Império Serrano |
| Samba-enredo do Grupo A  | Acadêmicos do Cubango   | "Mercedes Batista, de Passo a Passo, um Passo" de Diego Nicolau, Arthur Bernardes, Sardinha, Jr. Duarte e Carlinhos da Penha |

## 2009

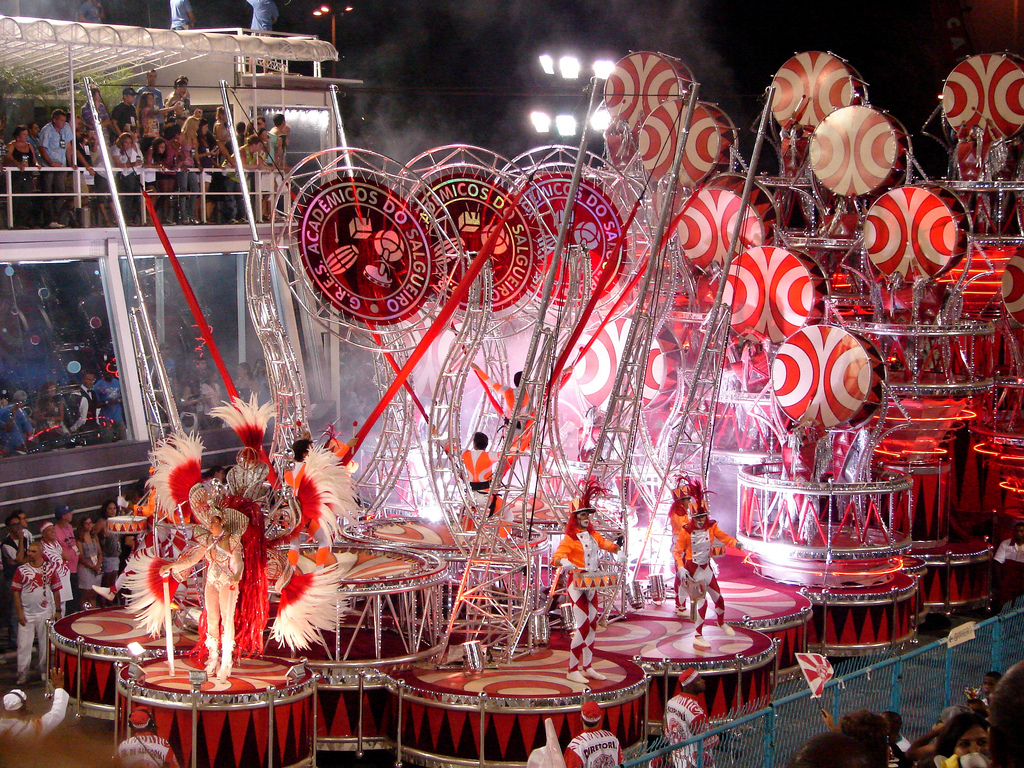
Desfile do Salgueiro no carnaval de 2009.

A 38.ª edição do Estandarte de Ouro foi realizada em 2009. O Salgueiro venceu a edição, recebendo o prêmio de melhor escola pela sexta vez em sua história. A agremiação foi a campeã do Grupo Especial no carnaval de 2009 com um desfile sobre o tambor. Segundo o júri do Estandarte, "os componentes se identificaram com o tema e desfilaram com grande empolgação. A bateria fez uma grande apresentação, assim como a comissão de frente [...] Em resumo, um enredo completo, bem encadeado, terminando com a própria bateria do Salgueiro". Selminha Sorriso recebeu seu sexto Estandarte de Ouro, se tornando a porta-bandeira mais premiada da categoria, ultrapassando Neide da Mangueira e Rita Freitas, ambas com cinco prêmios. A cerimônia de premiação foi realizada no dia 6 de março de 2009, no Canecão. O júri da edição foi formado por Argeu Affonso (presidente do júri), Adelzon Alves, Aloy Jupiara, Dorina, Felipe Ferreira, Haroldo Costa, Helena Theodoro, Luís Filipe de Lima, Lygia Santos, Marcelo de Mello, Maria Augusta, Paulo Marqueiro e Eduardo Gomes da Silva.
Estatística:
- Império Serrano e Vila Isabel - 3 prêmios
- Salgueiro e Beija-Flor - 2 prêmios
- Mangueira, Estácio de Sá, Imperatriz, Inocentes, Unidos da Tijuca e Porto da Pedra - 1 prêmio

| Categorias               | Escolas                   | Vencedores |
| ------------------------ | ------------------------- | --- |
| Melhor Escola            | Salgueiro                 | Salgueiro |
| Samba-enredo             | Mangueira                 | "A Mangueira Traz os Brasis do Brasil Mostrando a Formação do Povo Brasileiro" de Gilson Bernini, Gustavo Clarão, Jr. Fionda e Lequinho                                                   |
| Enredo                   | Salgueiro                 | "Tambor" de Renato Lage |
| Bateria                  | Império Serrano           | Mestre Átila Gomes |
| Intérprete               | Beija-Flor                | Neguinho da Beija-Flor |
| Porta-bandeira           | Beija-Flor                | Selminha Sorriso |
| Mestre-sala              | Vila Isabel               | Julinho Nascimento |
| Comissão de Frente       | Vila Isabel               | Marcelo Misailidis (Coreógrafo) |
| Ala                      | Imperatriz                | "Os Pimpolhos Se Divertem" |
| Ala de Baianas           | Império Serrano           | Império Serrano |
| Passista Feminino        | Porto da Pedra            | Fernanda Cristina |
| Passista Masculino       | Unidos da Tijuca          | Pelezinho |
| Revelação                | Império Serrano           | Jaqueline Gomes (Primeira porta-bandeira) |
| Personalidade            | Vila Isabel               | Mercedes Baptista (Bailarina homenageada no desfile da escola) |
| Melhor Escola do Grupo A | Estácio de Sá             | Estácio de Sá |
| Samba-enredo do Grupo A  | Inocentes de Belford Roxo | "Do Rio Grande do Sul ao Rio de Janeiro, a Inocentes Canta Brizola, a Voz do Povo Brasileiro" de Billy County, Ediespuma, Abilio Mestre-Sala, Licinho Jr., Marcelinho Santos e Alex Bahia |

## 2010

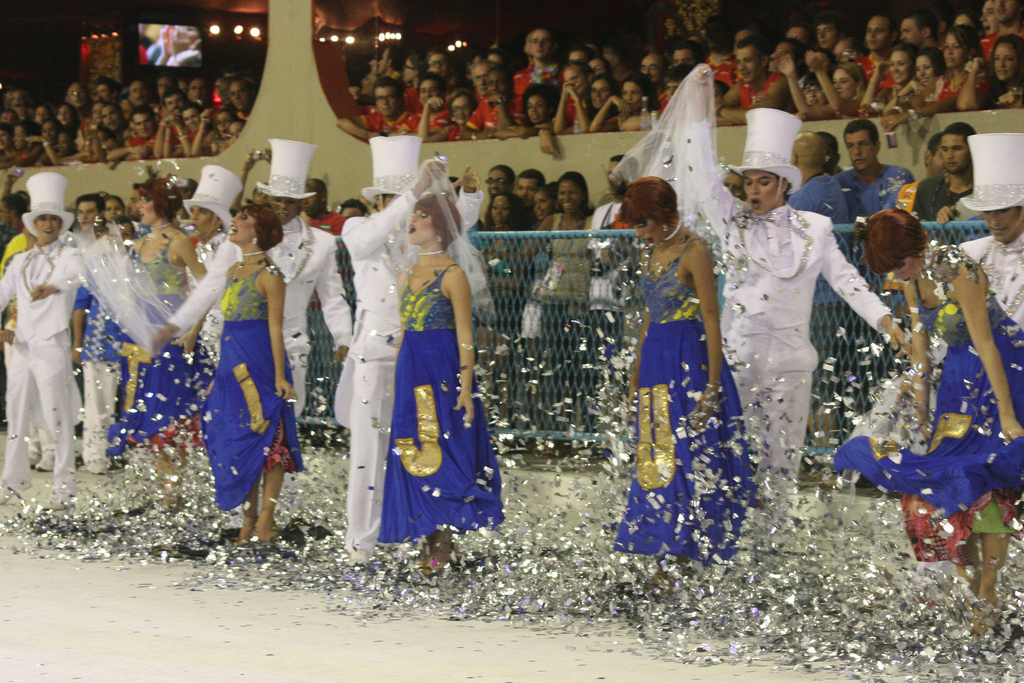
Desfile da Tijuca no carnaval de 2010.

A 39.ª edição do Estandarte de Ouro foi realizada em 2010. A Unidos da Tijuca venceu a edição, recebendo o prêmio de melhor escola pela quarta vez em sua história. A agremiação foi a campeã do Grupo Especial no carnaval de 2010 com um desfile sobre segredos e mistérios da humanidade. Segundo o júri do Estandarte, "a agremiação apresentou boa evolução, harmonia competente e um samba-enredo que funcionou ao ser cantado com muita garra pelos componentes [...] Paulo Barros e Unidos da Tijuca acertaram a mão, criando momentos inesquecíveis". A cerimônia de premiação foi realizada no dia 26 de fevereiro de 2010, no Canecão. O júri da edição foi formado por Argeu Affonso (presidente do júri), Adelzon Alves, Aloy Jupiara, Dorina, Felipe Ferreira, Gustavo Gasparani, Haroldo Costa, Helena Theodoro, Lucila de Beaurepaire, Luís Filipe de Lima, Lygia Santos, Marcelo de Mello, Maria Augusta e Fábio França.
Estatística:
- Vila Isabel - 4 prêmios
- Salgueiro e Unidos da Tijuca - 2 prêmios
- Beija-Flor, Mangueira, Estácio de Sá, Imperatriz, Império da Tijuca, Mocidade, Portela e União da Ilha - 1 prêmio

| Categorias               | Escolas           | Vencedores |
| ------------------------ | ----------------- | --- |
| Melhor Escola            | Unidos da Tijuca  | Unidos da Tijuca                                                                                                 |
| Samba-enredo             | Imperatriz        | "Brasil de Todos os Deuses" de Flavinho, Gil Branco, Guga, Jeferson Lima e Me Leva                               |
| Enredo                   | Vila Isabel       | "Noel: A Presença do Poeta da Vila" de Alex de Souza, Alex Varela e Martinho da Vila                             |
| Bateria                  | Portela           | Mestre Nilo Sérgio                                                                                               |
| Intérprete               | União da Ilha     | Ito Melodia |
| Porta-bandeira           | Vila Isabel       | Rute Alves |
| Mestre-sala              | Vila Isabel       | Julinho Nascimento                                                                                               |
| Comissão de Frente       | Unidos da Tijuca  | Priscilla Mota e Rodrigo Negri (Coreógrafos)                                                                     |
| Ala                      | Vila Isabel       | "Bloco Faz Vergonha"                                                                                             |
| Ala de Baianas           | Salgueiro         | Salgueiro |
| Passista Feminino        | Mocidade          | Tina Bombom |
| Passista Masculino       | Mangueira         | Fábio |
| Revelação                | Salgueiro         | Daniel Jofre (Segundo mestre-sala)                                                                               |
| Personalidade            | Beija-Flor        | Tia Nadir (Uma das fundadoras da escola)                                                                         |
| Melhor Escola do Grupo A | Estácio de Sá     | Estácio de Sá |
| Samba-enredo do Grupo A  | Império da Tijuca | "Suprema Jinga - Senhora do Trono Brazngola" de Márcio André, Djalma Falcão, Ito Melodia, Grassano e Jota Karlos |

## 2011

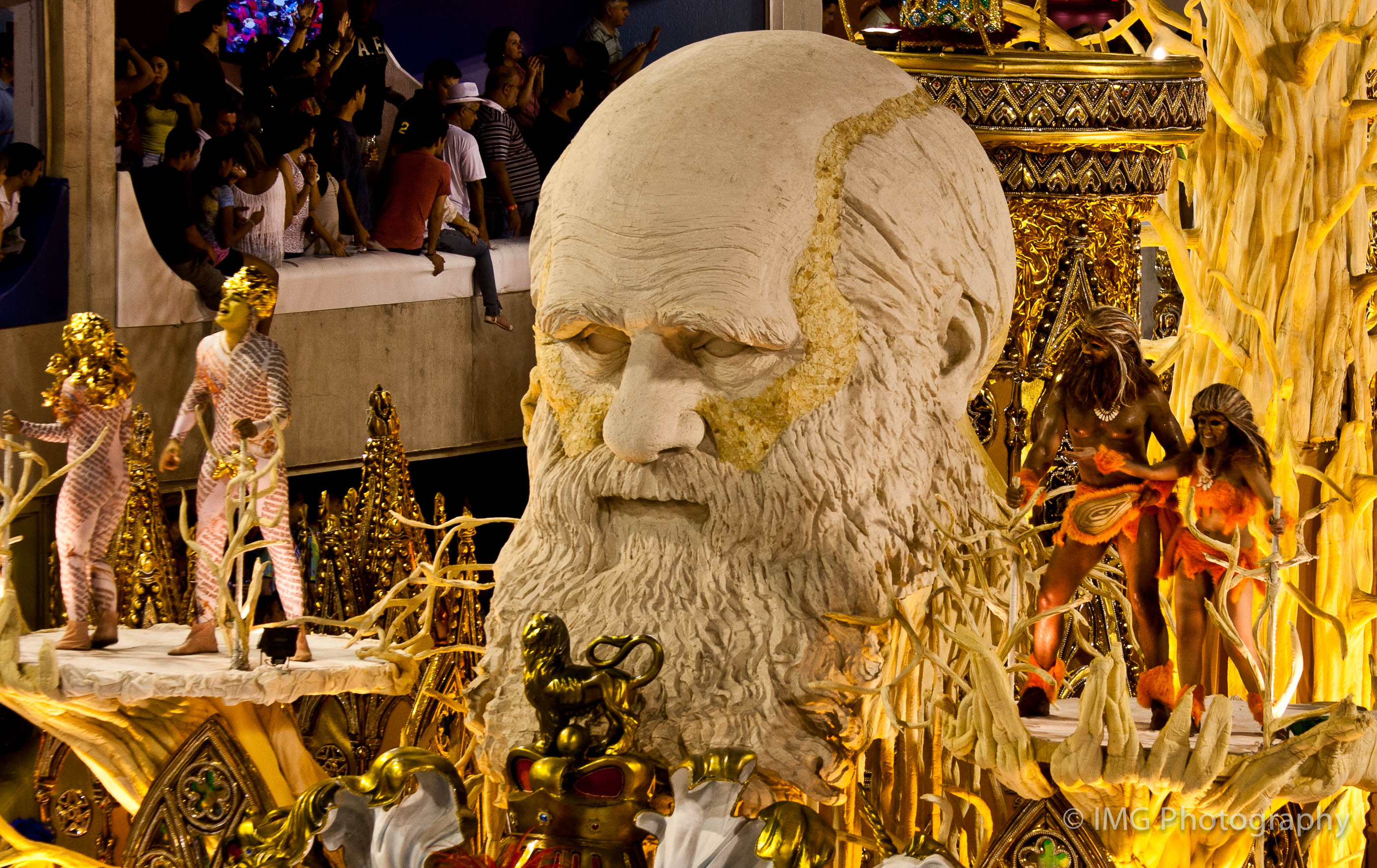
Desfile da União da Ilha no carnaval de 2011.

A 40.ª edição do Estandarte de Ouro foi realizada em 2011. A União da Ilha do Governador venceu a edição, recebendo o prêmio de melhor escola pela segunda vez em sua história. A agremiação fez um desfile sobre a Teoria da Evolução das Espécies, de Charles Darwin. A escola não foi julgada no carnaval de 2011 por causa de um incêndio que atingiu seu barracão (junto com os barracões de Portela e Grande Rio) cerca de um mês antes dos desfiles. Segundo o júri do Estandarte, a União da Ilha "traduziu com facilidade e beleza a Teoria de Darwin [...] com um desfile leve, colorido e romântico, que emocionou o público da Sapucaí". A cerimônia de premiação foi realizada no dia 19 de março de 2011, no Vivo Rio. O júri da edição foi formado por Adelzon Alves, Argeu Affonso (presidente do júri), Aloy Jupiara, Dorina, Felipe Ferreira, Gustavo Gasparani, Haroldo Costa, Helena Theodoro, José Carlos Marraffa Junior, Lucila de Beaurepaire, Luís Filipe de Lima, Lygia Santos, Marcelo de Mello e Maria Augusta.
Estatística:
- Mangueira e União da Ilha - 3 prêmios
- Imperatriz - 2 prêmios
- Salgueiro, Beija-Flor, Império da Tijuca, Império Serrano, Mocidade, São Clemente, Unidos da Tijuca e Vila Isabel - 1 prêmio

| Categorias               | Escolas           | Vencedores |
| ------------------------ | ----------------- | --- |
| Melhor Escola            | União da Ilha     | União da Ilha                                                                                                 |
| Samba-enredo             | Imperatriz        | "Imperatriz Adverte: Sambar Faz Bem à Saúde!" de Drummond, Flavinho, Gil Branco, Me leva e Tião Pinheiro      |
| Enredo                   | União da Ilha     | "O Mistério da Vida" de Alex de Souza                                                                         |
| Bateria                  | Mangueira         | Mestre Aílton Nunes                                                                                           |
| Intérprete               | União da Ilha     | Ito Melodia                                                                                                   |
| Porta-bandeira           | Unidos da Tijuca  | Giovanna Justo                                                                                                |
| Mestre-sala              | Vila Isabel       | Julinho Nascimento                                                                                            |
| Comissão de Frente       | Mangueira         | Jaime Arôxa (Coreógrafo)                                                                                      |
| Ala                      | Salgueiro         | "Zé Carioca"                                                                                                  |
| Ala de Baianas           | Imperatriz        | Imperatriz |
| Passista Feminino        | Mocidade          | Vânia Vulcão                                                                                                  |
| Passista Masculino       | Beija-Flor        | Anderson |
| Revelação                | São Clemente      | Igor Sorriso (Intérprete)                                                                                     |
| Personalidade            | Mangueira         | Beth Carvalho                                                                                                 |
| Melhor Escola do Grupo A | Império da Tijuca | Império da Tijuca                                                                                             |
| Samba-enredo do Grupo A  | Império Serrano   | "A Benção, Vinícius" de Aluízio Machado, Henrique Hoffmann, Paulinho Valença, Popeye, Victor Alves e Zé Paulo |

## 2012

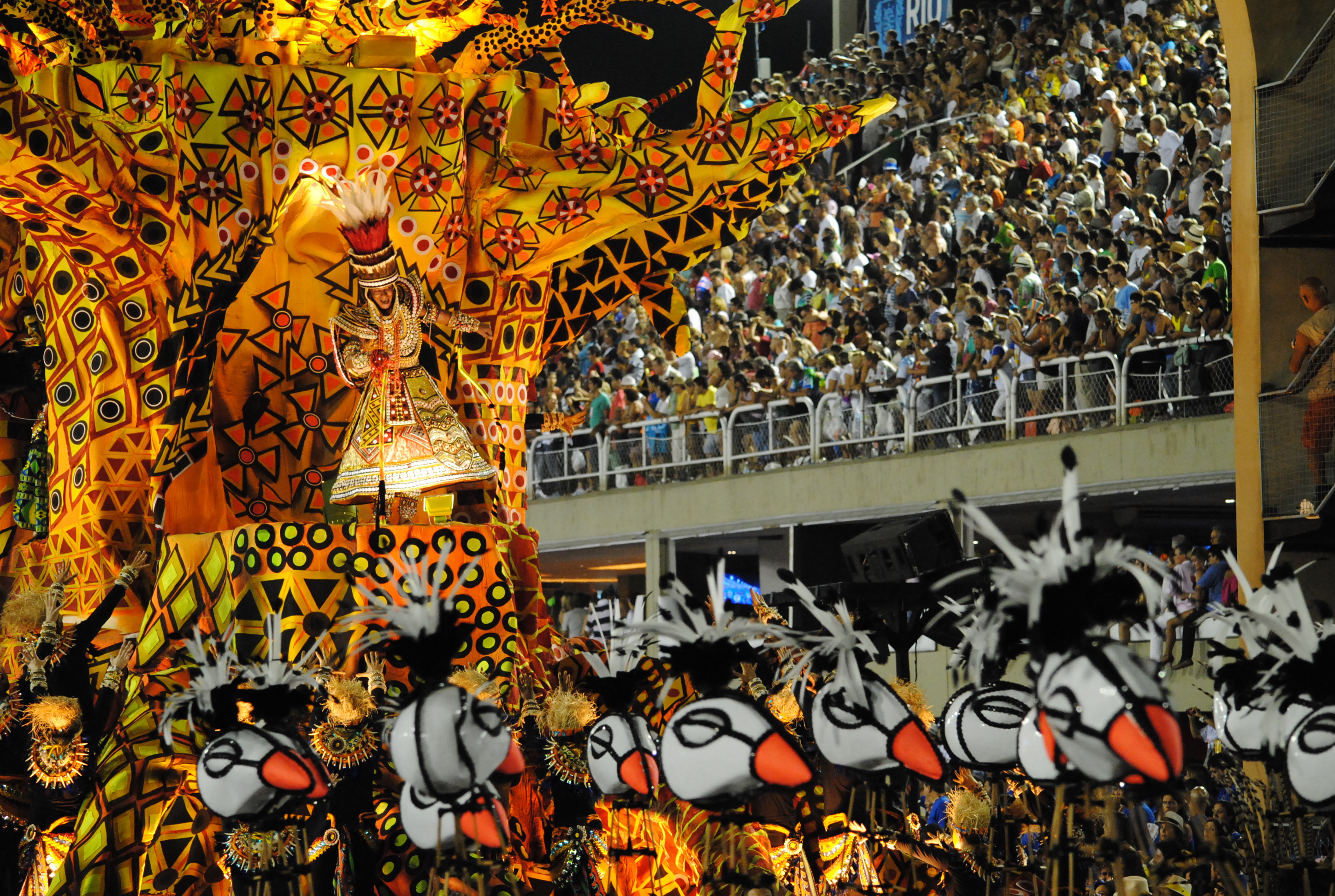
Desfile da Vila Isabel no carnaval de 2012.

A 41.ª edição do Estandarte de Ouro foi realizada em 2012. A Vila Isabel venceu a edição, recebendo o prêmio de melhor escola pela terceira vez em sua história. A agremiação foi a terceira colocada do Grupo Especial no carnaval de 2012 com um desfile sobre a Angola. Segundo o júri do Estandarte, a Vila "fez um desfile emocionante. Além da beleza de suas alegorias, fantasias e adereços, encantou pela qualidade do samba e pela empolgação dos componentes". A Vila recebeu seis Estandartes, igualando o recorde de Portela (em 1979), Império Serrano (em 1982) e Mangueira (em 1990) de mais prêmios recebidos numa mesma edição. Aos 104 anos de idade, o arquiteto responsável pelo Sambódromo, Oscar Niemeyer recebeu o Prêmio Especial do Estandarte, entregue em apenas outras três ocasiões (Para Silas de Oliveira, Fernando Pinto e Joãosinho Trinta). No carnaval de 2012, o Sambódromo foi reinaugurado após uma reforma para aumento de sua capacidade, seguindo o projeto original de Niemeyer. A cerimônia de premiação foi realizada no dia 3 de março de 2012, no Vivo Rio. O júri da edição foi formado por Adelzon Alves, Argeu Affonso, Aloy Jupiara, Carlinhos de Jesus, Dorina, Felipe Ferreira, Haroldo Costa, Isabela Capeto, Luís Filipe de Lima, Lygia Santos e Marcelo de Mello.
Estatística:
- Vila Isabel - 6 prêmios
- Portela - 5 prêmios
- Império Serrano - 2 prêmios
- Imperatriz, União da Ilha e Unidos da Tijuca - 1 prêmio

| Categorias               | Escolas                                                                          | Vencedores |
| ------------------------ | -------------------------------------------------------------------------------- | --- |
| Melhor Escola            | Vila Isabel                                                                      | Vila Isabel |
| Samba-enredo             | Portela                                                                          | "...E o Povo na Rua Cantando... É Feito Uma Reza, Um Ritual..." de Luiz Carlos Máximo, Naldo, Toninho Nascimento e Wanderley Monteiro |
| Enredo                   | Vila Isabel                                                                      | "Você Semba Lá... Que Eu Sambo Cá! O Canto Livre de Angola" de Rosa Magalhães e Alex Varela                                           |
| Bateria                  | Portela                                                                          | Mestre Nilo Sérgio |
| Intérprete               | Portela                                                                          | Gilsinho |
| Porta-bandeira           | Vila Isabel                                                                      | Rute Alves |
| Mestre-sala              | Vila Isabel                                                                      | Julinho Nascimento |
| Comissão de Frente       | União da Ilha                                                                    | Sérgio Lobato (Coreógrafo) |
| Ala                      | Unidos da Tijuca                                                                 | "Bonecos de Barro" |
| Ala de Baianas           | Vila Isabel                                                                      | Vila Isabel |
| Passista Feminino        | Portela                                                                          | Nilce Fran |
| Passista Masculino       | Portela                                                                          | Valci Pelé |
| Revelação                | Imperatriz                                                                       | Mestre Noca (Diretor de bateria) |
| Personalidade            | Vila Isabel                                                                      | Rosa Magalhães (Carnavalesca) |
| Melhor Escola do Grupo A | Império Serrano                                                                  | Império Serrano |
| Samba-enredo do Grupo A  | Império Serrano                                                                  | "Dona Ivone Lara: O Enredo do Meu Samba" de Arlindo Cruz, Arlindo Neto e Tico do Império                                              |
| Prêmio Especial          | Oscar Niemeyer (Arquiteto, autor do projeto do Sambódromo da Marquês de Sapucaí) | Oscar Niemeyer (Arquiteto, autor do projeto do Sambódromo da Marquês de Sapucaí)                                                      |

## 2013

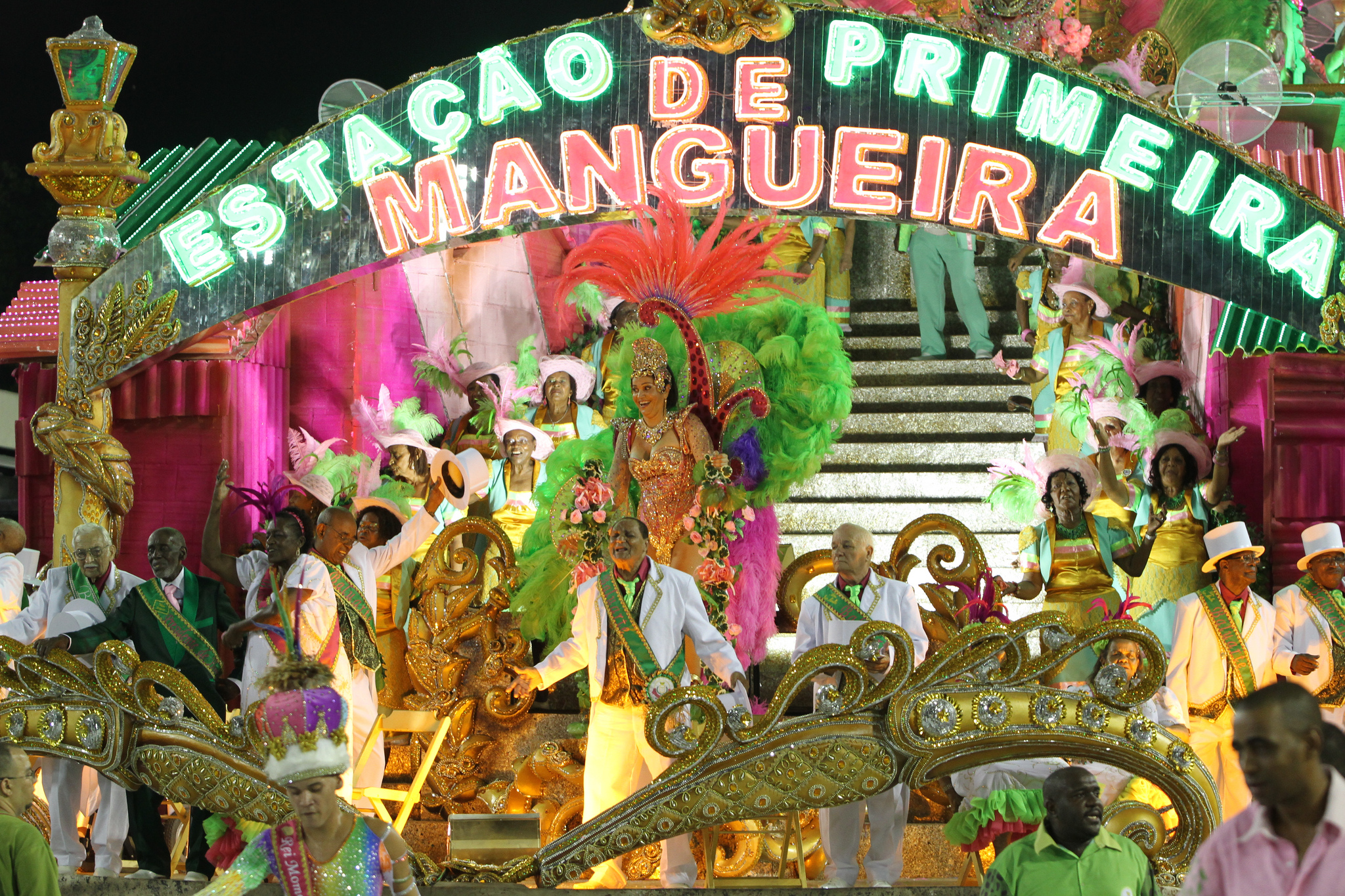
Desfile da Mangueira no carnaval de 2013.

A 42.ª edição do Estandarte de Ouro foi realizada em 2013. A Mangueira venceu a edição, recebendo o prêmio de melhor escola pela sexta vez em sua história. A agremiação fez um desfile sobre Cuiabá. A escola se apresentou com duas baterias e ultrapassou o tempo limite de desfile, sendo penalizada e se classificando na oitava colocação do Grupo Especial no carnaval de 2013. Segundo o júri do Estandarte, "não houve problemas de cronometragem ou falhas que pudessem atrapalhar a comunicação entre o público e a Mangueira, que sacudiu a Sapucaí na noite de segunda-feira com um carnaval empolgante". Os jurados ainda destacaram "a beleza da verde e rosa, que vestiu suas alas de ponta a ponta com as cores da agremiação". Também chamaram a atenção para "o bom desempenho da comissão de frente e para a qualidade do samba apresentado". A cerimônia de premiação foi realizada no dia 27 de fevereiro de 2013, no Vivo Rio. O júri da edição foi formado por Argeu Affonso (presidente do júri), Aloy Jupiara, Felipe Ferreira, Haroldo Costa, Isabela Capeto, Leonardo Bruno, Luiz Antônio Simas, Luís Filipe de Lima, Lygia Santos, Maria Augusta e Marcelo de Mello.
Estatística:
- Mangueira - 4 prêmios
- Salgueiro, Imperatriz e Vila Isabel - 2 prêmios
- Beija-Flor, Império da Tijuca, Império Serrano, Portela, São Clemente e União da Ilha - 1 prêmio

| Categorias               | Escolas                          | Vencedores |
| ------------------------ | -------------------------------- | --- |
| Melhor Escola            | Mangueira                        | Mangueira |
| Samba-enredo             | Vila Isabel                      | "A Vila Canta o Brasil, Celeiro do Mundo - Água no Feijão que Chegou Mais Um" de Martinho da Vila, Arlindo Cruz, André Diniz, Tunico da Vila e Leonel |
| Enredo                   | Salgueiro                        | "Fama" de Renato Lage e Márcia Lage |
| Bateria                  | Portela                          | Mestre Nilo Sérgio |
| Intérprete               | Beija-Flor                       | Neguinho da Beija-Flor |
| Porta-bandeira           | Mangueira                        | Marcella Alves |
| Mestre-sala              | Imperatriz                       | Phelipe Lemos |
| Comissão de Frente       | Salgueiro                        | Hélio Bejani (Coreógrafo) |
| Ala                      | União da Ilha                    | "Meninos da Ilha" |
| Ala de Baianas           | Mangueira                        | Mangueira |
| Passista Feminino        | Vila Isabel                      | Kelly Amaral |
| Passista Masculino       | São Clemente                     | Bruno Guilherme |
| Revelação                | Mangueira                        | Matheus Freitas (Terceiro mestre-sala) |
| Personalidade            | Imperatriz                       | Zé Katimba (Fundador e compositor da Imperatriz) |
| Melhor Escola da Série A | Império Serrano                  | Império Serrano |
| Samba-enredo da Série A  | Império da Tijuca                | "Negra, Pérola Mulher" de Samir Trindade, Serginho Aguiar, Alexandre Moreira, Araújo e Walace Menor                                                   |
| Prêmio Especial          | Fernando Pamplona (Carnavalesco) | Fernando Pamplona (Carnavalesco) |

## 2014

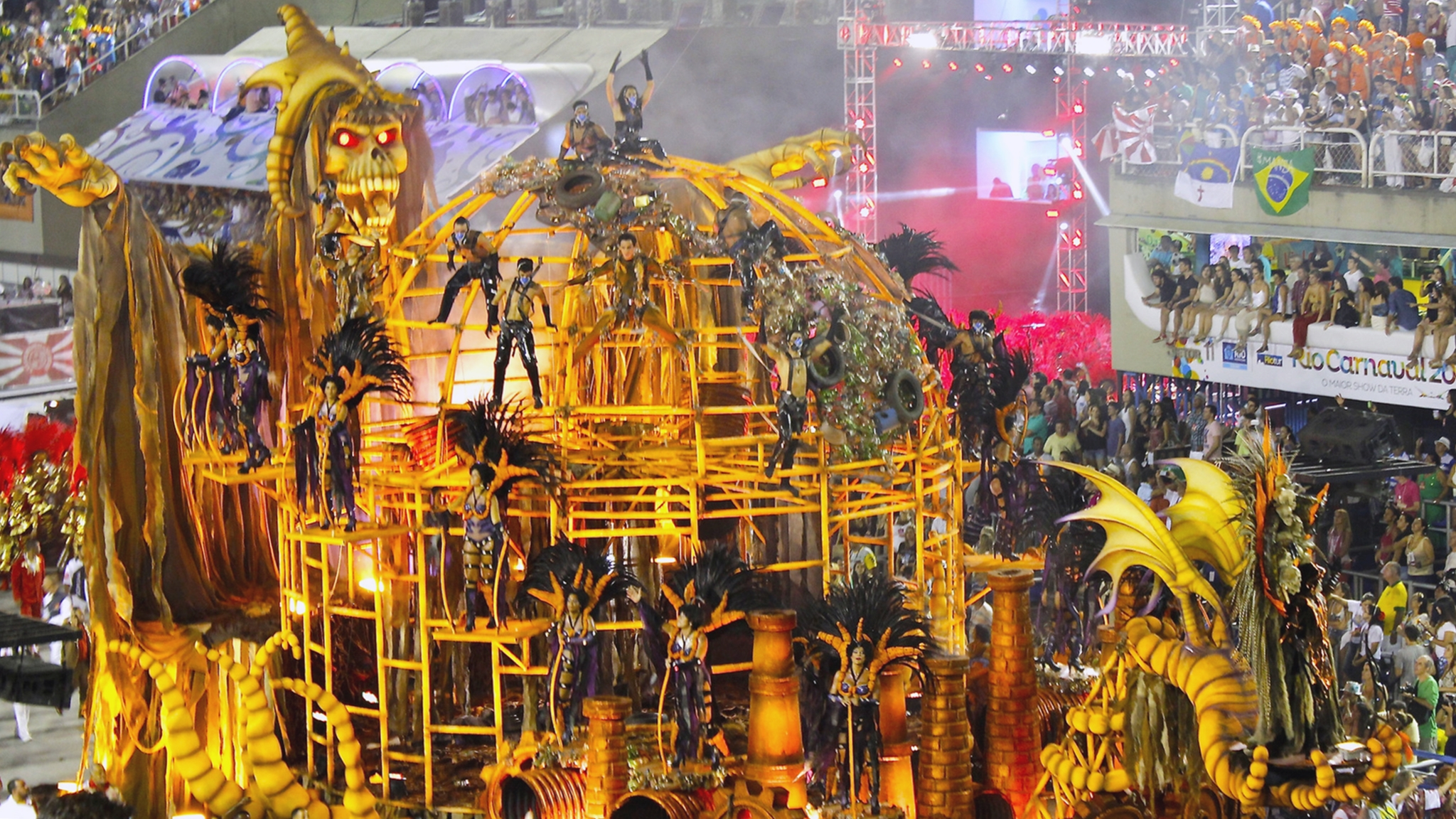
Desfile do Salgueiro no carnaval de 2014.

A 43.ª edição do Estandarte de Ouro foi realizada em 2014. Foi criada uma nova categoria destinada a premiar a melhor ala de passistas do Grupo Especial. O Salgueiro venceu a edição, recebendo o prêmio de melhor escola pela sétima vez em sua história. A agremiação foi vice-campeã do Grupo Especial no carnaval de 2014 com um desfile sobre a criação do universo segundo a lenda africana de Olorum. Segundo o júri do Estandarte, "com um enredo forte e um samba que alavancou a já premiada bateria da escola e empolgou componentes e público, o Salgueiro fez um desfile completo, praticamente perfeito [...] Renato Lage e Márcia Lage apresentaram um conjunto visual de alto nível, com o uso de cores, texturas e brilhos das fantasias e alegorias em perfeita sintonia com o enredo". A cerimônia de premiação foi realizada no dia 15 de março de 2014, no Vivo Rio. O júri da edição foi formado por Argeu Affonso (presidente do júri), Aloy Jupiara, Ana Botafogo, Cláudia Kopke, Felipe Ferreira, Haroldo Costa, Leonardo Bruno, Luís Filipe de Lima, Lygia Santos, Maria Augusta e Marcelo de Mello.
Estatística:
- Grande Rio, Salgueiro e Mangueira - 3 prêmios
- Imperatriz e União da Ilha - 2 prêmios
- Cubango, Portela, Vila Isabel e Viradouro- 1 prêmio

| Categorias               | Escolas       | Vencedores |
| ------------------------ | ------------- | --- |
| Melhor Escola            | Salgueiro     | Salgueiro |
| Samba-enredo             | Salgueiro     | "Gaia - A Vida em Nossas Mãos" de Xande de Pilares, Dudu Botelho, Betinho de Pilares, Jassa, Miudinho e Rodrigo Raposo                |
| Enredo                   | União da Ilha | "É Brinquedo, É Brincadeira. A Ilha Vai Levantar Poeira!" de Alex de Souza                                                            |
| Bateria                  | Salgueiro     | Mestre Marcão |
| Intérprete               | Grande Rio    | Emerson Dias |
| Porta-bandeira           | Vila Isabel   | Giovanna Justo |
| Mestre-sala              | Imperatriz    | Phelipe Lemos |
| Comissão de Frente       | Mangueira     | Carlinhos de Jesus (Coreógrafo) |
| Ala                      | Portela       | Ala das Damas |
| Ala de Baianas           | Mangueira     | Mangueira |
| Ala de Passistas         | Mangueira     | Mangueira |
| Passista Feminino        | Grande Rio    | Marisa Furacão |
| Passista Masculino       | Grande Rio    | Andrezinho |
| Revelação                | União da Ilha | Marcinho Siqueira (Primeiro mestre-sala)                                                                                              |
| Personalidade            | Imperatriz    | Maria Helena (Ex porta-bandeira) |
| Melhor Escola da Série A | Viradouro     | Viradouro |
| Samba-enredo da Série A  | Cubango       | "Continente Negro - Uma Epopeia Africana" de Sardinha, Gustavo Soares, Diego Moura, Deigre Silva, Junior Fionda, Lequinho e Igor Leal |

## 2015

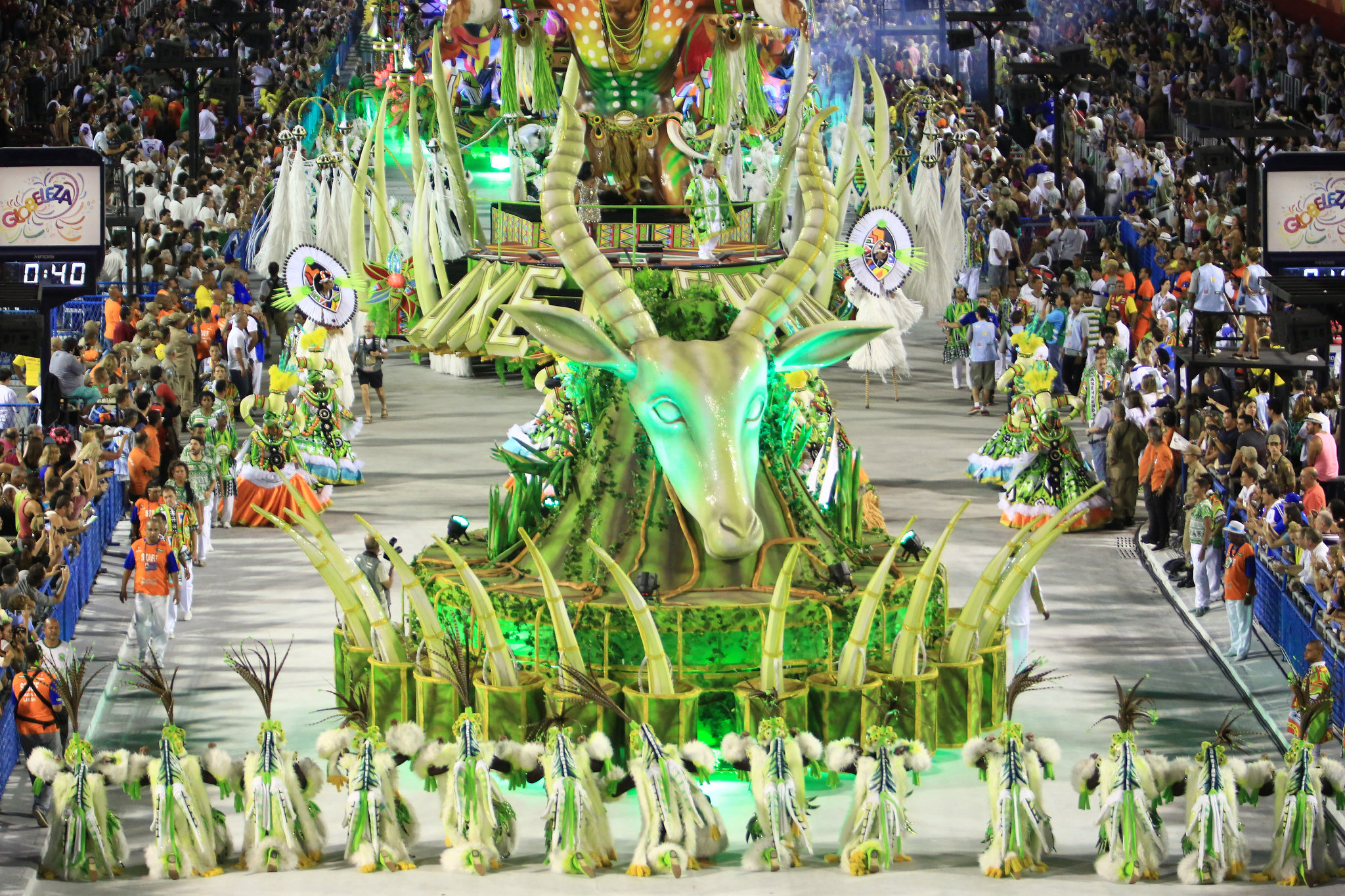
Desfile da Imperatriz no carnaval de 2015.

A 44.ª edição do Estandarte de Ouro foi realizada em 2015. A Imperatriz Leopoldinense venceu a edição, recebendo o prêmio de melhor escola pela segunda vez em sua história. A agremiação foi a sexta colocada do Grupo Especial no carnaval de 2015 com um desfile sobre a cultura negra e a luta contra o preconceito racial. Segundo o júri do Estandarte, o desfile da escola apresentou "alegorias e fantasias criativas e um samba de primeira que, cadenciado pela bateria de Mestre Noca, contagiou os componentes e cativou o público em um dos mais animados carnavais dos últimos anos". Com o prêmio de melhor enredo, a carnavalesca Rosa Magalhães se tornou a pessoa mais premiada do Estandarte de Ouro junto com Mestre Louro, ambos com nove prêmios. Claudinho recebeu seu sexto Estandarte de Ouro, se tornando o mestre-sala mais premiado da categoria, ultrapassando Élcio PV e Ronaldinho, ambos com cinco prêmios. A cerimônia de premiação foi realizada no dia 28 de fevereiro de 2015, na Cidade do Samba, onde foi realizado um desfile com os premiados. O júri da edição foi formado por Aloy Jupiara (coordenador do júri), Argeu Affonso (presidente do júri), Felipe Ferreira, Haroldo Costa, Leonardo Bruno, Luís Filipe de Lima, Marcelo de Mello, Maria Augusta, Mestre Odilon, Rachel Valença, Bruno Chateaubriand e Fernanda Cortez.
Estatística:
- Mangueira - 4 prêmios
- Imperatriz - 3 prêmios
- São Clemente - 2 prêmios
- Grande Rio, Beija-Flor, Mocidade, Portela, Renascer, Unidos da Tijuca, Unidos de Padre Miguel e Viradouro - 1 prêmio

| Categorias               | Escolas                 | Vencedores |
| ------------------------ | ----------------------- | --- |
| Melhor Escola            | Imperatriz              | Imperatriz |
| Samba-enredo             | Imperatriz              | "Axé-Nkenda - Um Ritual de Liberdade - E que a Voz da Liberdade Seja Sempre a Nossa Voz" de Adriano Ganso, Aldir Senna, Jorge do Finge, Marquinho Lessa e Zé Katimba |
| Enredo                   | São Clemente            | "A Incrível História do Homem que Só Tinha Medo da Matinta Perera, da Tocandira e da Onça Pé de Boi" de Rosa Magalhães                                               |
| Bateria                  | Unidos da Tijuca        | Mestre Casagrande |
| Intérprete               | Mangueira               | Luizito |
| Porta-bandeira           | Mangueira               | Squel Jorgea |
| Mestre-sala              | Beija-Flor              | Claudinho |
| Comissão de Frente       | Imperatriz              | Fábio de Mello (Coreógrafo) |
| Ala                      | São Clemente            | "Geometria" |
| Ala de Baianas           | Viradouro               | Viradouro |
| Ala de Passistas         | Mangueira               | Mangueira |
| Passista Feminino        | Grande Rio              | Luciene Santinha |
| Passista Masculino       | Mocidade                | Gabriel Castro |
| Revelação                | Portela                 | Alex Marcelino (Primeiro mestre-sala) |
| Personalidade            | Mangueira               | Nelson Sargento (Compositor e presidente de honra da Mangueira) |
| Melhor Escola da Série A | Unidos de Padre Miguel  | Unidos de Padre Miguel |
| Samba-enredo da Série A  | Renascer de Jacarepaguá | "Manifesto ao Povo em Forma de Arte!" de Cláudio Russo, Moacyr Luz e Teresa Cristina                                                                                 |

## 2016

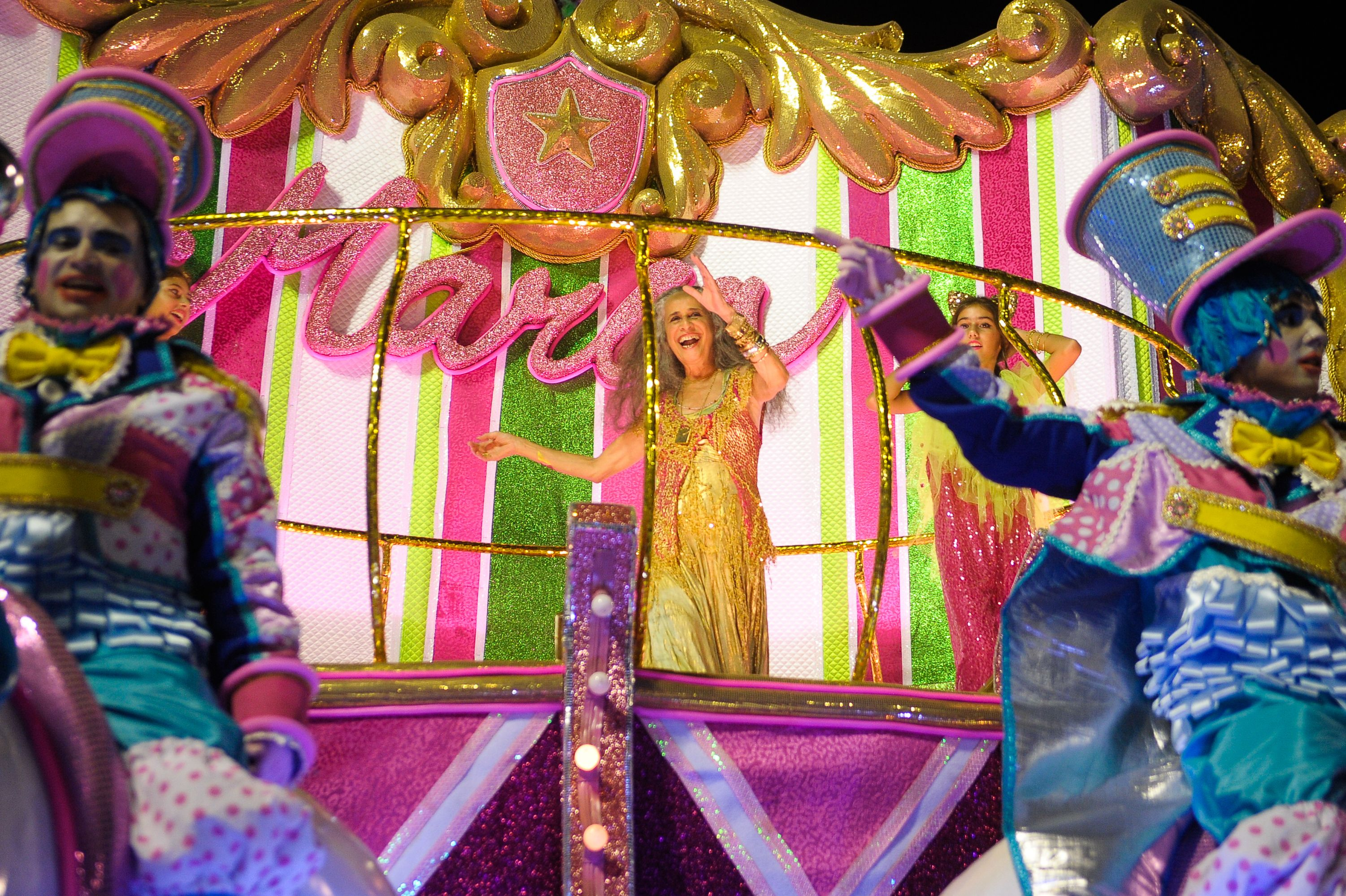
Desfile da Mangueira no carnaval de 2016.

A 45.ª edição do Estandarte de Ouro foi realizada em 2016. A Mangueira venceu a edição, recebendo o prêmio de melhor escola pela sétima vez sua história. A agremiação foi a campeã do Grupo Especial do carnaval de 2016 com um desfile em homenagem a cantora Maria Bethânia. Segundo o júri do Estandarte, a Mangueira "se renovou e fez um desfile cativante, embalado pelo bom samba e pela garra de seus componentes". Com o prêmio de melhor enredo, o carnavalesco Renato Lage se tornou a pessoa mais premiada do Estandarte de Ouro junto com Mestre Louro e Rosa Magalhães, ambos com nove prêmios. A cerimônia de premiação foi realizada no dia 20 de fevereiro de 2016, na Cidade do Samba, onde foi realizado um desfile com os premiados. O júri da edição foi formado por Aloy Jupiara (coordenador do júri), Argeu Affonso (presidente do júri), Bruno Chateaubriand, Carlinhos de Jesus, Felipe Ferreira, Haroldo Costa, Leonardo Bruno, Luís Filipe de Lima, Marcelo de Mello, Maria Augusta, Mestre Odilon e Rachel Valença.
Estatística:
- Salgueiro e Mangueira - 3 prêmios
- Portela, União da Ilha e Vila Isabel - 2 prêmios
- Beija-Flor, Estácio de Sá, Império Serrano, São Clemente e Viradouro - 1 prêmio

| Categorias               | Escolas         | Vencedores |
| ------------------------ | --------------- | --- |
| Melhor Escola            | Mangueira       | Mangueira |
| Samba-enredo             | Portela         | "No Voo da Águia, Uma Viagem Sem Fim..." de Edmar Jr., Elson Ramires, Dimenor, Lopita 77, Samir Trindade e Wanderley Monteiro                          |
| Enredo                   | Salgueiro       | "A Ópera dos Malandros" de Renato Lage e Márcia Lage                                                                                                   |
| Bateria                  | Beija-Flor      | Mestres Plínio e Rodney |
| Intérprete               | União da Ilha   | Ito Melodia |
| Porta-bandeira           | Salgueiro       | Marcella Alves |
| Mestre-sala              | Vila Isabel     | Phelipe Lemos |
| Comissão de Frente       | Salgueiro       | Hélio Bejani (Coreógrafo) |
| Ala                      | União da Ilha   | "Cariocas São Dourados" |
| Ala de Baianas           | Estácio de Sá   | Estácio de Sá |
| Ala de Passistas         | Vila Isabel     | Vila Isabel |
| Passista Feminino        | Mangueira       | Amanda Mattos |
| Passista Masculino       | São Clemente    | Jonatan |
| Revelação                | Mangueira       | Leandro Vieira (Carnavalesco) |
| Personalidade            | Portela         | Monarco (Compositor e presidente de honra da Portela)                                                                                                  |
| Melhor Escola da Série A | Império Serrano | Império Serrano |
| Samba-enredo da Série A  | Viradouro       | "O Alabê de Jerusalém: A Saga de Ogundana" de Paulo César Feital, Zé Glória, Felipe Filósofo, Maria Preta, Fabio Borges, William, Zé Augusto e Bertolo |

## 2017

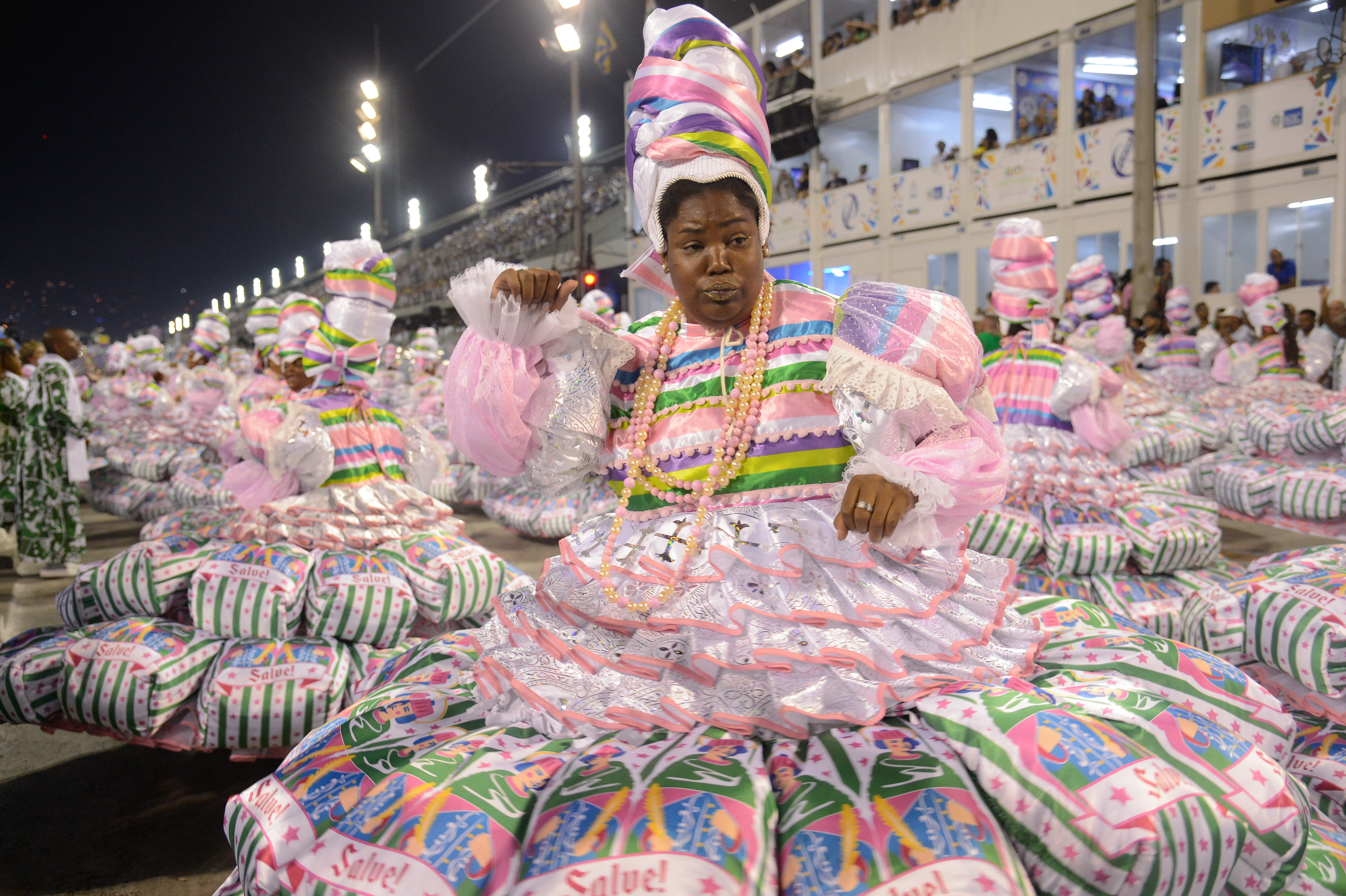
Baianas da Mangueira no carnaval de 2017.

A 46.ª edição do Estandarte de Ouro foi realizada em 2017. A Mangueira venceu a edição, recebendo o prêmio de melhor escola pela oitava vez em sua história. A agremiação foi a quarta colocada do Grupo Especial no carnaval de 2017 com um desfile sobre a religiosidade no Brasil. Os jurados do Estandarte destacaram a emoção e a beleza plástica do desfile. A carnavalesca Rosa Magalhães recebeu seu décimo prêmio, se isolando como a pessoa mais premiada do Estandarte de Ouro, ultrapassando Mestre Louro e Renato Lage, ambos com nove prêmios. A cerimônia de premiação foi realizada no dia 11 de março de 2017, na Grande Sala da Cidade das Artes. O júri da edição foi formado por Aloy Jupiara (coordenador do júri), Argeu Affonso (presidente do júri), Alberto Mussa, Bruno Chateaubriand, Felipe Ferreira, Haroldo Costa, Leonardo Bruno, Luís Filipe de Lima, Marcelo de Mello, Maria Augusta, Mestre Odilon, Dorina e Rachel Valença.
Estatística:
- Salgueiro e União da Ilha - 3 prêmios
- Grande Rio, Mangueira, Imperatriz, São Clemente e Unidos de Padre Miguel - 2 prêmios
- Beija-Flor - 1 prêmio

| Categorias               | Escolas                | Vencedores |
| ------------------------ | ---------------------- | --- |
| Melhor Escola            | Mangueira              | Mangueira |
| Samba-enredo             | Beija-Flor             | "A Virgem dos Lábios de Mel - Iracema" de Claudemir, Maurição, Ronaldo Barcellos, Bruno Ribas, Fábio Alemão, Wilson Tatá, Alan Vinicius e Betinho Santos                              |
| Enredo                   | São Clemente           | "Onisuáquimalipanse" de Rosa Magalhães |
| Bateria                  | União da Ilha          | Mestre Ciça |
| Intérprete               | União da Ilha          | Ito Melodia |
| Porta-bandeira           | Grande Rio             | Verônica Lima |
| Mestre-sala              | Salgueiro              | Sidclei Santos |
| Comissão de Frente       | União da Ilha          | Carlinhos de Jesus (Coreógrafo) |
| Ala                      | Mangueira              | "Lavagem do Bonfim" |
| Ala de Baianas           | Grande Rio             | Grande Rio |
| Ala de Passistas         | Salgueiro              | Salgueiro |
| Passista Feminino        | São Clemente           | Ana Tássia |
| Passista Masculino       | Salgueiro              | Emerson Faustino |
| Revelação                | Imperatriz             | Arthur Franco (Intérprete) |
| Personalidade            | Imperatriz             | Milton Manhães (Diretor musical) |
| Melhor Escola da Série A | Unidos de Padre Miguel | Unidos de Padre Miguel |
| Samba-enredo da Série A  | Unidos de Padre Miguel | "Ossain - O Poder da Cura" de Cláudio Russo, Samir Trindade, W. Corrêa, Marquinhos, Alan Santos, Jr. Beija-Flor, Carlinhos do Mercadinho, Cabeça do Ajax, Ribeirinho e Dilson Marimba |

## 2018

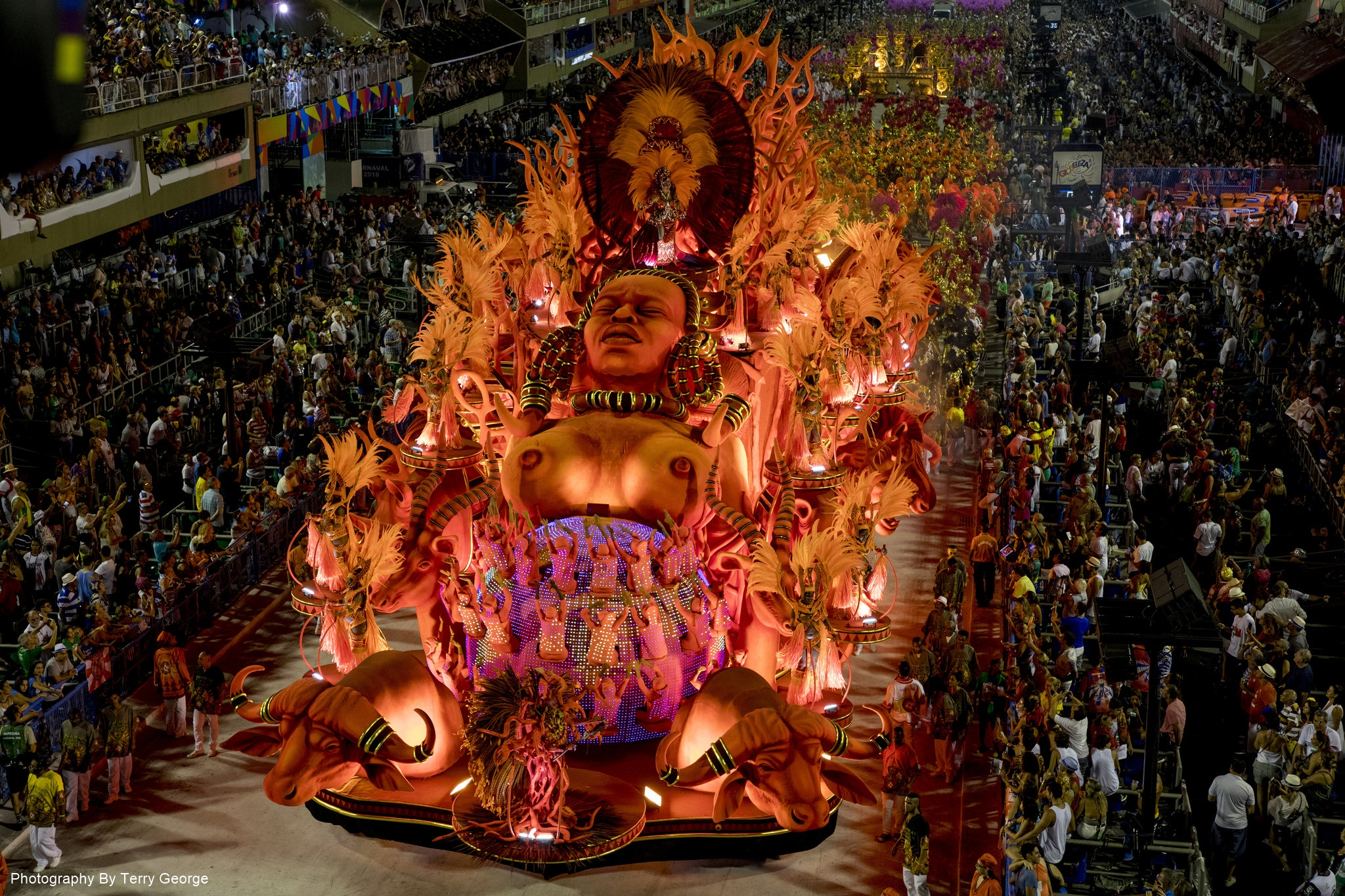
Abre-alas do Salgueiro no carnaval de 2018.

A 47.ª edição do Estandarte de Ouro foi realizada em 2018. O Salgueiro venceu a edição, recebendo o prêmio de melhor escola pela oitava vez em sua história. A agremiação foi a terceira colocada do Grupo Especial no carnaval de 2018 com um desfile sobre mulheres negras. Segundo o júri do Estandarte, "embalados pelo entrosamento do samba com a bateria de Mestre Marcão, os salgueirenses desfilaram com garra e muita emoção, numa evolução quase perfeita". Os jurados também destacaram a beleza plástica do trabalho do carnavalesco Alex de Souza. Duas novas categorias foram criadas: "Inovação" para premiar ideias que surpreendam e fujam do lugar-comum e "Destaque do Público", uma votação popular online no site d'O Globo. A cerimônia de premiação foi realizada no dia 17 de março de 2018, na quadra do Salgueiro. O júri da edição foi formado por Argeu Affonso (presidente do júri), Alberto Mussa, Aloy Jupiara, Bruno Chateaubriand, Felipe Ferreira, Haroldo Costa, Leonardo Bruno, Luís Filipe de Lima, Luiz Antônio Simas, Marcelo de Mello (coordenador do júri), Maria Augusta, Mestre Odilon, Dorina e Rachel Valença.
Estatística:
- Grande Rio - 4 prêmios
- Mangueira - 3 prêmios
- Cubango, Mocidade, Paraíso do Tuiuti e Vila Isabel - 2 prêmios
- Império Serrano, Salgueiro e Unidos da Tijuca - 1 prêmio

| Categorias               | Escolas           | Vencedores |
| ------------------------ | ----------------- | --- |
| Melhor Escola            | Salgueiro         | Salgueiro |
| Samba-enredo             | Mocidade          | "Namastê... A Estrela que Habita em Mim Saúda a que Existe em Você" de Altay Veloso, Paulo César Feital, Zé Glória e Denilson do Rosário                                               |
| Enredo                   | Mangueira         | "Com Dinheiro ou Sem Dinheiro, Eu Brinco!" de Leandro Vieira |
| Bateria                  | Mocidade          | Mestre Dudu |
| Intérprete               | Unidos da Tijuca  | Tinga |
| Porta-bandeira           | Grande Rio        | Verônica Lima |
| Mestre-sala              | Grande Rio        | Daniel Werneck |
| Comissão de Frente       | Paraíso do Tuiuti | Patrick Carvalho (Coreógrafo) |
| Ala                      | Mangueira         | "Bloco de Sujo ou Vem Como Pode no Meio da Multidão" |
| Ala de Baianas           | Mangueira         | Mangueira |
| Passista Feminino        | Grande Rio        | Dani Moreníssima |
| Passista Masculino       | Vila Isabel       | André Samma |
| Revelação                | Império Serrano   | Raphaela Caboclo (Primeira Porta-bandeira) |
| Personalidade            | Vila Isabel       | Martinho da Vila |
| Inovação                 | Grande Rio        | Pela interação dos componentes com o telão de led na Comissão de Frente |
| Destaque do Público      | Paraíso do Tuiuti | Comissão de Frente |
| Melhor Escola da Série A | Cubango           | Cubango |
| Samba-enredo da Série A  | Cubango           | "O Rei que Bordou o Mundo" de Gabriel Martins, Bello, Wagner Big, Junior Fionda, Marcio André Filho, Jairo Lima, Gigi da Estiva, Rafael Mikaiá, Neyzinho do Cavaco e William Rodrigues |

## 2019

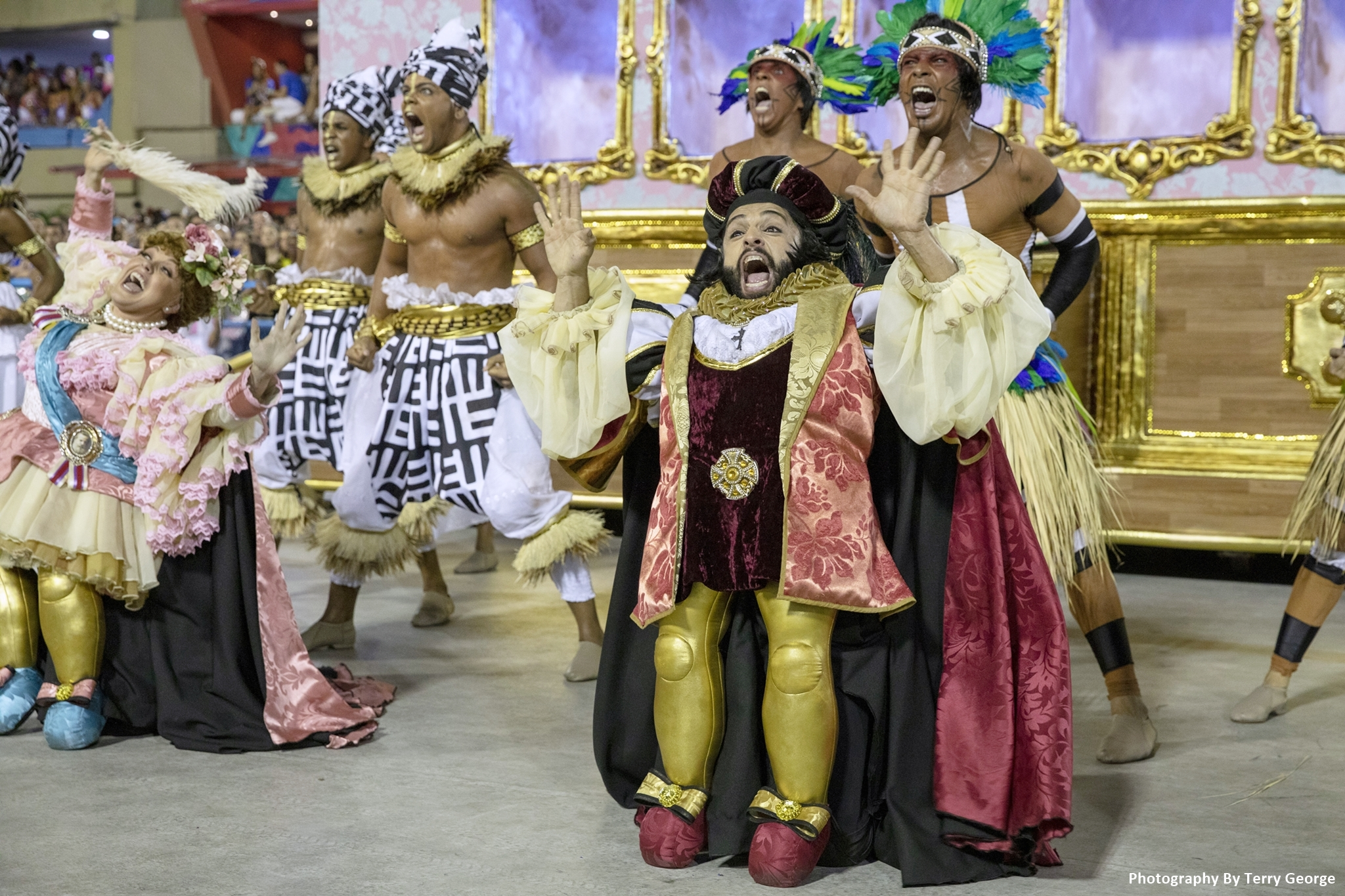
Desfile da Mangueira no carnaval de 2019.

A 48.ª edição do Estandarte de Ouro foi realizada em 2019. A Mangueira venceu a edição, recebendo o prêmio de melhor escola pela nona vez em sua história. A agremiação foi a campeã do Grupo Especial no carnaval de 2019. O desfile da escola apresentou uma versão crítica da História do Brasil, exaltando lideranças populares negligenciadas pela narrativa oficial e desconstruindo a imagem de figuras apontadas como "heroicas". Segundo o júri do Estandarte, a escola realizou um "desfile completo, em que tudo funcionou, a partir de um samba maravilhoso, o desenvolvimento perfeito do enredo e o trabalho de alegorias e fantasias". Sobre o samba-enredo, que também foi premiado, os jurados apontaram que "além de uma das melhores letras da história, a obra teve uma bela melodia, que fugiu de clichês". A cerimônia de premiação foi realizada no dia 16 de março de 2019, na quadra da Unidos de Vila Isabel. O júri da edição foi formado por Argeu Affonso (presidente do júri), Alberto Mussa, Aloy Jupiara, Bruno Chateaubriand, Felipe Ferreira, Haroldo Costa, Leonardo Bruno, Luís Filipe de Lima, Luiz Antônio Simas, Marcelo de Mello (coordenador do júri), Maria Augusta, Mestre Odilon, Dorina e Rachel Valença.
Estatística:
- Mangueira - 4 prêmios
- Cubango, Grande Rio, Paraíso do Tuiuti, Portela, Salgueiro e Vila Isabel - 2 prêmios
- Mocidade e União da Ilha - 1 prêmio

| Categorias               | Escolas           | Vencedores |
| ------------------------ | ----------------- | --- |
| Melhor Escola            | Mangueira         | Mangueira |
| Samba-enredo             | Mangueira         | "História pra Ninar Gente Grande" de Deivid Domênico, Tomaz Miranda, Mama, Marcio Bola, Ronie Oliveira, Danilo Firmino, Manu da Cuíca e Luiz Carlos Máximo                                                                                         |
| Enredo                   | Paraíso do Tuiuti | "O Salvador da Pátria" de Jack Vasconcelos |
| Bateria                  | Grande Rio        | Mestre Fafá |
| Intérprete               | Portela           | Gilsinho |
| Porta-bandeira           | Mangueira         | Squel Jorgea |
| Mestre-sala              | União da Ilha     | Phelipe Lemos |
| Comissão de Frente       | Portela           | Carlinhos de Jesus (Coreógrafo) |
| Ala                      | Paraíso do Tuiuti | "O Bode Picando a Mula do Sertão" |
| Ala de Baianas           | Salgueiro         | Salgueiro |
| Passista Feminino        | Salgueiro         | Bellinha Delfim |
| Passista Masculino       | Vila Isabel       | Hudson Gaspar |
| Revelação                | Vila Isabel       | Mestre Macaco Branco (Diretor de bateria) |
| Personalidade            | Mocidade          | Tia Nilda |
| Inovação                 | Grande Rio        | Drones de emojis na Comissão de Frente |
| Destaque do Público      | Mangueira         | Cacá Nascimento |
| Melhor Escola da Série A | Cubango           | Cubango |
| Samba-enredo da Série A  | Cubango           | "Igbá Cubango - A Alma das Coisas e a Arte dos Milagres" de Samir Trindade, Diego Nicolau, Sardinha, Ailtinho, Anderson Lemos, Carlão, Chaynne Santos, Duda Tonon, Hugo Oliveira, Manolo, Marcos Paulo, Robson Ramos, Sérgio Careca e Thales Nunes |

## 2020

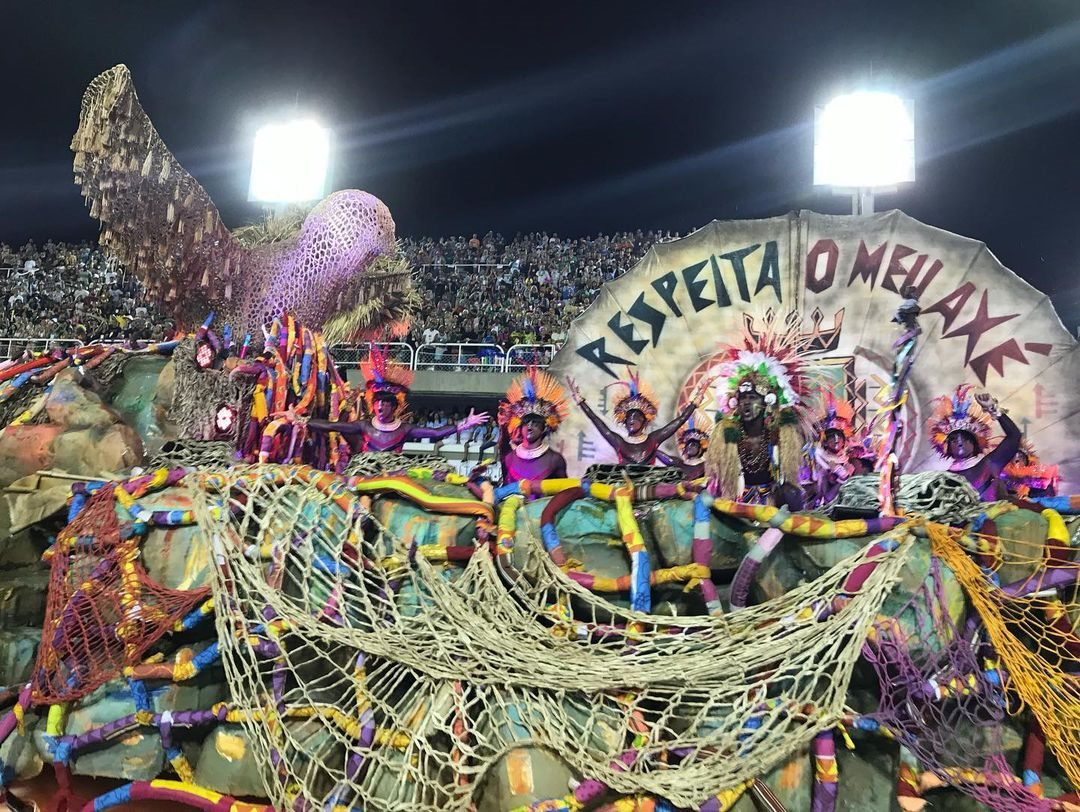
Desfile da Grande Rio no carnaval de 2020.

A 49.ª edição do Estandarte de Ouro foi realizada em 2020. Pela primeira vez em sua história, a Grande Rio recebeu o prêmio de melhor escola do Grupo Especial. A agremiação foi a vice-campeã do carnaval de 2020 com um desfile sobre o babalorixá baiano Joãozinho da Gomeia. Segundo o júri do Estandarte, "os carnavalescos estreantes Leonardo Bora e Gabriel Haddad desenvolveram de forma criativa o tema, partindo da biografia do personagem para falar de três assuntos relevantes e contemporâneos: racismo, homofobia e intolerância religiosa. O ótimo samba deu conta da múltipla personalidade do homenageado e foi cantado com garra". Os prêmios de Melhor Passista Feminino e Masculino foram extintos. Uma nova categoria, batizada com o nome do carnavalesco Fernando Pamplona, morto em 2013, foi criada para premiar o uso de materiais baratos. Não houve cerimônia de premiação devido ao avanço da Pandemia de COVID-19. O júri da edição foi formado por Argeu Affonso (presidente do júri), Alberto Mussa, Aloy Jupiara, Bruno Chateaubriand, Felipe Ferreira, Haroldo Costa, Leonardo Bruno, Luís Filipe de Lima, Luiz Antonio Simas, Marcelo de Mello (coordenador do júri), Maria Augusta, Mestre Odilon, Dorina e Rachel Valença.
Estatística:
- Grande Rio - 5 prêmios
- Salgueiro - 3 prêmios
- Viradouro - 2 prêmios
- Estácio, Imperatriz, Mocidade, Portela, Santa Cruz, Unidos da Tijuca e Vila Isabel - 1  prêmio

| Categorias               | Escolas             | Vencedores |
| ------------------------ | ------------------- | --- |
| Melhor Escola            | Grande Rio          | Grande Rio |
| Samba-enredo             | Grande Rio          | "Tata Londirá: O Canto do Caboclo no Quilombo de Caxias" de Derê, Robson Moratelli, Rafael Ribeiro e Toni Vietnã              |
| Enredo                   | Viradouro           | "Viradouro de Alma Lavada" de Marcus Ferreira e Tarcísio Zanon                                                                |
| Bateria                  | Vila Isabel         | Mestre Macaco Branco |
| Intérprete               | Grande Rio          | Evandro Malandro |
| Porta-bandeira           | Salgueiro           | Marcella Alves |
| Mestre-sala              | Salgueiro           | Sidclei Santos |
| Comissão de Frente       | Viradouro           | Alex Neoral (Coreógrafo) |
| Ala                      | Salgueiro           | Ala das Damas - "A Viúva Alegre"                                                                                              |
| Ala de Baianas           | Grande Rio          | Grande Rio |
| Ala de Passistas         | Unidos da Tijuca    | Unidos da Tijuca |
| Personalidade            | Mocidade            | Elza Soares |
| Inovação                 | Portela             | Arte cinética na águia do carro abre-alas                                                                                     |
| Prêmio Fernando Pamplona | Grande Rio          | Pelo uso de materiais alternativos no carro abre-alas                                                                         |
| Destaque do Público      | Estácio de Sá       | Alegoria "Em Busca do Ouro"                                                                                                   |
| Melhor Escola da Série A | Imperatriz          | Imperatriz |
| Samba-enredo da Série A  | Acad. de Santa Cruz | "Santa Cruz de Barbalha - Um Conto Popular no Cariri Cearense" de Samir Trindade, Elson Ramirez, Junior Fionda e Rildo Seixas |

## 2021
Não houve desfile das escolas de samba em 2021 devido à pandemia de COVID-19.

## 2022

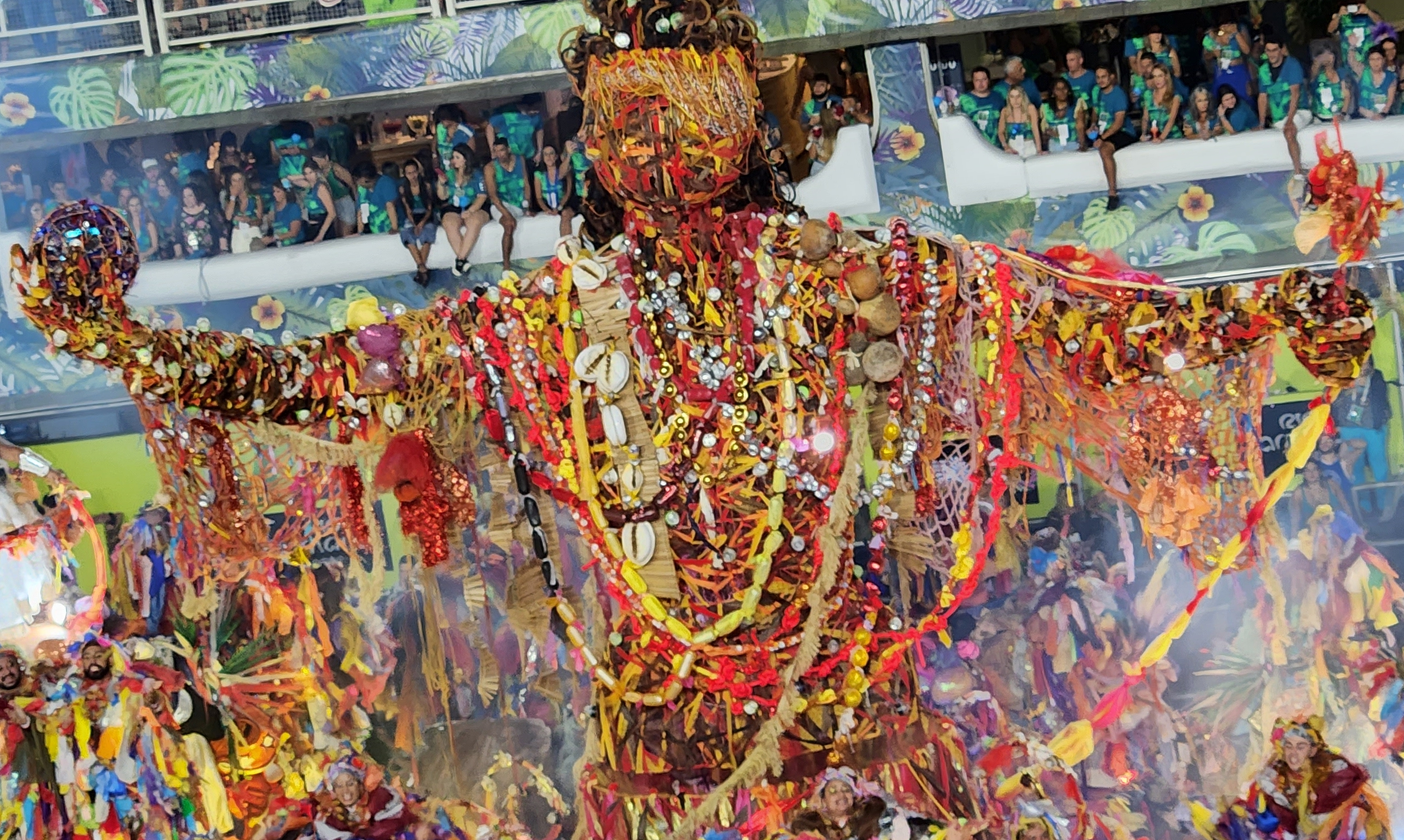
Desfile da Grande Rio no carnaval de 2022.

A 50.ª edição do Estandarte de Ouro foi realizada em 2022. A Grande Rio venceu a edição, recebendo o prêmio de melhor escola pela segunda vez em sua história. A agremiação foi a campeã do carnaval de 2022 com um desfile sobre Exu, cultuado na Umbanda e em outras religiões de matriz africana. A cerimônia de premiação foi realizada no dia 6 de maio de 2022, no Morro da Urca. O júri da edição foi formado por Alberto Mussa, Angélica Ferrarez, Bruno Chateaubriand, Dorina, Felipe Ferreira, Haroldo Costa, Ju Barbosa, Leonardo Bruno, Luís Filipe de Lima, Luiz Antônio Simas, Marcelo de Mello (presidente do júri), Maria Augusta, Mestre Odilon e Rachel Valença.
Estatística:
- Grande Rio - 5 prêmios
- Portela - 4 prêmios
- Salgueiro - 2 prêmios
- Imperatriz, Império Serrano, Inocentes, Mangueira, Mocidade, Viradouro e Unidos da Tijuca - 1 prêmio

| Categorias               | Escolas                                                     | Vencedores |
| ------------------------ | ----------------------------------------------------------- | --- |
| Melhor Escola            | Grande Rio                                                  | Grande Rio |
| Samba-enredo             | Mocidade                                                    | "Batuque ao Caçador" de Carlinhos Brown, Diego Nicolau, Richard Valença, Orlando Ambrosio, Gigi da Estiva, Nattan Lopes, J J Santos e Cabeça do Ajax |
| Enredo                   | Grande Rio                                                  | "Fala, Majeté! Sete Chaves de Exu" de Gabriel Haddad, Leonardo Bora e Vinícius Natal                                                                 |
| Bateria                  | Grande Rio                                                  | Mestre Fafá |
| Intérprete               | Portela                                                     | Gilsinho |
| Porta-bandeira           | Portela                                                     | Lucinha Nobre |
| Mestre-sala              | Salgueiro                                                   | Sidclei Santos |
| Comissão de Frente       | Mangueira                                                   | Priscilla Mota e Rodrigo Negri (Coreógrafos) |
| Ala                      | Portela                                                     | "Ala das Damas" |
| Ala de Baianas           | Imperatriz                                                  | Imperatriz |
| Ala de Passistas         | Salgueiro                                                   | Salgueiro |
| Revelação                | Unidos da Tijuca                                            | Wic Tavares (Intérprete) |
| Personalidade            | Portela                                                     | Carlos Reis (Primeiro Destaque de Luxo) |
| Inovação                 | Viradouro                                                   | Samba-enredo em forma de carta |
| Prêmio Fernando Pamplona | Grande Rio                                                  | Pelo reaproveitamento de materiais de outros carnavais na alegoria "Fala, Majeté"                                                                    |
| Destaque do Público      | Grande Rio                                                  | Demerson D'Alvaro - Ator que interpretou Exu da Comissão de Frente do desfile                                                                        |
| Melhor Escola da Série A | Império Serrano                                             | Império Serrano |
| Samba-enredo da Série A  | Inocentes de Belford Roxo                                   | "A Meia-Noite dos Tambores Silenciosos" de Cláudio Russo, Tem Tem Jr, Júnior Fionda, Lequinho, Fadico, Marcelinho Santos, Tem Tem Sampaio e Altamiro |
| Prêmio Especial          | Hélio Turco (Compositor e presidente de honra da Mangueira) | Hélio Turco (Compositor e presidente de honra da Mangueira)                                                                                          |

## 2023

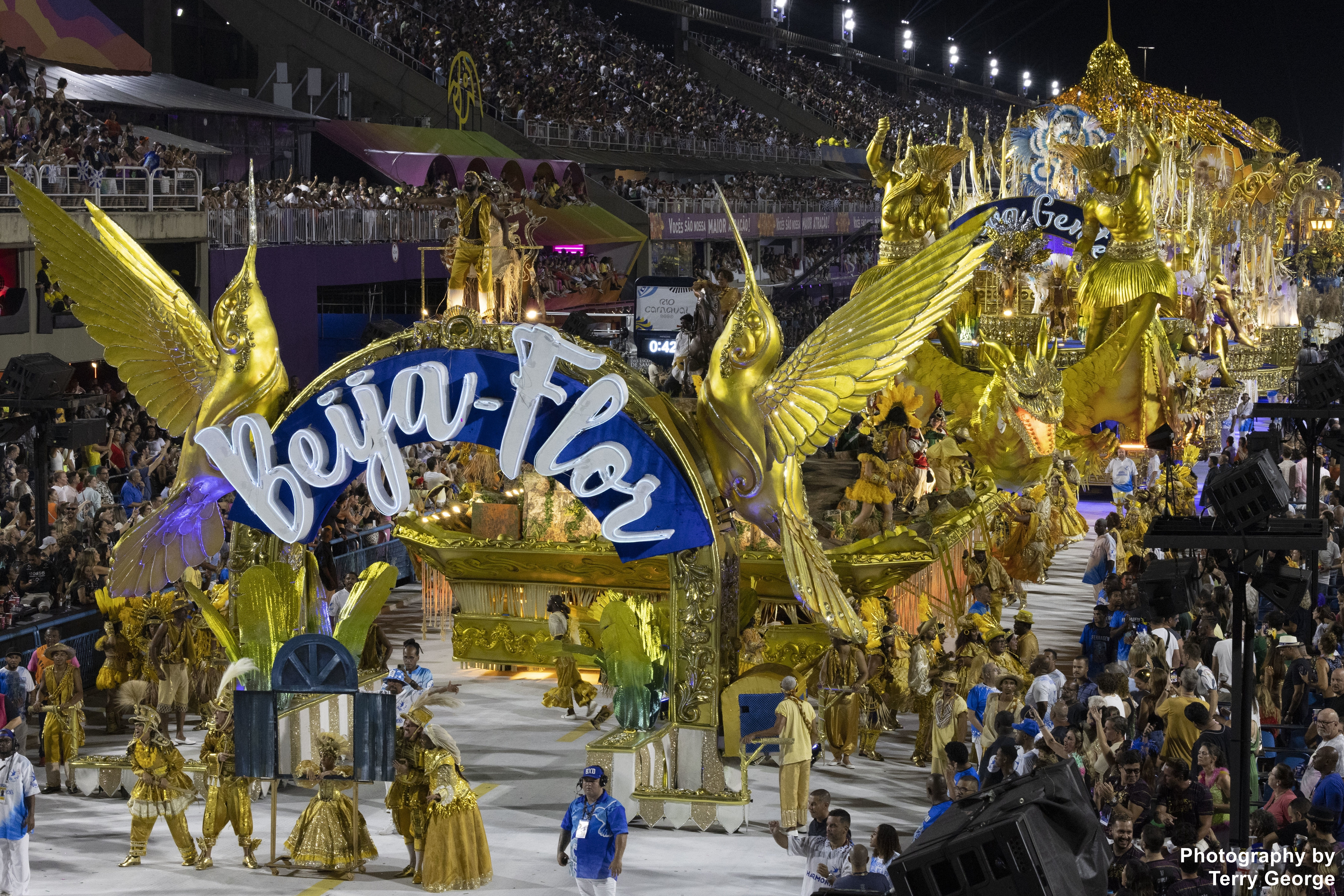
Desfile da Beija-Flor no carnaval de 2023.

A 51.ª edição do Estandarte de Ouro foi realizada em 2023. A Beija-Flor venceu a edição, recebendo o prêmio de melhor escola pela sexta vez em sua história. A agremiação foi a quarta colocada do carnaval de 2023 com um desfile sobre os 200 anos da Independência do Brasil na Bahia, reivindicando o protagonismo aos "excluídos" pela história oficial. A cerimônia de premiação foi realizada no dia 9 de março de 2023, no Vivo Rio. O júri da edição foi formado por Alberto Mussa, Angélica Ferrarez, Bruno Chateaubriand, Felipe Ferreira, Haroldo Costa, Ju Barbosa, Leonardo Bruno, Luís Filipe de Lima, Luiz Antônio Simas, Marcelo de Mello (presidente do júri), Maria Augusta, Mestre Odilon, Rachel Valença.
Estatística:
- Paraíso do Tuiuti - 4 prêmios
- Beija-Flor, Imperatriz, Mangueira e Portela - 2 prêmios
- Grande Rio, Império Serrano, Lins Imperial, Mocidade, Porto da Pedra e Vila Isabel - 1 prêmio

| Categorias                    | Escolas                                                                     | Vencedores |
| ----------------------------- | --------------------------------------------------------------------------- | --- |
| Melhor Escola                 | Beija-Flor                                                                  | Beija-Flor |
| Samba-enredo                  | Paraíso do Tuiuti                                                           | "Mogangueiro da Cara Preta" de Cláudio Russo, Moacyr Luz, Gustavo Clarão, Júlio Alves, Alessandro Falcão, Pier Ubertini e W Correia                                |
| Enredo                        | Imperatriz                                                                  | "O Aperreio do Cabra Que o Excomungado Tratou com Má-querença e o Santíssimo Não Deu Guarida" de Leandro Vieira                                                    |
| Bateria                       | Paraíso do Tuiuti                                                           | Mestre Marcão |
| Intérprete                    | Paraíso do Tuiuti                                                           | Wander Pires |
| Porta-bandeira                | Mangueira                                                                   | Cintya Santos |
| Mestre-sala                   | Beija-Flor                                                                  | Claudinho |
| Comissão de Frente            | Paraíso do Tuiuti                                                           | Lucas Maciel e Karina Dias (Coreografos) |
| Ala                           | Imperatriz                                                                  | Chopinho de Olaria com a fantasia "Paisagem Sertaneja: Mandacarus"                                                                                                 |
| Ala de Baianas                | Grande Rio                                                                  | Grande Rio |
| Ala de Passistas              | Vila Isabel                                                                 | Vila Isabel |
| Revelação                     | Império Serrano                                                             | Mestre Vitinho (Mestre de Bateria) |
| Personalidade                 | Portela                                                                     | Irene Silva (Ex Porta-bandeira) |
| Inovação                      | Portela                                                                     | Pela utilização de drones formando nomes e palavras no início do desfile                                                                                           |
| Prêmio Fernando Pamplona      | Mocidade                                                                    | Pelo uso de materiais alternativos, como galhos de árvores, no carro abre-alas                                                                                     |
| Destaque do Público           | Mangueira                                                                   | Evelyn Bastos |
| Melhor Escola da Série A      | Porto da Pedra                                                              | Porto da Pedra |
| Samba-enredo da Série A       | Lins Imperial                                                               | "Madame Satã: Resistir Para Existir" de Paulo César Feital, Cláudio Russo, Pezão, Naldo, Kiko Vargues, Genésio, Jefferson Oliveira, Samuel Gasman e Matheus Pranto |
| Prêmio Especial (in memoriam) | Paulo da Portela (Compositor e um dos fundadores da Portela, morto em 1949) | Paulo da Portela (Compositor e um dos fundadores da Portela, morto em 1949)                                                                                        |

## 2024

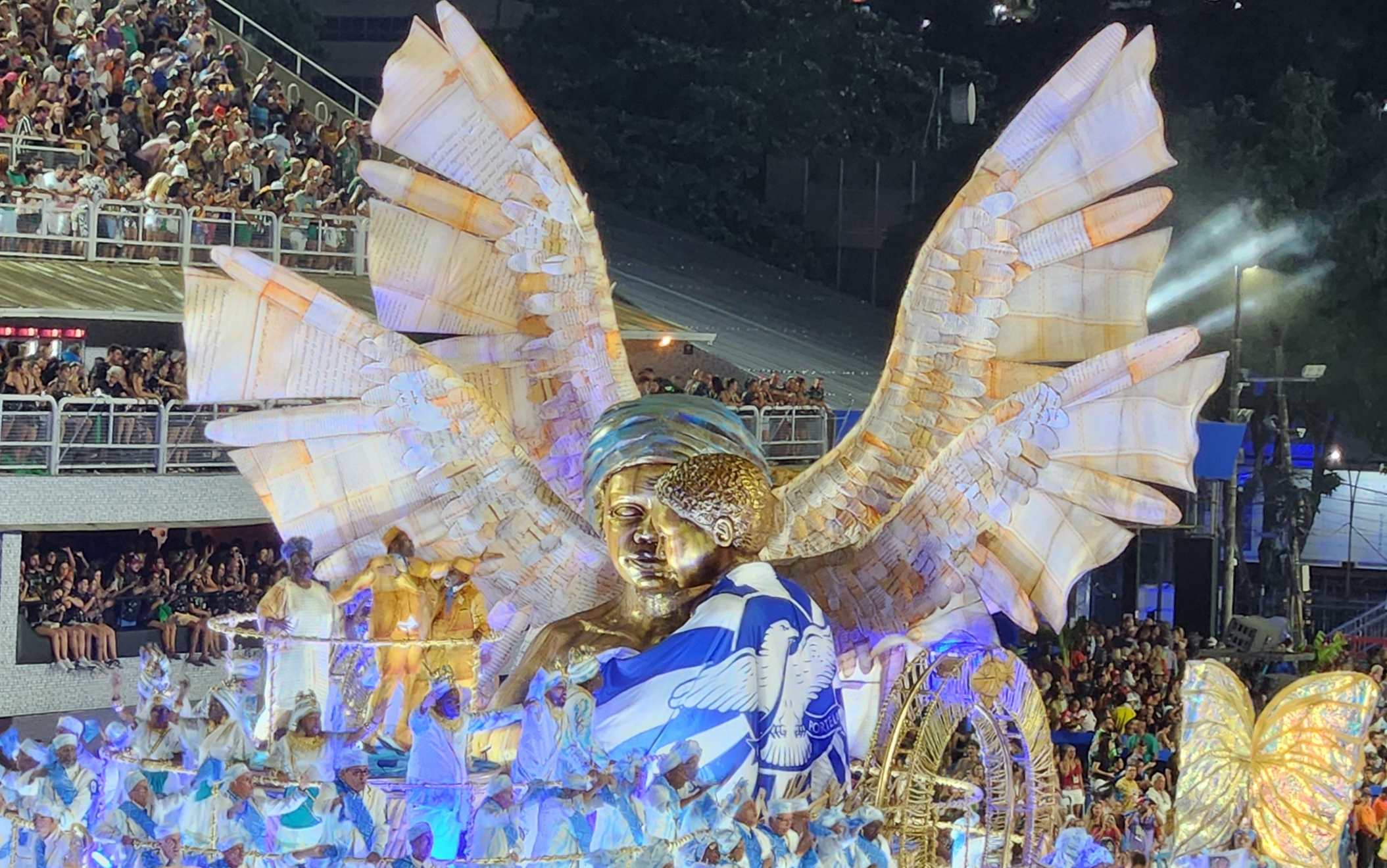
Desfile da Portela no carnaval de 2024.

A 52.ª edição do Estandarte de Ouro foi realizada em 2024. A Portela venceu a edição, recebendo o prêmio de melhor escola pela quinta vez em sua história. A agremiação foi a quinta colocada do carnaval de 2024 com um desfile baseado no best-seller Um Defeito de Cor, da escritora mineira Ana Maria Gonçalves. O Prêmio Fernando Pamplona, antes destinado ao Grupo Especial, passou a ser entregue à Série Ouro. Uma nova categoria foi criada para premiar projetos sociais das escolas de samba. A cerimônia de premiação foi realizada no dia 29 de fevereiro de 2024, no Vivo Rio. O júri da edição foi formado por Alberto Mussa (somente Série Ouro), Angélica Ferrarez, Bruno Chateaubriand, Dorina, Felipe Ferreira, Haroldo Costa, Ju Barbosa, Leonardo Bruno, Luís Filipe de Lima, Luiz Antônio Simas, Marcelo de Mello (presidente do júri), Maria Augusta (somente Grupo Especial), Mestre Odilon, Rachel Valença (somente Grupo Especial).
Estatística:
- Imperatriz - 5 prêmios
- Portela - 3 prêmios
- Beija-Flor, Estácio e Mangueira - 2 prêmios
- Arranco, Mocidade, Porto da Pedra, Salgueiro e Viradouro - 1 prêmio

| Categorias               | Escolas        | Vencedores |
| ------------------------ | -------------- | --- |
| Melhor Escola            | Portela        | Portela |
| Samba-enredo             | Imperatriz     | "Com a Sorte Virada pra Lua Segundo o Testamento da Cigana Esmeralda" de Me leva, Gabriel Coelho, Luiz Brinquinho, Miguel da Imperatriz, Antônio Crescente, Renne Barbosa, Jeferson Lima, Rômulo Meirelles, Jorge Goulart, Sílvio Mesquita, Carlinhos Niterói e Bello |
| Enredo                   | Portela        | "Um Defeito de Cor" de André Rodrigues e Antônio Gonzaga |
| Bateria                  | Mangueira      | Mestres Rodrigo Explosão e Taranta Neto |
| Intérprete               | Imperatriz     | Pitty de Menezes |
| Porta-bandeira           | Imperatriz     | Rafaela Theodoro |
| Mestre-sala              | Imperatriz     | Phelipe Lemos |
| Comissão de Frente       | Viradouro      | Priscilla Mota e Rodrigo Negri (Coreógrafos) |
| Ala                      | Imperatriz     | "Sonhar com Rosas" |
| Ala de Baianas           | Beija-Flor     | Beija-Flor |
| Ala de Passistas         | Mocidade       | Mocidade |
| Revelação                | Porto da Pedra | Mestre Pablo (Mestre de Bateria) |
| Personalidade            | Portela        | Vilma Nascimento (Ex Porta-bandeira) |
| Inovação                 | Salgueiro      | Alegoria "A Beleza Yanomami" com uma "cachoeira de LED" para substituir água |
| Legado Social            | Mangueira      | Camp Mangueira (programas que oferecem suporte a adolescentes e jovens na busca por oportunidades no mercado de trabalho) |
| Destaque do Público      | Beija-Flor     | Samuel de Assis (ator que desfilou representando Rás Gonguila, personagem central do desfile) |
| Melhor Escola da Série A | Estácio de Sá  | Estácio de Sá |
| Samba-enredo da Série A  | Estácio de Sá  | "Chão de Devoção: Orgulho Ancestral" de Marquinhos Beija-Flor, Telmo Augusto, Bárbara Fonseca, Guilherme Karraz, Dilson Marimba, Tinga, Diego Nicolau, Thiago Daniel, Filipe Medrado, Magrão do Estácio, Cláudio Russo, Julio Alves, Adolpho Konder e Fernando Hackme |
| Prêmio Fernando Pamplona | Arranco        | Pelo uso criativo de caixas e bulas de remédios na decoração do carro abre-alas |

## 2025

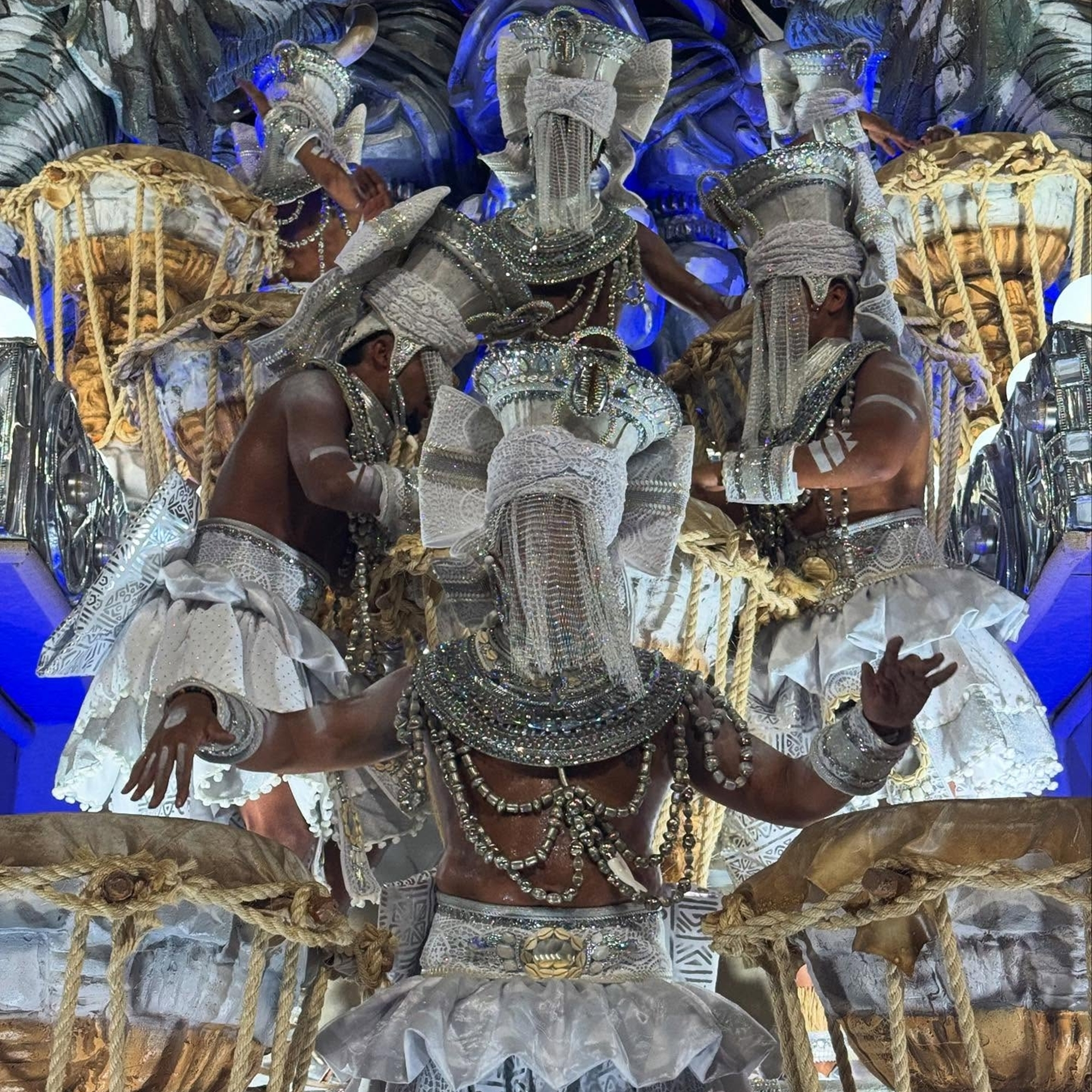
Desfile da Imperatriz Leopoldinense no carnaval de 2025.

A 53.ª edição do Estandarte de Ouro foi realizada em 2025. A Imperatriz Leopoldinense venceu a edição, recebendo o prêmio de melhor escola pela terceira vez em sua história. A agremiação foi a terceira colocada do carnaval em 2025 desfilando um enredo baseado num itã (relatos da mitologia iorubá) que narra a ida de Oxalá ao reino de Oyó com a intenção de visitar Xangô. Segundo o júri do Estandarte, "o enredo foi apresentado com fácil entendimento, com uma letra do samba muito clara e boa melodia, o que levou a escola a cantar com empolgação. Destaque também para a beleza da comissão de frente, a atuação do intérprete Pitty de Menezes e a bateria". A cerimônia de premiação foi realizada no dia 19 de março de 2025, no Vivo Rio.
No ano em que os desfiles do Grupo Especial passaram a ser divididos em três noite, a premiação passou por mudanças. Os quatorze jurados da edição escolheram a melhor escola de cada noite. No domingo, a escolhida foi a Imperatriz. Na segunda-feira, o escolhido da noite foi o Salgueiro; e na terça-feira, a Grande Rio. Após o término de todos os desfiles, mais sete convidados se juntaram aos quatorze jurados e escolheram a melhor escola entre as três finalistas, vencendo a Imperatriz. As categorias Revelação e Inovação (no Grupo Especial) e Prêmio Fernando Pamplona (na Série Ouro) passaram a ser prêmios especiais, que podem ser dados ou não, a critério do júri.
O júri da edição foi formado por Angélica Ferrarez, Aydano André Motta, Bernardo Araujo (somente Grupo Especial), Bruno Chateaubriand, Dorina, Felipe Ferreira, Haroldo Costa, Juliana Barbosa, Leonardo Bruno, Luís Filipe de Lima, Marcelo de Mello (presidente do júri), Maria Augusta (somente Grupo Especial), Mestre Odilon, e Rachel Valença (somente Grupo Especial). Os sete convidados que ajudaram a eleger a melhor escola foram: Alex Escobar (jornalista), Dudu Nobre (músico e compositor), Flávia Barbosa (editora executiva do Globo), Humberto Tziolas (diretor de redação do Extra), Luiza Brunet (empresária, modelo e ex-rainha de bateria), Mariana Gross (jornalista), e Pretinho da Serrinha (músico e compositor).
Estatística:
- Imperatriz - 3 prêmios
- Beija-Flor, Viradouro e Unidos da Tijuca - 2 prêmios
- Grande Rio, Mocidade, Paraíso do Tuiuti, Portela, Porto da Pedra, Salgueiro e Tradição - 1 prêmio

| Categorias                  | Escolas                      | Vencedores |
| --------------------------- | ---------------------------- | --- |
| Melhor Escola               | Imperatriz                   | Imperatriz |
| Samba-enredo                | Beija-Flor                   | "Laíla de Todos os Santos, Laíla de Todos os Sambas" de Romulo Massacesi, Junior Trindade, Serginho Aguiar, Centeno, Ailson Picanço, Gladiador e Felipe Sena |
| Enredo                      | Imperatriz                   | "Ómi Tútú ao Olúfon - Água Fresca para o Senhor de Ifón" de Leandro Vieira                                                                                   |
| Bateria                     | Imperatriz                   | Mestre Lolo |
| Intérprete                  | Unidos da Tijuca             | Ito Melodia |
| Porta-bandeira              | Viradouro                    | Rute Alves |
| Mestre-sala                 | Viradouro                    | Julinho Nascimento |
| Comissão de Frente          | Mocidade                     | Marcelo Misailidis |
| Ala                         | Grande Rio                   | "Gaiola das Loucas, LGBTQIAPN+" |
| Ala de Baianas              | Unidos da Tijuca             | Unidos da Tijuca |
| Ala de Passistas            | Salgueiro                    | Salgueiro |
| Revelação                   | Não houve vencedor neste ano | Não houve vencedor neste ano |
| Personalidade               | Beija-Flor                   | Neguinho da Beija-Flor |
| Inovação                    | Paraíso do Tuiuti            | Enredo sobre Xica Manicongo, a primeira travesti documentada do Brasil                                                                                       |
| Destaque do Público         | Portela                      | Show de drones formando um sol no céu |
| Melhor Escola da Série Ouro | Porto da Pedra               | Porto da Pedra |
| Samba-enredo da Série Ouro  | Tradição                     | "Reza" de Fred Camacho, Pretinho da Serrinha e Diego Nicolau                                                                                                 |
| Prêmio Fernando Pamplona    | Não houve vencedor neste ano | Não houve vencedor neste ano |

## Estatísticas (1972–2025)
| Escolas | Escolas | Escolas          | Prêmios | Carnavais                                            |
| ------- | ------- | ---------------- | ------- | ---------------------------------------------------- |
|         |         | Mangueira        | 9       | 1975, 1984, 1990, 1998, 2002, 2013, 2016, 2017, 2019 |
|         |         | Salgueiro        | 8       | 1974, 1993, 1994, 2000, 2003, 2009, 2014, 2018       |
|         |         | Beija-Flor       | 6       | 1978, 1986, 1989, 2001, 2007, 2023                   |
|         |         | Portela          | 5       | 1976, 1979, 1980, 1995, 2024                         |
|         |         | Unidos da Tijuca | 4       | 2005, 2006, 2008, 2010                               |
|         |         | Vila Isabel      | 3       | 1987, 1988, 2012                                     |
|         |         | Imperatriz       | 3       | 1996, 2015, 2025                                     |
|         |         | Grande Rio       | 2       | 2020, 2022                                           |
|         |         | Império Serrano  | 2       | 1973, 2004                                           |
|         |         | Mocidade         | 2       | 1991, 1999                                           |
|         |         | União da Ilha    | 2       | 1977, 2011                                           |
|         |         | Caprichosos      | 1       | 1985                                                 |
|         |         | Estácio de Sá    | 1       | 1992                                                 |
|         |         | Viradouro        | 1       | 1997                                                 |

| Escolas                            | Prêmios |
| ---------------------------------- | ------- |
| Mangueira                          | 101     |
| Salgueiro                          | 90      |
| Portela                            | 71      |
| Império Serrano                    | 68      |
| Beija-Flor                         | 67      |
| Imperatriz                         | 67      |
| Vila Isabel                        | 57      |
| Mocidade                           | 56      |
| Unidos da Tijuca                   | 41      |
| Grande Rio                         | 33      |
| União da Ilha                      | 33      |
| Estácio de Sá/Unidos de São Carlos | 28      |
| Viradouro                          | 17      |
| São Clemente                       | 15      |
| Porto da Pedra                     | 12      |
| Caprichosos de Pilares             | 11      |
| Paraíso do Tuiuti                  | 10      |
| Império da Tijuca                  | 8       |
| Cubango                            | 7       |
| Arranco                            | 6       |
| Tradição                           | 6       |
| Cabuçu                             | 5       |
| Em Cima da Hora                    | 5       |
| Acad. de Santa Cruz                | 4       |
| Lins Imperial                      | 4       |
| Unidos da Ponte                    | 4       |
| Acad. do Engenho da Rainha         | 3       |
| União de Jacarepaguá               | 3       |
| Unidos de Padre Miguel             | 3       |
| Inocentes                          | 2       |
| Unidos de Lucas                    | 2       |
| Acad. da Rocinha                   | 1       |
| Arrastão                           | 1       |
| Boi da Ilha                        | 1       |
| Canários das Laranjeiras           | 1       |
| Jacarezinho                        | 1       |
| Renascer                           | 1       |
| Riotur                             | 1       |
| Tupy de Brás de Pina               | 1       |